# Abgasskandal

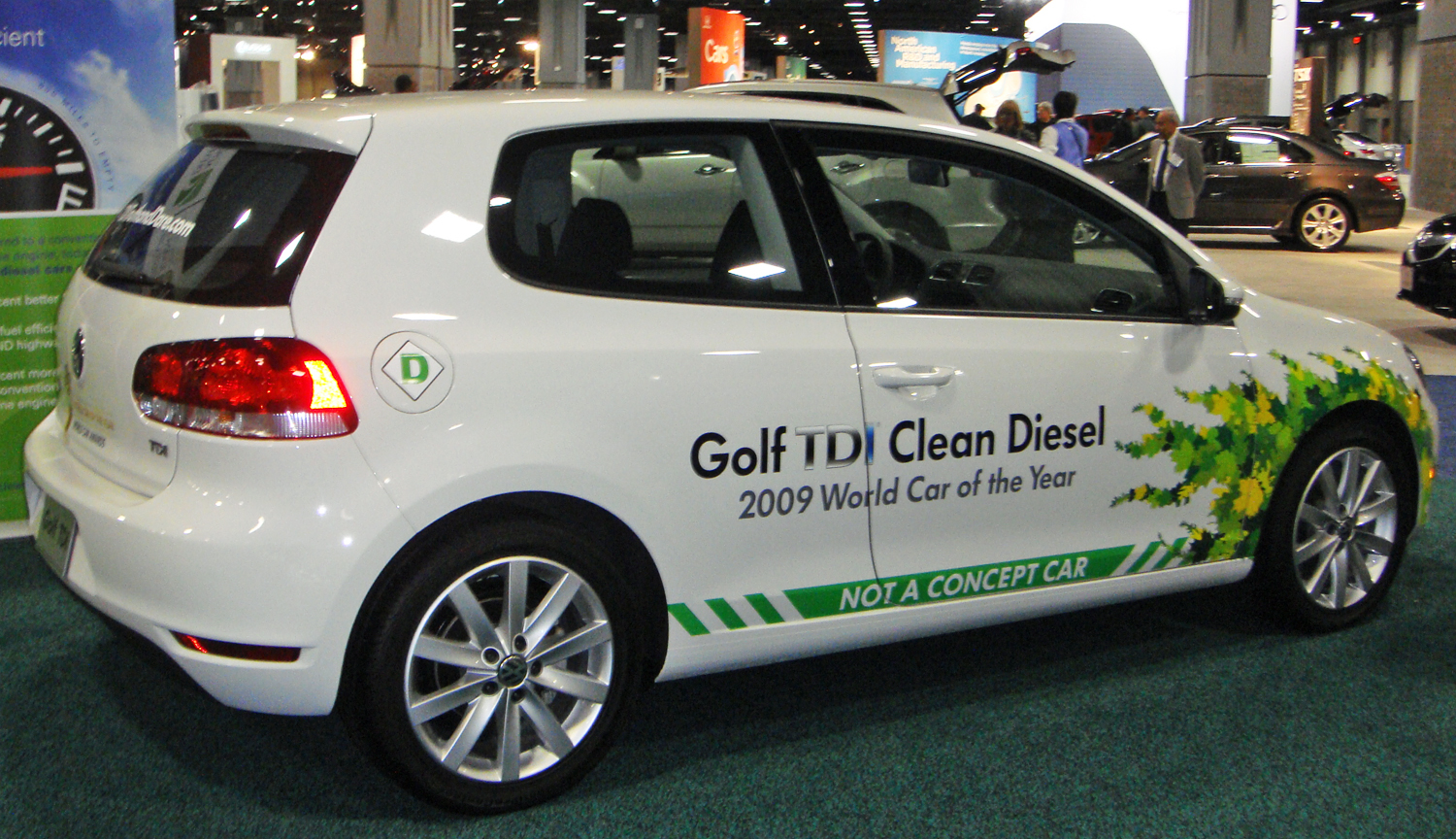
„Golf TDI Clean Diesel“ auf der Washington Auto Show im Jahr 2010

Als Diesel- oder Abgasskandal (auch Dieselgate) wird seit 2015 die Kombination aus einer Reihe von überwiegend illegalen Manipulationen verschiedener Autohersteller (Audi, VW, Daimler und teilweise auch BMW) und Konzerne wie Bosch zur Umgehung gesetzlich vorgegebener Grenzwerte für Autoabgase und – im Gegenzug – der politischen Einflussnahme zu deren Absicherung bezeichnet. Bereits 2006 äußerten die 4 großen Autohersteller bei Bosch den Wunsch „nach einer Funktion, die in bestimmten Betriebsbereichen geringere Umsätze der Harnstoffdosierung erreicht“ und Bosch wies sie darauf hin, dass dies vorsätzlichem Betrug gleichkäme.
Am 18. September 2015 wurde öffentlich bekanntgemacht, dass die Volkswagen AG eine illegale Abschalteinrichtung in der Motorsteuerung ihrer Diesel-Fahrzeuge verwendete; die US-amerikanischen Abgasnormen wurden nur in einem speziellen Prüfstandsmodus erreicht, im Normalbetrieb wird dagegen ein Großteil der Abgasreinigungsanlage weitgehend abgeschaltet. Die Aufdeckung wurde durch eine Notice of Violation der US-Umweltbehörde Environmental Protection Agency (EPA) angestoßen. Laut der Volkswagen AG sei die betreffende Software in weltweit etwa elf Millionen Fahrzeugen mit der Motorenreihe VW EA189 zum Einsatz gekommen. In Europa und den USA ist auch die Nachfolgereihe VW EA288 betroffen. Laut der Nachrichtenagentur Reuters wurde die Software jedoch für vier verschiedene Motorentypen angepasst.
VW hatte zuvor, zur Förderung des Verkaufs und Erhöhung des Marktanteils von dieselbetriebenen Autos in den USA, gerade diese Fahrzeuggeneration in großen Werbekampagnen als besonders saubere „Clean-Diesel“ beworben.
Betroffen sind laut dem deutschen Bundesverkehrsministerium auch in Europa zugelassene Autos – innerhalb der EU sind Abschalteinrichtungen in dieser Form seit 2013 verboten – sowie laut einer zweiten Notice of Violation der EPA von Anfang November 2015 auch Fahrzeuge von Audi und Porsche. Als Folge des Skandals trat der Vorstandsvorsitzende der Volkswagen AG, Martin Winterkorn, zurück; der Aufsichtsrat berief den bisherigen Vorstandsvorsitzenden der Porsche AG, Matthias Müller, zu dessen Nachfolger.
Die ursprüngliche VW-Abgasaffäre war Auslöser einer weitreichenden Krise in der Automobilindustrie. Viele Studien stellten Abweichungen zwischen realen und Prüfstandemissionen bei den Modellen deutscher und anderer Hersteller fest. Gerade das Problem der überhöhten Stickoxidwerte bei Dieselfahrzeugen und deren gesundheitliche Folgen gewann infolge der VW-Dieselaffäre stark an öffentlicher Aufmerksamkeit. Das Überschreiten von Prüfstands-Grenzwerten im Realbetrieb war und ist in Europa nicht illegal; erst seit Gelten des WLTP gilt für dessen Realbetrieb-nahen Zyklus eine Obergrenze vom 2,1-Fachen des alten Prüfstands-Grenzwerts; es gab und gibt in Europa keinen Grenzwert für den Realbetrieb. Es ist bewiesen, dass die Hersteller viele Jahre vor Bekanntwerden des Skandals die Maßnahmen anordneten oder von diesen wussten. Politische und wissenschaftliche Gremien, Regierungsstellen und Interessenverbände hatten ebenfalls Jahre vor dem Bekanntwerden auf Unregelmäßigkeiten hingewiesen und vor deren Folgen gewarnt.
Am 2. August 2017 fand in Deutschland das Nationale Forum Diesel (auch Diesel-Gipfel genannt) statt, bei dem die deutsche Bundesregierung und deutsche Automobilhersteller Vereinbarungen hinsichtlich Schadstoffausstoß-Reduktionen trafen.
Der Abgasskandal führte auch dazu, dass eine Verkehrswende in der politischen Diskussion von verschiedener Seite diskutiert und gefordert wird.

## Zur Vorgeschichte

### Technische Vorgeschichte
Das Problem der Luftverschmutzung durch Kfz rückte im Zuge der Massenmotorisierung der 1950er Jahre in das öffentliche Bewusstsein, ausgehend von der Situation der Stadt Los Angeles. 1959 wurden in Kalifornien Standards für die Luftqualität festgelegt, aus denen Emissionsgrenzwerte für Kraftfahrzeuge entwickelt wurden, die ab 1966 eingehalten werden sollten. 1968 trat schließlich ein Gesetz zur Beschränkung der Abgasemissionen in Kraft.
In der Bundesrepublik Deutschland wurden für Pkw mit Ottomotor 1971 Abgasgrenzwerte eingeführt. Es folgte eine ständige Verschärfung der Grenzwerte, was einen großen Einfluss auf die Entwicklung der Verbrennungsmotorentechnik hatte. Das erste nach heutigen Maßstäben moderne Abgasnachbehandlungssystem wurde in Form des 1973 auf den Markt gekommenen Dreiwegekatalysators erst 1981 für Pkw eingeführt, wobei es noch weitere 10 Jahre dauern sollte, ehe das System zur Basisausstattung der Pkw zählte. Lange wurde schlechtes Abgasverhalten vor allem aus anderen Gründen vermieden, so wurde zum Beispiel bei Dieselmotoren versucht, eine möglichst rauchfreie Verbrennung zu erzielen, um die Standzeit zu verbessern oder um eine Gefährdung der Verkehrssicherheit durch Schwärzung der Luft zu vermeiden.
Da konventionelle Ottomotoren anders als Dieselmotoren mit einem stöchiometrischen Gemisch betrieben werden, funktionieren sie jedoch mit dem Dreiwegekatalysator zusammen, wodurch Kohlenwasserstoffe, Kohlenstoffmonoxid und Stickoxide zu Wasser, Stickstoff und Kohlenstoffdioxid umgewandelt werden. Werden bei der Verbrennung im Ottomotor zum Beispiel durch überstöchiometrischen Magerbetrieb zu viele Stickoxide erzeugt, muss stattdessen ein NOx-Speicherkatalysator verwendet werden. Erste Ottomotoren mit überstöchiometrischem Gemisch, die Ende der 1990er-Jahre aufkamen, hatten jedoch trotz des Einsatzes eines für damalige Verhältnisse aufwändigen Abgasreinigungssystems ein derart schlechtes Abgasverhalten (vor allem starke Kohlenwasserstoff- und Stickoxidemissionen), dass von einer Markteinführung auf Märkten mit damals strengen Abgasvorschriften (Europa und die USA) abgesehen wurde.
Dieselmotoren für Pkw haben etwa seit Beginn der 1990er-Jahre wegen des beim Dieselmotor nicht funktionsfähigen Dreiwegekatalysators einen ungeregelten Oxidationskatalysator. Dieser wandelt Stickstoffmonoxid zu Stickstoffdioxid, reduziert HC- und CO-Emissionen und senkt den Partikelausstoß. Anfang des 21. Jahrhunderts geriet der Pkw-Dieselmotor vor allem wegen des Rußausstoßes in die Kritik. Die deutsche Automobilindustrie vertrat die Ansicht, dass ausschließlich innermotorische Maßnahmen den Rußausstoß mindern würden, dennoch wurde letztlich flächendeckend der Rußpartikelfilter für den Dieselmotor eingeführt. Moderne Ottomotoren mit Benzindirekteinspritzung müssen jedoch wegen ihres Rußausstoßes gegebenenfalls auch mit einem Rußpartikelfilter ausgerüstet werden. Mit der Einführung strengerer Abgasgrenzwerte, insbesondere für Stickoxide, wurde bei Ottomotoren ein besseres Abgasreinigungssystem unabdingbar. Bei Dieselfahrzeugen wurde versucht, mit innermotorischen Maßnahmen (geringe Verbrennungstemperatur) den Stickoxidausstoß zu senken und den dadurch größeren Rußpartikelausstoß durch einen Rußpartikelfilter zu kompensieren, doch genügte dieses Verfahren zunehmend den verschärften Abgasgrenzwerten nicht mehr, sodass nachmotorische Verfahren wie Speicherkatalysator und selektive katalytische Reduktion notwendig wurden, das bereits seit längerer Zeit für Nutzfahrzeugmotoren eingesetzt wurde. Das Abgasverhalten wurde insbesondere bei Pkw-Dieselmotoren bis etwa 2015 auf Rollenprüfstandtestzyklen wie WLTP, US06 und FTP75 hin optimiert, was nicht illegal war und ist. Diese Optimierung auf genormte Prüfzyklen bewirkte im realen Fahrbetrieb weitaus höheren Schadstoffausstoß als im Rechenmodell und im Prüfzyklus; Hersteller wie Volkswagen verwendeten letztlich eine Software, die erkennt, ob ein Automobil im Testzyklus fährt und entsprechend das Abgasreinigungssystem illegalerweise speziell auf die Anforderungen des Testzyklus einstellt, ein spezieller Prüfzyklus-Modus, der für den Normalbetrieb wieder abgeschaltet wird. Heute (2018) wird versucht, das Emissionsverhalten nicht mehr auf Prüfzyklen hin zu optimieren, sondern im tatsächlichen Fahrbetrieb (RDE) zu verbessern.

### Vorgehen bei VW, 2005–2015
Im Jahr 2005 plante Volkswagen, die Rechte am Abgasreinigungssystem BlueTec des Daimler-Chrysler-Konzerns zu erwerben, man entschied sich aber dann, ein eigenes System zu entwickeln.
Laut eines Protokolls vom 14. September 2006 bei dem Vertreter von Bosch, Audi, VW, DaimlerChrysler und BMW vertreten waren, gab es den Wunsch der Bosch-Kunden „nach einer Funktion, die in bestimmten Betriebsbereichen geringere Umsätze der Harnstoffdosierung erreicht“.
Volkswagen entschied um 2006, das Steuergerät des Motors VW EA189 so zu programmieren, dass vom standardmäßigen Betriebsmodus mit hoher Motorleistung und hohem Wirkungsgrad, aber auch hohem Stickoxidausstoß, immer dann auf einen Modus mit niedrigem Stickoxidausstoß umgeschaltet wird, sobald ein Abgastest erkannt wird. Damit hatte Volkswagen eine Abschalteinrichtung (englisch defeat device) verwirklicht.
Ab dem Modelljahr 2009 begann die Volkswagengruppe damit, ihre für Personenkraftwagen konstruierten Turbodieselmotoren (TDI) vom Pumpe-Düse-System auf Speichereinspritzung (Common-Rail) umzustellen. Diese Technik erlaubt eine präzisere Kraftstoffeinspritzung, da Einspritzdruckerzeugung und Einspritzzeitpunkte, anders als beim Pumpe-Düse-System, voneinander entkoppelt und nicht von der Einspritznockenstellung abhängig sind. Mit der Speichereinspritzung ist ein besseres Geräusch- und Abgasverhalten bei gleichzeitig reduziertem Kraftstoffverbrauch und höherer spezifischer Leistung möglich.
Mit der Einführung von Dieselpartikelfiltern und bei einigen Modellen auch SCR-Katalysatoren bewarb VW 2015 die Motoren in den USA als „clean Diesel“ und „sauberer als sauber“, während gleichzeitig gute Verbrauchswerte erzielt würden.
Tatsächlich vermochten die Motoren es nicht, niedrigen Verbrauch mit vorschriftsmäßigen Stickoxidemissionen zu verbinden. Diese Sackgasse hatte VW zynischerweise bereits um 1980 vorausgeahnt und als ein hohes Entwicklungsrisiko bezeichnet, weil schon damals bekannt war, dass Dieselmotoren mit Direkteinspritzung ein problematisches Abgasverhalten bezüglich der Stickoxide haben, das sogar noch deutlich ungünstiger ausfällt als bei den früheren Diesel-Pkw mit Wirbelkammereinspritzung.

### Aufdeckung, 2012–2015

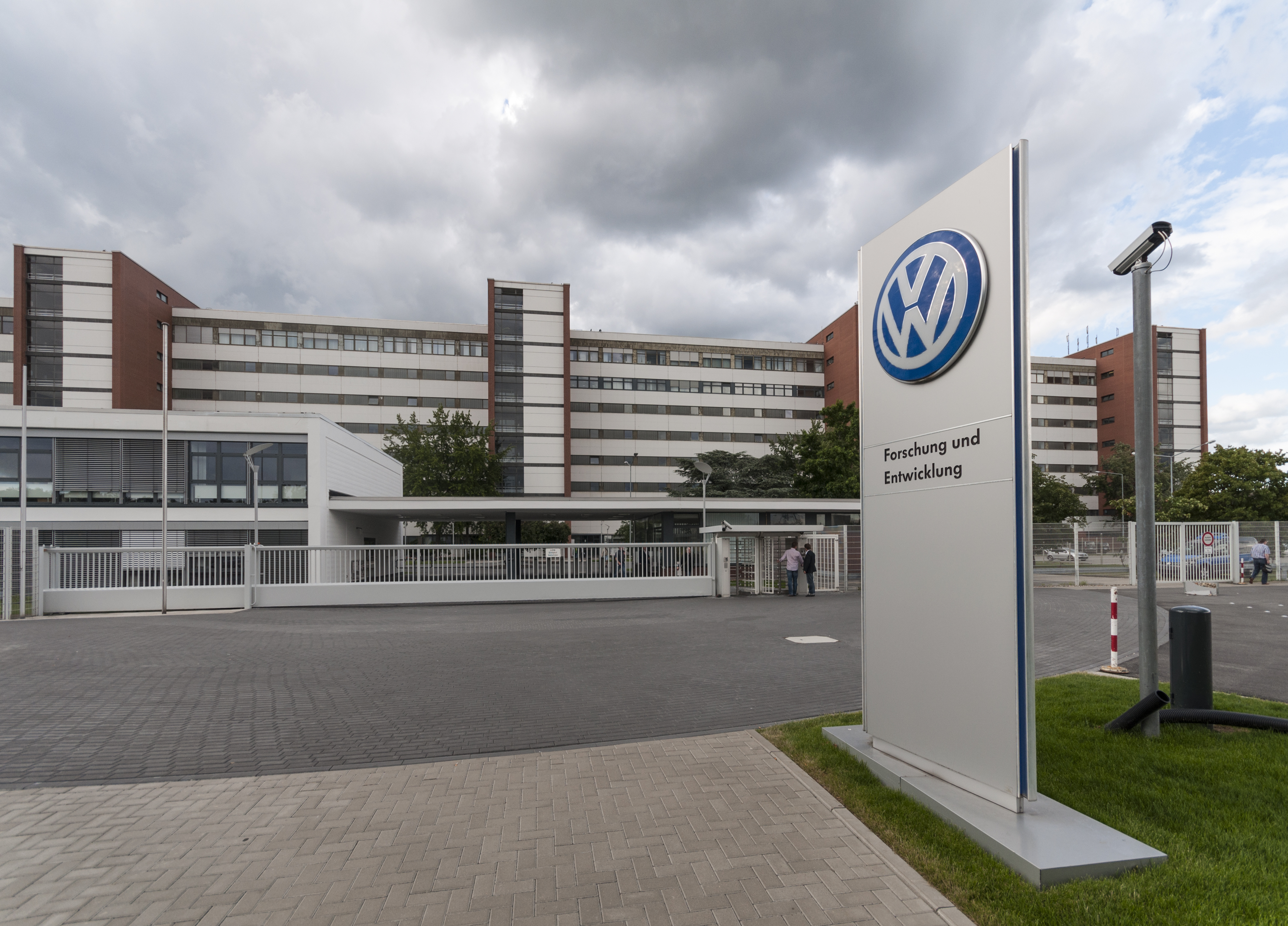
Haupteingang Forschung und Entwicklung in Wolfsburg

Laut eigenen Angaben warnte die Deutsche Umwelthilfe (DUH) von September 2007 (anlässlich der IAA) bis 2015 „in unzähligen Pressekonferenzen, Fachgesprächen, mit Veröffentlichungen, Abgastests und Aktionen vor … Verstößen gegen Gesundheits- und Klimaschutz bei den Abgasemissionen und Spritverbräuchen“.
Schon Mitte 2012 teilte ein Manager eines Automobilzulieferers dem damaligen EU-Kommissar Antonio Tajani mit, Autohersteller würden die Abgaswerte von Fahrzeugen in Zulassungstests elektronisch manipulieren. Dies untergrabe die Bemühungen der EU, den Straßenverkehr umwelt- und klimafreundlicher zu machen. Bei einem Treffen im Juli 2012, bei dem das Thema diskutiert wurde, seien insgesamt vier Mitglieder der EU-Kommission anwesend gewesen. Daraufhin forderte Tajani die Verkehrsminister der EU-Staaten schriftlich dazu auf, die Überwachung der Autoindustrie zu verbessern; er wies aber nicht darauf hin, dass Abgastests manipuliert worden sein könnten.
Weitere Hinweise auf eine Manipulation bei Volkswagen wurden von Peter Mock, Direktor des europäischen Ablegers des International Council on Clean Transportation (ICCT), an das ICCT übermittelt. ICCT-Mitarbeiter in Berlin, darunter der ehemalige Abteilungsleiter des Umweltbundesamts Axel Friedrich, hatten 2014 hohe Abgaswerte bemerkt. In den USA stellte das ICCT im Mai 2014 in Zusammenarbeit mit der West Virginia University (WVU) bei Abgasmessungen große Differenzen beim Stickoxidausstoß von Dieselfahrzeugen der VW-Gruppe fest. Die Fahrzeuge erfüllten unter Testbedingungen auf einem Prüfstand des California Air Resources Board (CARB) die Vorgaben der EPA. Unter realen Fahrbedingungen ermittelten Mitarbeiter der WVU mit einem transportablen Messsystem (PEMS) beim VW Jetta VI Stickoxidwerte 15- bis 35-fach und beim VW Passat 5- bis 20-fach über dem gesetzlichen US-Grenzwert.
Im September 2014 veröffentlichte Der Spiegel Ergebnisse dieser Studie und wies mit Bezug auf den ICCT darauf hin, dass moderne Motorsteuerungen „erkennen, wenn sich das Auto auf einem Rollenprüfstand befindet, und daraufhin in einen optimierten Testmodus schalten“ können und dass „vor allem deutsche Autokonzerne den amtlichen Benzindurst“ ihrer Fahrzeuge „schönen“ würden. Das Handelsblatt berichtete im Oktober 2014 mit Bezug auf dieselbe Studie, dass „seit einem Jahr“ jeder Bescheid gewusst habe.
Volkswagen behauptete gegenüber US-Behörden, die festgestellten Diskrepanzen, insbesondere die der Stickoxidwerte, würden auf einem Softwarefehler basieren und rief im Dezember 2014 die fast 500.000 betroffenen Fahrzeuge zurück, um eine neue Software einzuspielen. Das CARB überprüfte die modifizierten Fahrzeuge unter Realbedingungen und konnte keine Verbesserung bei den Stickoxidwerten feststellen. Als die Behörden damit drohten, bei Nichtaufklärung der Diskrepanz den 2016er Modellen die Zulassung zu verweigern, gab Volkswagen am 3. September 2015 den Betrug zu.
Der Spiegel berichtete 2015, dass mindestens 30 leitende Angestellte seit Jahren von dem illegalen Vorgehen wussten, während Volkswagen selbst dies noch 2015 leugnete.
Die Abgasmessung für neue Fahrzeugmodelle des VW-Konzerns in Europa oblag Stand 2015 folgenden Prüforganisationen:
- Audi-Modelle: Allied Technology Experts Enterprise of Luxembourg S.à r.l. (ATE EL), Luxemburg
- Volkswagen-Modelle: TÜV Nord, Deutschland
- Seat-Modelle: Instituto Nacional de Técnica Aeroespacial (INTA) und CTAG-IDIADA Safety Technology SL, beide in Spanien
- Škoda-Modelle: TÜV Süd, Deutschland und Vehicle Certification Agency (VCA), Großbritannien

## Ermittlungsverfahren und Strafprozesse

### USA
Am 18. September 2015 richtete die US-Umweltschutzbehörde EPA eine Notice of Violation (sinngemäß: Mitteilung eines Rechtsverstoßes) an die Volkswagen Group of America, mit exakter Erläuterung der juristischen Vorwürfe hinsichtlich der Verstöße gegen den Clean Air Act. Als Folge dieses Verfahrens drohen Volkswagen Geldstrafen von bis zu 18 Mrd. US-Dollar. Laut Medienberichten haben auch das US-Justizministerium und der New Yorker Generalstaatsanwalt Eric Schneiderman Ermittlungen gegen Volkswagen eingeleitet. Schneiderman soll anstreben, mit den Generalstaatsanwälten aller Gliedstaaten der Vereinigten Staaten zusammenzuarbeiten. Unterdessen kommen auf Volkswagen auch Sammelklagen privater Käufer und Autohändler in Kanada und den USA zu.
Am 14. Oktober 2015 schloss sich die Federal Trade Commission (FTC) den Ermittlungen der EPA und des US-Justizministeriums an. Dabei geht es um Ermittlungen wegen irreführender Werbekampagnen (Clean-Diesel) von Volkswagen für die betroffenen Dieselfahrzeuge.
Nach Ausweitungen ihrer Ermittlungen richtete die EPA am 2. November 2015 eine zweite Notice of Violation an Volkswagen. Demnach wurden Abschalteinrichtungen nunmehr auch in Dieselfahrzeugen mit Dreiliter-Motor (3.0 TDI) gefunden. Betroffen seien konkret der VW Touareg (Modelljahr 2014), die neuesten Audi-Modelle A6 Quattro, A7 Quattro, A8, A8L und Q5 sowie der Porsche Cayenne (Modelljahr 2015).
Die Bundesbehörde für Straßen- und Fahrzeugsicherheit (NHTSA) erklärte gegenüber der Wirtschaftswoche, dass durch unabhängige Gutachter geprüft werde, ob der VW-Konzern neben dem Abgasskandal auch Sicherheitsprobleme und technische Mängel verschwiegen habe.
Im Rahmen eines Vergleiches im Frühjahr 2017 bekannte sich Volkswagen als Unternehmen der Verschwörung zum Betrug, der Behinderung der Justiz und des Verkaufs von Waren unter falscher Angabe für schuldig, um damit die strafrechtlichen Ermittlungen zum Abschluss zu bringen. Volkswagen zahlt dafür 2,8 Mrd. US-Dollar, verpflichtet sich zu stärkeren Kontrollsystemen und unterwirft sich einer dreijährigen externen Aufsicht. Darüber hinaus hat sich VW verpflichtet, mit ihrer eigens dazu gegründeten Firma Electrify America insgesamt 2 Mrd. US-Dollar in den Ausbau eines Ladesäulennetzwerkes zu investieren.
Der deutsche Staatsbürger James Robert Liang wurde im Juni 2016 als erster VW-Mitarbeiter strafrechtlich angeklagt und im August 2017 wegen seiner Rolle im Skandal, an dem er als Motorenentwickler 2006 bei VW in Wolfsburg und ab 2008 in Kalifornien mitgewirkt hatte, zu 3 Jahren und 4 Monaten Haft sowie einer Geldstrafe verurteilt. Das Gericht sah es als erwiesen an, dass er gegenüber den US-Aufsichtsbehörden die Benutzung von Betrugssoftware in 600.000 VW-Fahrzeugen verheimlicht hatte.
Mit Oliver Schmidt wurde im Januar 2017 ein weiterer VW-Mitarbeiter in Florida festgenommen. Insgesamt ermittelten die US-Behörden gegen sechs zum Teil ehemalige VW-Mitarbeiter wegen Verschwörung zum Betrug und Verstößen gegen Umweltgesetze, darunter den bereits verhafteten. Gegen die übrigen fünf wurde im Juni 2017 ein internationaler Haftbefehl erlassen. Oliver Schmidt wurde am 6. Dezember 2017 von einem Richter in Detroit zu einer siebenjährigen Gefängnisstrafe wegen Verschwörung zum Betrug und Verstoßes gegen Umweltgesetze verurteilt. Außerdem muss Schmidt Geldstrafen in einer Höhe von 400.000 US-Dollar zahlen.
Ebenfalls 2017 zahlte die Robert Bosch GmbH in einem Vergleich 304 Millionen Euro an US-Zivilkläger.
Die Daimler AG einigte sich im August 2020 auf Vergleiche mit US-Sammelklägern sowie den -Behörden. Im darauffolgenden September gaben Daimler sowie das US-Justizministerium die Höhe aller diesbezüglichen Vergleichszahlungen mit insgesamt 1,9 Milliarden US-Dollar an. Daimler wurde zudem verpflichtet, betroffene Autos in den USA mit Softwareupdates nachzurüsten.

### Deutschland

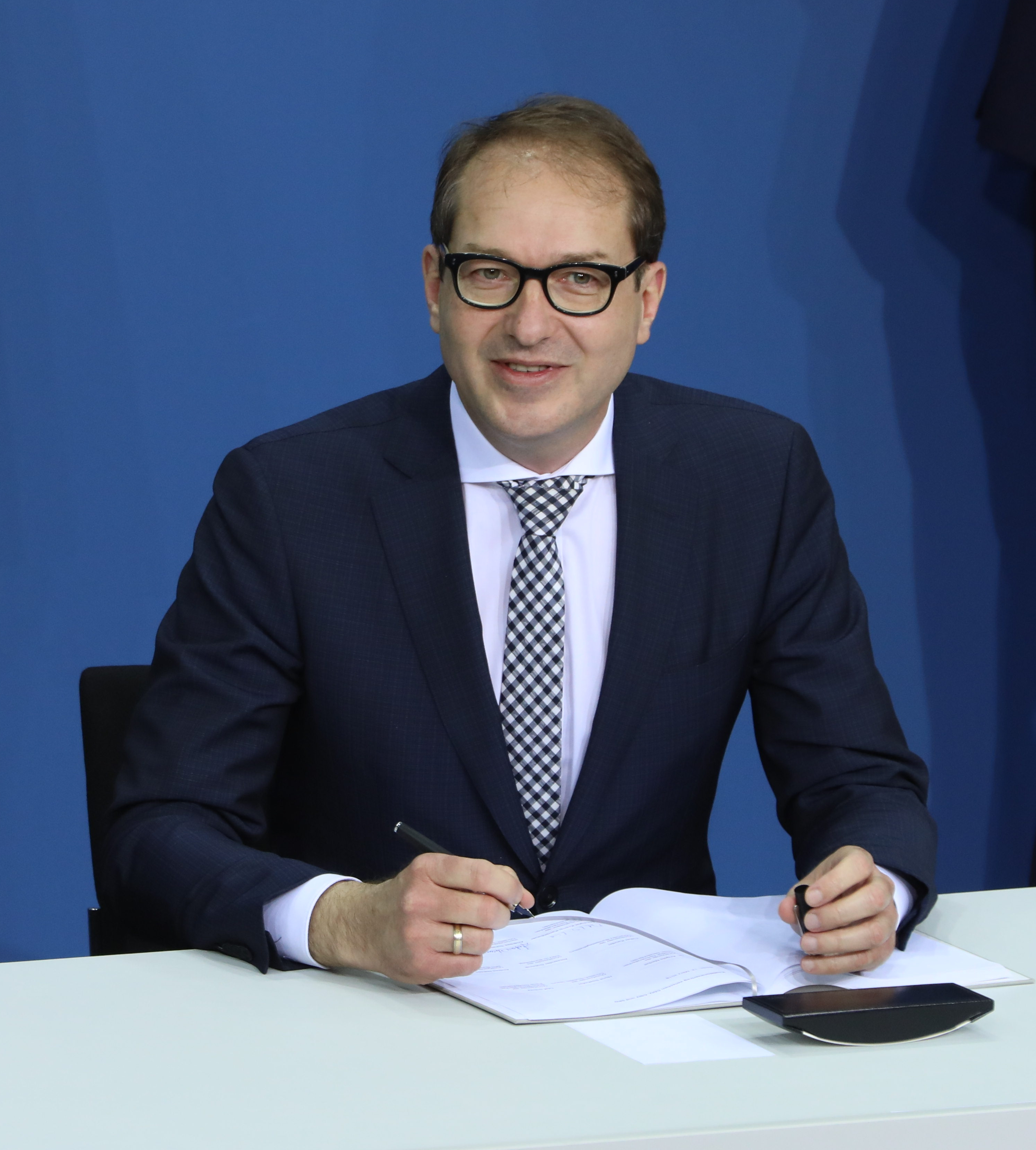
Alexander Dobrindt

Der deutsche Verkehrsminister Alexander Dobrindt forderte eine Überprüfung aller VW-Fahrzeugmodelle in Deutschland.
Zunächst hieß es, die Staatsanwaltschaft Braunschweig habe von Amts wegen und aufgrund mehrerer Strafanzeigen von Bürgern ein Ermittlungsverfahren gegen den ehemaligen Vorstandschef Martin Winterkorn wegen Betrugsvorwürfen nach § 263 StGB eingeleitet. Wenige Tage später, am 1. Oktober 2015, wurde hingegen berichtet, dass entgegen vorherigen Meldungen kein Ermittlungsverfahren gegen Winterkorn eingeleitet worden sei und dass auch kein Anfangsverdacht gegen ihn bestehe. Die ursprüngliche Pressemitteilung der Staatsanwaltschaft Braunschweig vom Montag, 28. September 2015, wurde gelöscht und durch eine neue ersetzt.
Am 8. Oktober 2015 führten die Staatsanwaltschaft Braunschweig und das Landeskriminalamt Niedersachsen in Wolfsburg und anderen Orten Hausdurchsuchungen in den Geschäftsräumen von Volkswagen durch. Erklärtes Ziel der Durchsuchung war „die Sicherstellung von Unterlagen und Datenträgern, die mit Blick auf in Betracht kommende Straftatbestände Auskunft über die genaue Vorgehensweise der an der Manipulation der Abgaswerte von Dieselfahrzeugen beteiligten Firmenmitarbeiter und deren Identität geben können“.
Am 24. November 2015 leitete die Staatsanwaltschaft Braunschweig ein weiteres Ermittlungsverfahren wegen des Verdachts auf Steuerhinterziehung gegen fünf namentlich bekannte Mitarbeiter des Volkswagen-Konzerns ein. Grund hierfür war die Bekanntgabe von Volkswagen, CO2- und Verbrauchswerte von Fahrzeugen manipuliert zu haben, weswegen an die Fahrzeughalter durch die falschen Angaben auch unzutreffende Kraftfahrzeug-Steuerbescheide ergangen seien.
Die Ermittlungen der Staatsanwaltschaft wurden im Juni 2016 infolge einer Strafanzeige der Bundesanstalt für Finanzdienstleistungsaufsicht auf den Verdacht der Marktmanipulation ausgedehnt. Der Vorwurf lautet, dass Volkswagen seiner Ad-hoc-Publizitätspflicht, kursrelevante Informationen zu veröffentlichen, nicht rechtzeitig nachkam.
Am 27. Januar 2017 wurde bekannt, dass mittlerweile gegen 37 Personen ermittelt wird. Dafür wurden 28 Hausdurchsuchungen durchgeführt. Die Ermittlungen erstrecken sich neben den genannten Vorwürfen auch auf den Verdacht strafbarer Werbung (§ 16 UWG). Unter den Beschuldigten befindet sich nun auch der ehemalige Vorstandschef Martin Winterkorn.
In den Jahren 2019/2020 erhob die Staatsanwaltschaft München II Anklage gegen den ehemaligen Audi-Chef Rupert Stadler sowie drei weitere ehemalige Funktionäre des Ingolstädter Autobauers. In den Verfahren sollte geklärt werden, inwieweit die ehemaligen Audi-Angestellten in die Entwicklung von Abschalteinrichtungen sowie den wissentlichen Verkauf von manipulierten Fahrzeugen involviert waren. Anfang April 2023 wurde das Verfahren gegen einen mitangeklagten Ingenieur vorläufig eingestellt. Abhängig war die Einstellung von der Auflage der Zahlung von 25.000 Euro. Der ehemalige Mitangeklagte hatte ein umfangreiches Geständnis abgelegt und war als Kronzeuge im Prozess aufgetreten. Ende April 2023 gestand der Angeklagte Wolfgang Hatz. Mitte Mai 2023 machte Stadler ein Geständnis und räumte Fehlverhalten ein. Am 27. Juni 2023 verurteilte das Landgericht München II Stadler wegen Betrugs durch Unterlassen zu einer Bewährungsstrafe von einem Jahr und neun Monaten. Bewährungsauflage ist die Zahlung von 1,1 Millionen Euro. Der für die Motorenentwicklung zuständige Hatz wurde wegen Betruges zu einer Freiheitsstrafe von zwei Jahren verurteilt, die gegen Auflage der Zahlung von 400.000 Euro zur Bewährung ausgesetzt wurde. Der Ingenieur Giovanni P. wurde ebenfalls wegen Betruges zu einer Freiheitsstrafe von einem Jahr und neun Monaten verurteilt, die gegen Zahlung von 50.000 Euro auf Bewährung ausgesetzt wurde. Die Staatsanwaltschaft hatte einer Strafe mit Aussetzung zur Bewährung für Stadler und P. im Rahmen einer Verständigung bereits zugestimmt. Für Hatz hatte sie drei Jahre und zwei Monate Freiheitsstrafe ohne Aussetzung zur Bewährung gefordert. Das Landgericht ging davon aus, dass bei bestimmten Motorentypen von Audi eine unzulässige Abschalteinrichtung eingesetzt worden sei. P. und Hatz hätten die Ausgestaltung der Motorsteuerungssoftware veranlasst. Sie seien sich dabei bewusst gewesen, dass PKW unter Verstoß gegen Rechtsvorschriften der Europäischen Union ausgestattet würden. Auch Motoren von in die USA exportierten PKW hätten unzulässige Abschalteinrichtungen aufgewiesen. Stadler habe dies nach Kenntniserlangung nicht verhindert, obwohl er als Vorstandsvorsitzender zu einem Eingreifen verpflichtet gewesen wäre. Für die mit der Abschaltvorrichtung versehenen PKW setzte das Gericht einen mit 5 % vom Neupreis bezifferten Minderwert an. Deshalb ging es in Bezug auf Hatz und P. von einem verursachten Schaden von insgesamt rund 2,3 Milliarden Euro aus. Bei Stadler nahm das Gericht einen verursachten Schaden von rund 41 Millionen Euro an. Die Urteile sind noch nicht rechtskräftig. Alle drei Angeklagten legten Revision ein. Die Staatsanwaltschaft legte hinsichtlich des Urteils in Bezug auf Hatz Revision ein.
Nach mehreren Razzien im Juli 2020 verkündete die Staatsanwaltschaft Frankfurt am Main im Oktober 2020, dass vermutlich rund 200.000 manipulierte Fahrzeuge von Fiat und Iveco in Deutschland zugelassen wurden – darunter auch Wohnmobile.
Im Herbst 2021 begann am Landgericht Braunschweig der Prozess gegen mehrere VW-Manager. Nach 175 Verhandlungstagen und einer laut Gericht „außerordentlich komplexen und umfangreichen Beweisaufnahme“ wurden am 26. Mai 2025 vier frühere Führungskräfte von Volkswagen wegen Betrugs schuldig gesprochen. Das Gericht verhängte gegen den früheren Leiter der Motorenentwicklung eine Gefängnisstrafe von vier Jahren und sechs Monaten. Der frühere Leiter der Hauptabteilung Antriebselektronik wurde zu einer Haftstrafe von zwei Jahren und sieben Monaten verurteilt. Zwei weitere Mitarbeiter erhielten Bewährungsstrafen. Die Urteile sind nicht rechtskräftig.
Ursprünglich sollte 2021 auch der Prozess gegen den prominentesten Beschuldigten, den früheren VW-Chef Martin Winterkorn, beginnen. Das Verfahren gegen ihn wurde wegen gesundheitlicher Probleme abgetrennt. Am 3. September 2024 lief der Prozess gegen ihn an. Nach lediglich vier Verhandlungstagen wurde der Prozess jedoch wieder unterbrochen, da Winterkorn sich im häuslichen Umfeld verletzt haben soll. Ob der Prozess fortgesetzt wird, ist nicht bekannt.

### Frankreich
Am 2. Oktober 2015 wurde berichtet, dass die französische Justiz wegen des Verdachts auf Betrug gegen Volkswagen Ermittlungen eingeleitet habe. In Frankreich sind rund 950.000 Dieselfahrzeuge betroffen. Deren Ergebnisbericht wurde im August 2016 vorgestellt. In der zehnmonatigen Untersuchung hatte eine unabhängige Kommission bei 86 Fahrzeugmodellen verschiedener Hersteller Abweichungen bei den Schadstoffemissionen festgestellt. Mit den Modellen Talisman und Espace war auch Renault betroffen (Motorenbaureihe K9K / Mercedes-Benz OM 607). Obwohl die Kommission ausdrücklich zu keinem Urteil über die Verwendung von Abschalteinrichtungen kam, kündigte Umweltministerin Ségolène Royal an, Transparenz und Verantwortung von den Autoherstellern einzufordern.
Im Auftrag der Staatsanwaltschaft von Paris haben Gendarmen des Office central de lutte contre les atteintes à l’environnement et à la santé publique (Oclaesp) der Gendarmerie nationale am 16. Oktober 2015 den Sitz von Volkswagen France in Villers-Cotterêts sowie Büros in Roissy-en-France durchsucht.
Im September 2017 berichtet Le Monde, der Groupe PSA (Citroën, DS, Opel, Peugeot und Vauxhall) drohe eine Strafe von bis zu 5 Milliarden Euro. Am 8. September 2017 bestritt PSA die Vorwürfe.

### Italien
Am 15. Oktober 2015 durchsuchten die Staatsanwaltschaft Verona und die Guardia di Finanza den Sitz der Volkswagen Group Italia S.p.A. in Verona und der VW-Konzerntochter Lamborghini in Sant’Agata Bolognese wegen des Verdachts auf Handelsbetrug. Die Ermittlungen richten sich auch gegen den VW-Manager Massimo Nordio und gegen Luca De Meo, Vorstandsmitglied der Audi AG und verantwortlich für den Geschäftsbereich Vertrieb und Marketing.

### Spanien
Der Audiencia Nacional de España (nationale Staatsgerichtshof) mit Sitz in Madrid hat am 28. Oktober 2015 durch den Richter Ismael Moreno ein Ermittlungsverfahren wegen Betrug durch irreführende Werbung, Subventionsbetrug und Verbrechen gegen die Umwelt gegen den Volkswagen-Konzern eingeleitet. Bis zum 10. November 2015[veraltet] soll der VW-Konzern einen Vertreter nennen, gegenüber dem die Anschuldigungen vorgebracht werden könnten.

### Belgien
Die Staatsanwaltschaft Brüssel (Parquet de Bruxelles) ermittelt seit dem 4. November 2015 gegen den Volkswagen-Konzern wegen Urkundenfälschung. Das flämische Umweltministerium sieht sich als Geschädigte in dem Abgasskandal an.

## Art der Manipulation

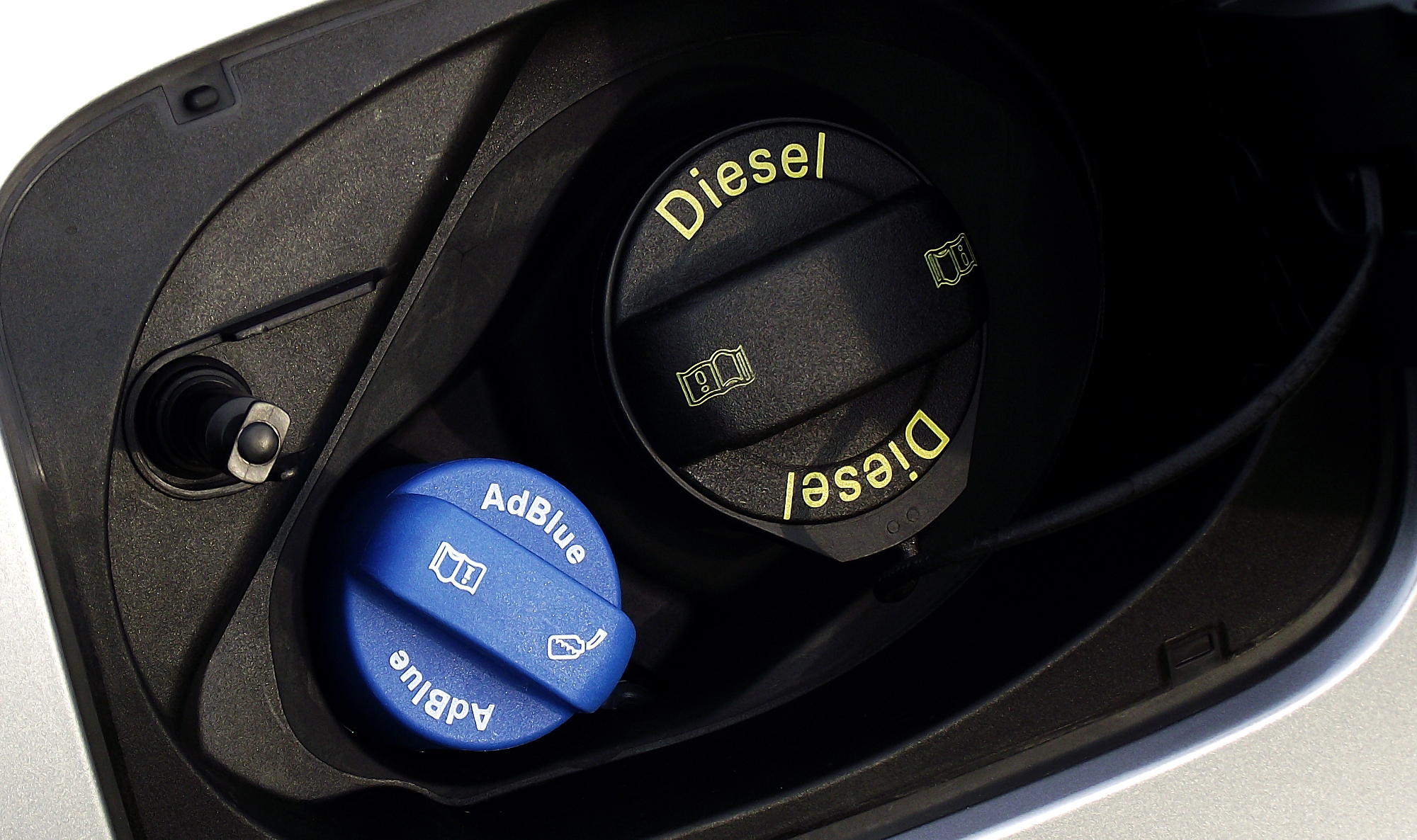
Der Tankeinfüllstutzen für die Harnstofflösung (AdBlue) an einem Audi Q3 2.0 TDI (2014)

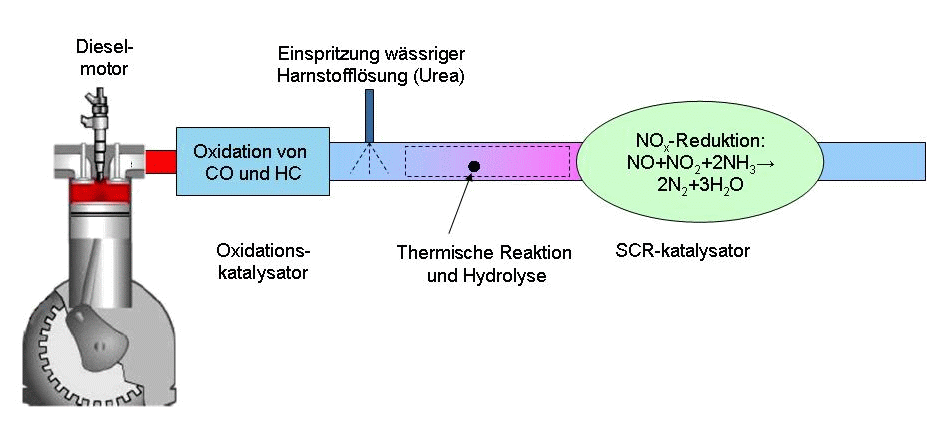
Prinzip der Stickoxidreduzierung durch Harnstoffeinspritzung

Unabhängig vom Motortyp wurden von mehreren Herstellern, u. a. VW und Peugeot, viele nichttechnische Maßnahmen an Fahrzeugen auf den Prüfständen getroffen, die zu Abweichungen zwischen den Verbräuchen im Prüf- und Realbetrieb führen. Die Prüffahrzeuge besaßen z. B. eine vollständig geladene Batterie, einen halb abgefahrenen Reifensatz, keine Extraausstattung und meist keine Klimaanlage. All diese Maßnahmen waren im Rahmen des damaligen Testregimes legal. Im Oktober 2016 kündigte Volkswagen an, zukünftig darauf zu verzichten, „mögliche Toleranzen weiter extensiv zu nutzen“. Der Verzicht führt zu einem Anstieg der kilometerbezogenen CO2-Emissionen von bis zu 2 g. Kritiker relativierten die Wirksamkeit des Verzichts, da ab 2017 ein neues Testverfahren gelte, das solche Maßnahmen verbietet.

### Bei Dieselfahrzeugen
Laut Veröffentlichung der EPA erkannte die von VW installierte Software, die für die Abgaskontrollanlage zuständig war, die Prüfungssituation. Die Software erkannte die standardisierten Testsituationen durch ein „unnatürliches Fahrverhalten“ (hohe Raddrehzahlen ohne Bewegung des Fahrzeugs). Bei diesen Bedingungen war die Abgasaufbereitung so optimiert, dass möglichst wenig Stickoxide (NOx) entstanden. Im normalen Fahrbetrieb wurden dagegen Teile der Abgaskontrollanlage außer Betrieb gesetzt, weshalb die NOx-Emissionen dann erheblich höher waren.
Im Oktober 2015 veröffentlichte das Umweltbundesamt zum Handbuch für Emissionsfaktoren des Straßenverkehrs (HBEFA) einen Kommentar, wonach Dieselfahrzeuge der Kategorie Euro 5 den geltenden Grenzwert von 180 mg/km NOx um den Faktor 4 bis 5 überschreiten.
Am 27. September 2015 berichtete Bild am Sonntag, der Automobilzulieferer Bosch habe die umstrittene Software „zu Testzwecken“ an VW geliefert, im Jahr 2007 allerdings auch klar mitgeteilt, dass der Einsatz der Software gesetzeswidrig sei.
- Beim Passat sollte mit der Software des Steuergerätes „Electronic Diesel Control 17“ des Zulieferers Bosch der Verbrauch an Harnstofflösung (AdBlue, in den USA mit der Bezeichnung Diesel Exhaust Fluid (DEF) oder generell AUS 32) für die Abgasnachbehandlung SCRT in den Bluetec-TDI-Motoren verändert werden.[114][115][116] In einem Vortrag auf dem 32C3 präsentierte der Hacker Felix Domke eine Analyse der von VW auf einem Bosch-Steuergerät des Typs EDC17C46 installierten Firmware. In den A2L-Dateien war die Abschalteinrichtung mit „Untere Kilometerschwelle für Deaktivierung der Akustikfunktion“ kommentiert.[117] Die Firmware wertet dabei unter anderem aus, ob sich die gefahrene Strecke je Zeit in einem engen Intervall um die vom Prüfzyklus vorgegebenen Werte bewegt. Sobald dieses Intervall verlassen wird, schaltet die Software in einen alternativen Modus mit deutlich reduziertem AdBlue-Verbrauch.
- Beim US-Modell Jetta wurde dagegen ein NOx-Speicherkatalysator verwendet, bei dem sich die Stickoxide auf der Oberfläche ablagern. Der Speicherkat kann NOx nur in einem Temperaturbereich von 250 bis 500 °C speichern. Ist der Katalysator vollständig belegt, wird er während des Fahrbetriebs mittels Kohlenstoffmonoxid und Kohlenwasserstoffen als Reduktionsstoff regeneriert. Da diese Stoffe normalerweise im Abgas von Dieselmotoren nicht oder in nur sehr geringen Mengen vorkommen, müssen sie künstlich durch eine unvollständige Verbrennung erzeugt werden, was man durch Luftmangel (i. d. R. durch Mehreinspritzung von Dieselkraftstoff in den Brennraum) umsetzt.[118] Im Fall der manipulierten Fahrzeuge fand diese Regeneration im Fahrbetrieb nur teilweise oder gar nicht statt.[119]
- Bei der CO2-Zertifizierung von Dieselfahrzeugen wurde vor allem ab dem Baujahr 2012 zu niedrige CO2- und damit auch Verbrauchsangaben festgelegt, wie 2015 bekannt wurde. Betroffen sind unter anderem die Typen VW Golf, VW Polo, VW Passat, Audi A1, Audi A3, Škoda Octavia, Seat Leon und Seat Ibiza.[120] Auch sei vor Prüfstandmessungen Dieselkraftstoff ins Motoröl gemischt worden, damit der Motor bei der Messung weniger Kraftstoff verbrauchte.[121]

- Im Mai 2017 wurde bekannt, dass beim Modell Fiat 500X die rechtlich festgeschriebene Dauer des Prüfzyklus von 20 Minuten ausgenutzt wurde. Nach 22 Minuten schalte eine einprogrammierte Abschaltvorrichtung die Filtersysteme ab.[122]

### Manipulation bei Fahrzeugen mit Ottomotoren
Von der technischen Manipulation der Ermittlung der Kohlenstoffdioxidwerte sind laut Aussagen von VW vom Anfang November 2015 auch Modelle mit dem Ottomotor 1,4 TSI ACT betroffen, der mit Zylinderabschaltung ausgestattet ist. Dies betrifft rund 98.000 Fahrzeuge in Deutschland (50.000 in Spanien). Nach Informationen der Bild am Sonntag unter Berufung auf das Geständnis eines Ingenieurs der Abteilung Forschung und Entwicklung des VW-Konzerns in Wolfsburg habe er seinem Vorgesetzten über den Betrug mit geschönten Verbrauchs- und CO2-Angaben von Volkswagen-Modellen der Modelljahre 2013 bis Frühjahr 2015 berichtet. Der Konzernrevision lägen zudem Geständnisse weiterer Mitarbeiter vor. Danach sollen mit unerlaubten Maßnahmen die Abgaswerte bei den Testfahrzeugen manipuliert worden sein, u. a. durch die Nutzung eines Reifendrucks von mehr als 3,5 bar, höher als erlaubt, damit das Fahrzeug leichter läuft. Am 13. November 2015 wurde bekannt, dass insgesamt 24 Modelle des Modelljahrs 2016 mit Ottomotoren (TSI) betroffen sind: Darunter die 1,0-Liter-Ottomotoren mit 70 kw im Seat Ibiza und VW Polo sowie mit 85 kW im Seat Leon und der 1,4-Liter-Ottomotor im VW Jetta.
Ein im August 2020 veröffentlichtes Gerichtsgutachten legt ebenfalls nahe, dass auch Benziner aus dem Volkswagen-Konzern von dem Abgasskandal betroffen sein könnten. Demnach wurde in einem Audi Q5 TFSI 2.0 aus dem Jahr 2015 eine Zykluserkennung gefunden, die die Abgaswerte des Fahrzeuges manipuliert. Das Gutachten wurde im Rahmen einer Klage vor dem Landgericht Offenburg durchgeführt.
Auch Porsche-Fahrzeuge mit Ottomotor wurden möglicherweise illegal manipuliert. Der Sportwagenhersteller selbst hat bei internen Prüfungen festgestellt, dass die Motoren sowie die Motorensoftware mehrerer benzinbetriebener Porsche-Modelle nach der Zulassung durch das Kraftfahrt-Bundesamt verändert worden seien. Diese Informationen hat Porsche mit der Staatsanwaltschaft Stuttgart sowie den Behörden in Deutschland und den USA geteilt. Das deutsche Kraftfahrt-Bundesamt hat im Sommer 2020 Ermittlungen in der Sache aufgenommen.

## Betroffene Fahrzeuge

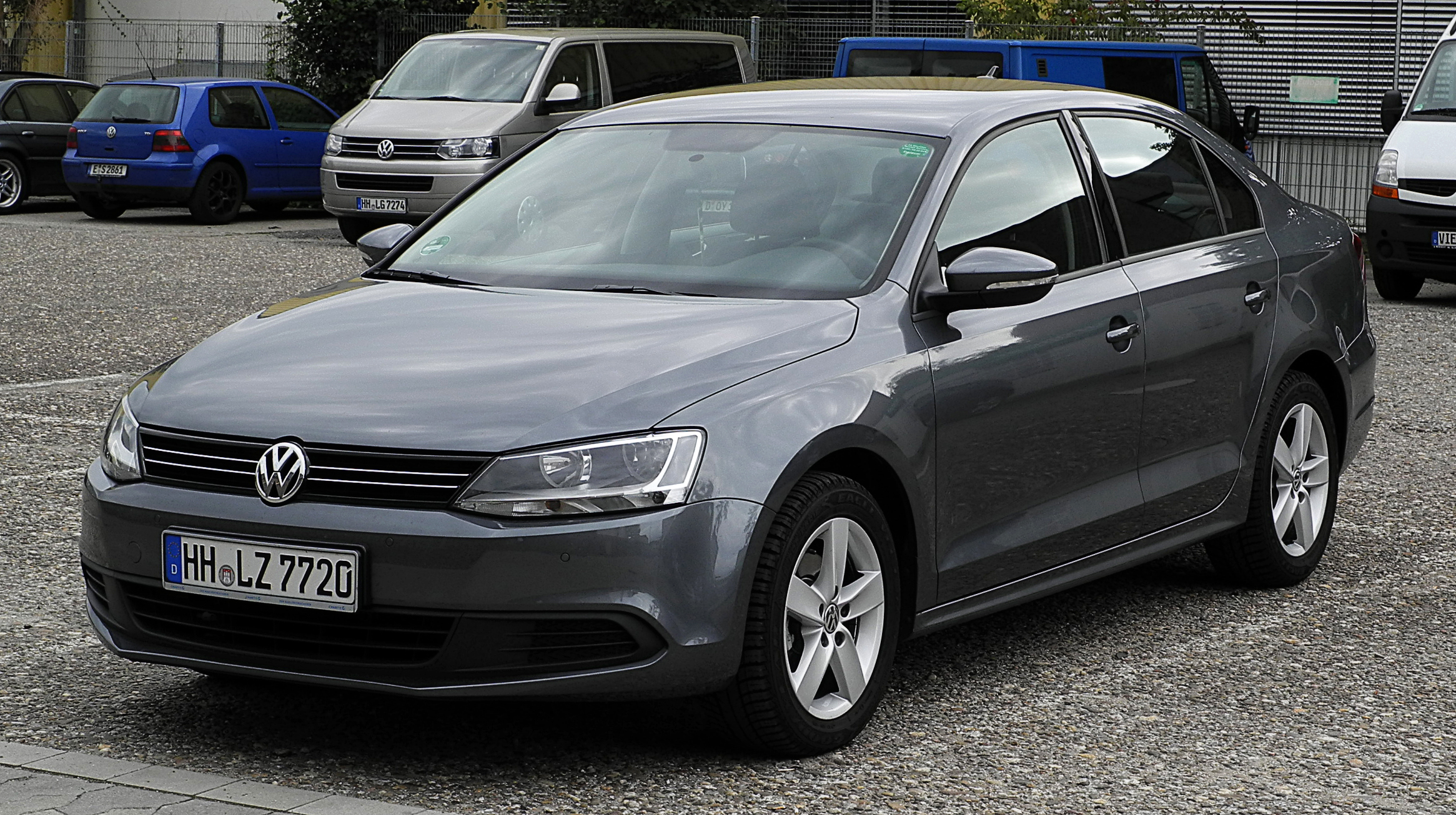
VW Jetta 1.6 TDI

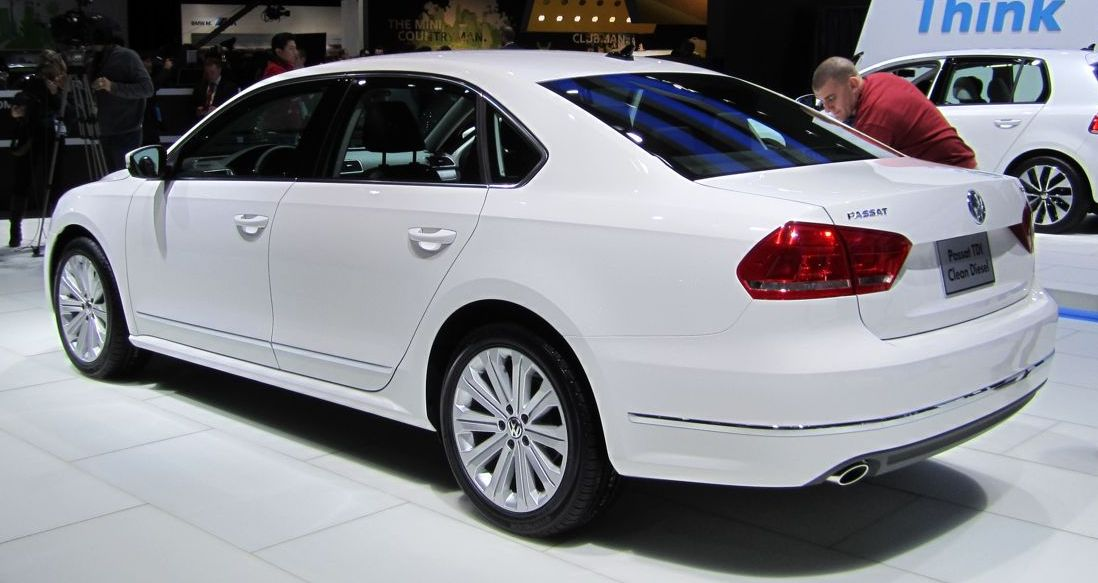
Passat NMS TDI Clean Diesel auf der Detroit Auto Show 2011

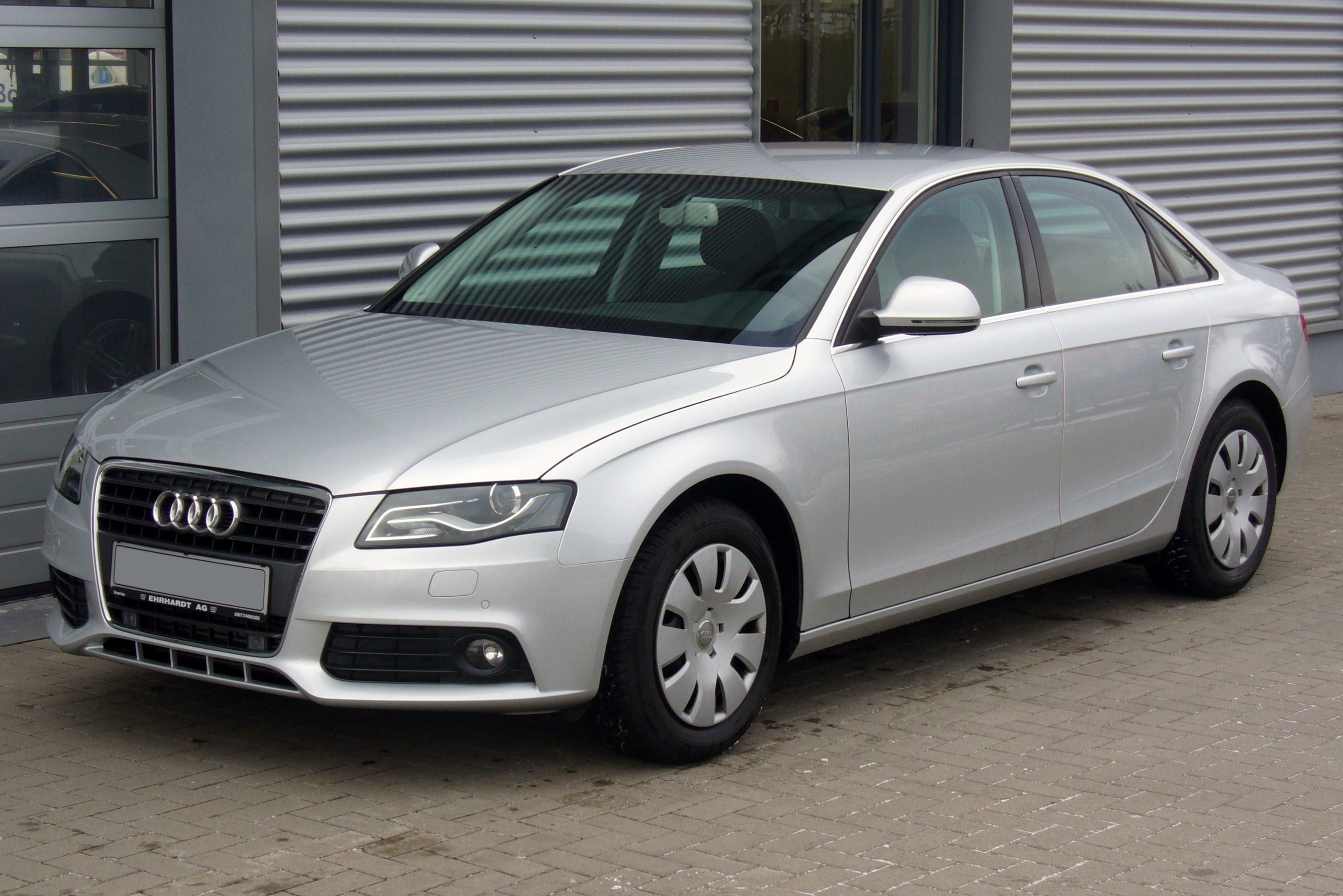
Audi A4 B8 Limousine Ambiente 2.0 TDI

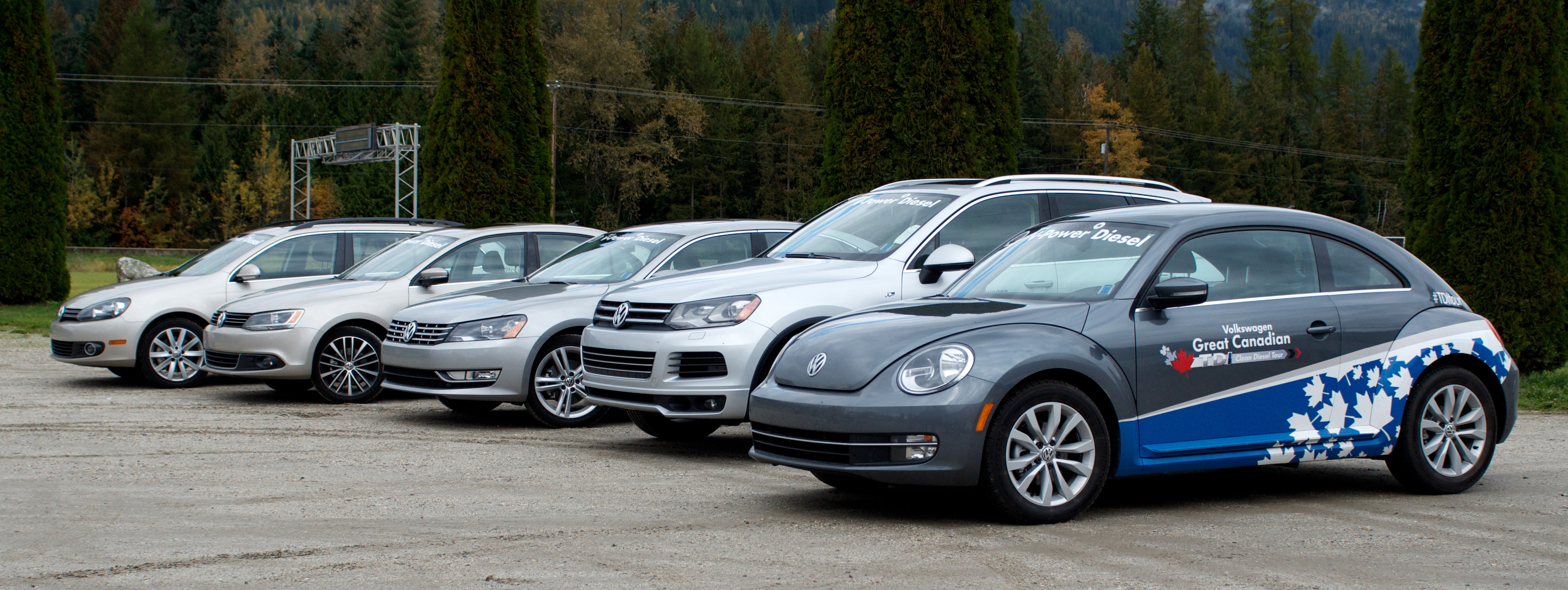
Clean-Diesel-Werbetour von Volkswagen-Fahrzeugen in Kanada 2013

Betroffen sind Fahrzeuge mit einem Dieselmotor des Typs VW EA189. Weltweit sind dies 11 Millionen Fahrzeuge der Marken Volkswagen, Audi, Seat und Škoda. VW-Manager und ein US-Ermittler gaben gegenüber der Nachrichtenagentur Reuters an, es seien insgesamt vier Motorentypen betroffen, darunter auch der EA189-Nachfolger VW EA288. Zuvor von der Volkswagen AG bestritten, gab ein Unternehmenssprecher am 22. Oktober 2015 zu, dass in den USA auch der EA288 betroffen sei. Nach einem Urteil des Landgerichts Duisburg aus dem Jahr 2018 ist auch die europäische Euro-6-Version des EA288 mit einer Software versehen, die erkennt, dass sich das Fahrzeug auf einem Prüfstand befindet. Mit Hilfe der Prüfstandserkennung seien Schadstoffwerte suggeriert worden, die im alltäglichen Betrieb tatsächlich nicht erreichbar waren. Während der Volkswagenkonzern argumentierte, dass die Prüfstandserkennung legal sei, da für das streitgegenständliche Fahrzeug (Golf VII 2.0 TDI) keine Emissionsgrenzwerte für den realen Fahrbetrieb existieren, urteilten die Richter, dass Volkswagen durch den Einsatz der Prüfstandserkennung vorsätzlich und sittenwidrig gehandelt habe. Im Rahmen der Berichterstattung des öffentlich-rechtlichen Fernsehmagazins Report Mainz bestätigte ein Unternehmenssprecher von Volkswagen den Einbau von Abschalteinrichtungen in EA 288-Motoren im Dezember 2020 erneut. Die Euro-5-Versionen des EA288 sollen hingegen keine unzulässige Abschalteinrichtung enthalten.
Im Jahr 2017 entdeckte das Kraftfahrt-Bundesamt zudem verbotene Abschalteinrichtungen im Sechszylinder Euro-6 3,0-Liter-TDI-Motor (VW EA897), der u. a. im Porsche Cayenne, VW Touareg sowie diversen Audi-Modellen verwendet wurde.
Bis November 2021 hatte das Kraftfahrt-Bundesamt (KBA) 34 Mercedes-Modelle, wegen unzulässiger Abgas-Abschalteinrichtungen zurückgerufen. Alleine durch den Rückruf von zwei Modellen waren weltweit mindestens 498.000 Fahrzeuge betroffen.
| Land                   | Volkswagen                       | Audi      | Škoda     | Seat    | Mercedes       | Nutzfahrzeuge | Gesamt       |
| ---------------------- | -------------------------------- | --------- | --------- | ------- | -------------- | ------------- | ------------ |
| Deutschland            | 1.537.896 (mit VW-Nutzfahrzeuge) | 531.813   | 286.970   | 104.197 | min. 437.000   | s. u. VW      | 2.460.876    |
| Vereinigtes Königreich | 508.276                          | 393.450   | 131.569   | 76.733  |                | 79.838        | 1.189.866    |
| Frankreich             | 574.259                          | 189.322   | 66.572    | 93.388  |                | 24.523        | 948.064      |
| Italien                | 385.694                          | 231.729   | 35.343    | 39.598  |                | 17.348        | 709.712      |
| Spanien                | 257.479                          | 147.095   | 37.082    | 221.783 |                | 20.187        | 683.626      |
| Vereinigte Staaten     | 482.000                          | 13.000    |           |         |                |               | 495.000      |
| Belgien                | 197.328                          | 121.712   | 51.069    | 23.539  |                |               | 393.648      |
| Österreich             | 180.500                          | 72.500    | 54.300    | 31.700  |                | 24.400        | 363.000      |
| Schweden               | 104.000                          | 57.000    | 28.000    | 2.000   |                | 33.000        | 225.000      |
| Indien                 |                                  |           |           |         |                |               | 180.000      |
| Niederlande            |                                  |           |           |         |                |               | 160.000      |
| Tschechien             | 38.000                           | 7.000     | 101.000   | 1.800   |                |               | 147.800      |
| Norwegen               | 77.580                           | 27.649    | 19.947    | 0       |                | 21.963        | 147.139      |
| Polen                  | 66.870                           | 12.049    | 58.890    | 3.694   |                |               | 141.503      |
| Schweiz                |                                  |           |           |         |                |               | rund 180.000 |
| Südkorea               |                                  |           |           |         |                |               | 125.522      |
| Portugal               | 102.140 (mit Audi, Škoda)        |           |           | 15.000  |                |               | 117.000      |
| Irland                 | 47.316                           | 29.169    | 16.004    | 5.039   |                | 9.224         | 106.752      |
| Rumänien               |                                  |           |           |         |                |               | 105.000      |
| Kanada                 |                                  |           |           |         |                |               | 100.000      |
| Australien             | 61.189                           | 16.085    | 5.148     | 0       |                | 17.256        | 99.678       |
| Dänemark               |                                  |           |           |         |                |               | 91.000       |
| Finnland               |                                  |           |           |         |                |               | 50.000       |
| Slowakei               | 14.809                           | 3.278     | 26.000    | 2.577   |                |               | 46.664       |
| Argentinien            |                                  |           |           |         |                |               | 42.716       |
| Ungarn                 |                                  |           |           |         |                |               | 40.095       |
| Mexiko                 |                                  |           |           |         |                |               | 32.000       |
| Taiwan                 |                                  |           |           |         |                |               | 17.744       |
| Brasilien              |                                  |           |           |         |                | 17.057        | 17.057       |
| Griechenland           | 6.362                            | 1.875     | 0         | 0       |                | 882           | 9.119        |
| Neuseeland             | 4.639                            | 1.600     | 1.328     | 0       |                | 133           | 7.700        |
| Volksrepublik China    |                                  |           |           |         |                |               | 1.950        |
| Zypern                 | 480                              | 598       | 103       | 119     |                | 49            | 1.349        |
| Weltweit               | 5.000.000                        | 2.100.000 | 1.200.000 | 700.000 | min. 1.289.000 | 1.800.000     | 10.800.000   |

| Land        | Gesamt    |
| ----------- | --------- |
| Deutschland | 98.000    |
| Spanien     | 50.000    |
| Weltweit    | unbekannt |

### Rückrufe
| Motortyp        | Zustimmung durch das KBA | Beabsichtigter Beginn des Rückrufs |
| --------------- | ------------------------ | ---------------------------------- |
| EA189 2,0 Liter | Januar/Februar 2016      | 1. März 2016                       |
| EA189 1,2 Liter | April/Mai 2016           | 1. Juni 2016                       |
| EA189 1,6 Liter | Juli–September 2016      | 1. Oktober 2016                    |

### Asien
Die chinesische Aufsichtsbehörde General Administration of Quality Supervision, Inspection and Quarantine (AQSIQ) kündigte einen Rückruf von Volkswagen über 1500 importierte Dieselfahrzeuge, darunter überwiegend des Modells Tiguan an.

### Europa
In der EU wurde der EA189-Motor mit 1,2, 1,6 und 2,0 Litern Hubraum in den Jahren 2008 bis 2015 verwendet. Betroffen sind folgende Baureihen:
Audi: A1, A3 8P, A4 B8, A5, A6 C6, A6 C7, Q3, Q5, TT 8J
Škoda: Fabia II, Rapid, Roomster, Octavia II, Superb II, Yeti
Seat: Ibiza IV, Leon II, Toledo III, Toledo IV, Exeo, Altea/Altea XL, Alhambra II
Volkswagen: Polo V, Golf VI, Golf Plus, Jetta VI, Beetle, Passat B6, Passat B7, CC, Touran I, Sharan II, Tiguan, Scirocco, Amarok, Caddy, T5, Eos
Am 21. Oktober 2015 stoppte VW den Verkauf der seinen Angaben nach betroffenen Neuwagen in der EU.

#### Deutschland

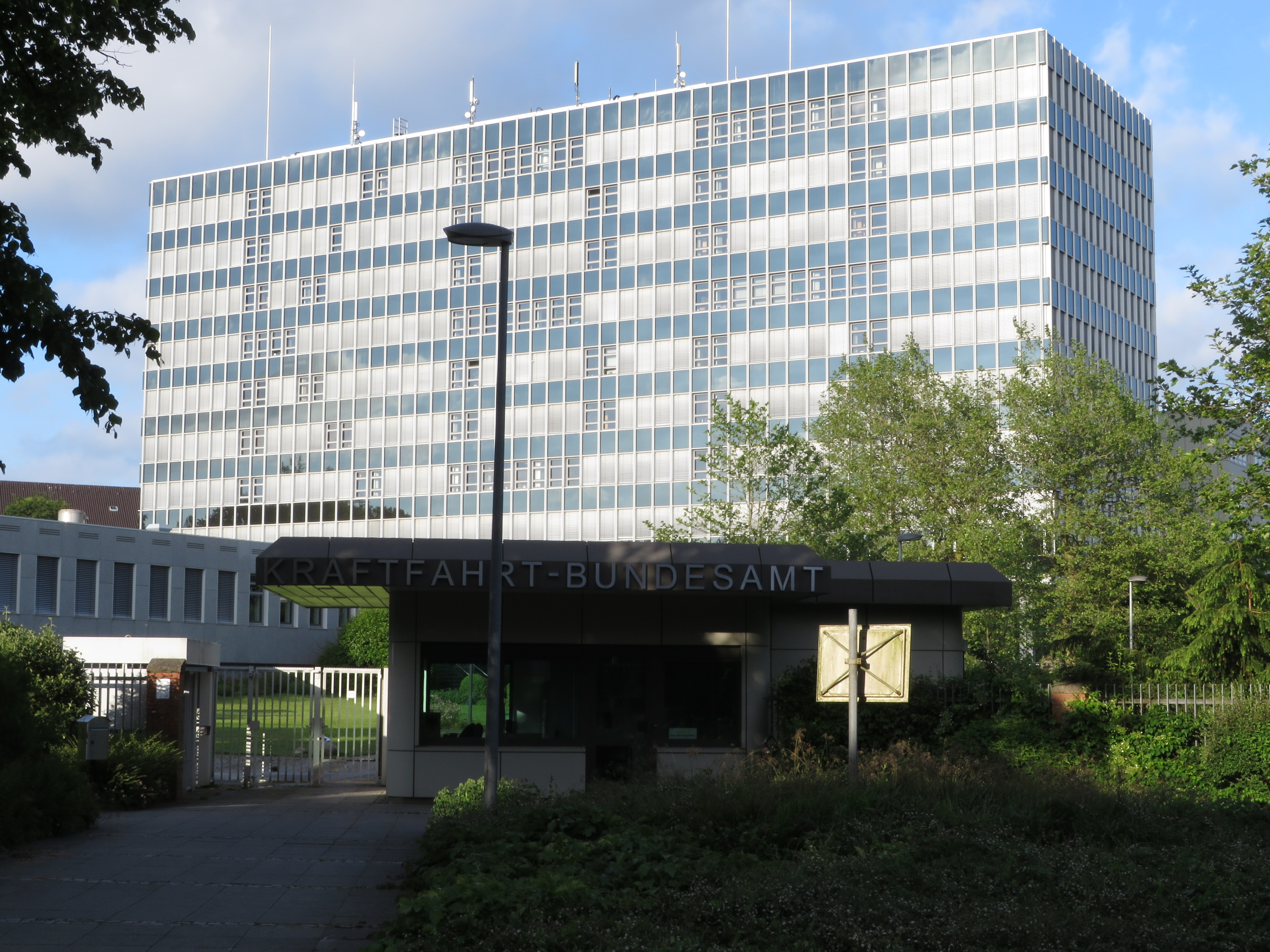
Nach Angaben des Kraftfahrt-Bundesamtes (KBA) in Flensburg-Mürwik erfüllten am 1. Januar 2015 insgesamt 12,94 Millionen Fahrzeuge aller in Deutschland zugelassenen PKW die Abgasnorm Euro 5, darunter 5,79 Millionen Dieselfahrzeuge.

Der ADAC testete im Lauf der Jahre insgesamt 79 verschiedene Dieselfahrzeuge nach den künftigen Messverfahren der Vereinten Nationen (WLTP) und stellte im Vergleich zum aktuellen europäischen Fahrzyklus (NEFZ) nach Euro 6 (80 mg/km NOx) Abweichungen zwischen dem Zwei- und dem Fünfzehnfachen bei NOx fest.
Eine Untersuchung der Landesanstalt für Umwelt, Messungen und Naturschutz Baden-Württemberg (LUBW), durchgeführt im Jahr 2014, legt Abweichungen ebenso bei anderen Herstellern nahe. Keines der getesteten Fahrzeuge dreier Hersteller konnte außerhalb des Teststands die Euro-6-Grenzwerte einhalten. Ausweislich des Prüfberichts handelte es sich hierbei um folgende Fahrzeugmodelle:
- Volkswagen CC 2.0 TDI
- BMW F30 320d
- Mazda6 GL 2.2 Skyactiv-D

Ein Bericht der Auto Bild über den NOx-Ausstoß des BMW X3 xDrive20d wurde von vielen Medien missverstanden. Dieser Bericht besagte, das Fahrzeug habe bei Straßentests des ICCT die europäische Abgasnorm Euro 6 massiv überschritten. Auto Bild betonte in einer späteren Klarstellung, man habe BMW zu keinem Zeitpunkt eine Manipulationsabsicht, beispielsweise durch eine Abschalt-Software, unterstellt. Dennoch fiel der Aktienkurs der BMW AG zeitweise um mehr als 8 %.
Im Juni 2015 rief Daimler 11.000 Mercedes-Sprinter in Deutschland für eine Software-Aktualisierung in die Werkstatt, weil man bei den Fahrzeugen „die abgasrelevanten Steuergeräte mit einer optimierten Software versehen“ müsse. Dies wurde anfangs mit dem Abgasskandal in Verbindung gebracht, jedoch betonte ein Konzernsprecher, dass kein Zusammenhang bestehe und keine Software zur Manipulation von Abgaswerten eingesetzt werde. Stattdessen sei ein Fehler aufgetreten, durch den die Prüfgeräte von TÜV und Dekra nicht mit den Systemen der Fahrzeuge kommunizieren können.
Am 27. September 2015 wurde bekannt, dass Volkswagen eine Rückrufaktion für alle betroffenen Modelle in Deutschland plant; dabei sollen die illegalen Funktionen aus der Steuersoftware entfernt werden.
Seit dem 2. Oktober 2015 richtete der Volkswagen-Konzern für seine Automarken Volkswagen und Audi in Deutschland eine im Internet zur Verfügung stehende Informationsplattform ein, unter der sich nach Angabe der Fahrzeug-Identifizierungsnummer Auskunft erhalten lässt, ob ein Fahrzeug von der Manipulation betroffen ist. Škoda stellt seit dem 5. Oktober 2015 ebenfalls eine Informationsplattform zur Verfügung; Seat folgte am 6. Oktober.
Am 8. Oktober 2015 wurde bekannt, dass eine technische Lösung für die Modelle mit 1,6-Liter-Motor nicht vor September 2016 zu erwarten sei, so ein Zeit- und Maßnahmenplan des Volkswagen-Konzerns für das Kraftfahrt-Bundesamt (KBA). Am 22. Oktober erklärte ein VW-Sprecher, dass ein Softwareupdate bei diesen Motoren nicht ausreiche und Motortechnik angepasst werden müsse. Dies betreffe drei Millionen Fahrzeuge. Nach Informationen der Nachrichtenagentur dpa erwägt VW daher, stattdessen eine Umtauschprämie für diese Modelle beim Kauf von Neuwagen anzubieten.
Das Kraftfahrt-Bundesamt teilte am 15. Oktober 2015 mit, dass es sich um eine „unzulässige Abschalteinrichtung“ handle und ordnete den verpflichtenden Rückruf von 2,4 Millionen Dieselfahrzeugen an, „um einen regel- und zulassungskonformen Zustand der betreffenden Fahrzeuge herzustellen“. Der Volkswagen-Konzern begrüßte die Entscheidung des KBA, da damit alle Fahrzeuge vorerst uneingeschränkt genutzt werden könnten. Ab Januar 2016 solle die für den Kunden kostenlose Nachbesserung der Fahrzeuge beginnen.
Eine Anfrage der Deutschen Presse-Agentur bei Innenministerien und Behörden der Bundesländer ergab, dass durch den Abgasskandal in zehn Bundesländern rund 8.000 Polizeifahrzeuge (Einsatzfahrzeuge und Zivilfahrzeuge) betroffen sind, darunter in Nordrhein-Westfalen 2.100 und in Niedersachsen 1.100 Dieselfahrzeuge.
Am 11. November 2015 gab das Kraftfahrt-Bundesamt bekannt, ausgelöst durch die Manipulation der Schadstoffemissionswerte durch den Volkswagen-Konzern mittels unzulässiger Abschalteinrichtungen, ob im Markt möglicherweise weitere Manipulationen des Schadstoffausstoßes, insbesondere bei Stickoxiden (NOx), stattfinden. Nachgeprüft werden Fahrzeuge des VW-Konzerns und anderer marktbestimmender Hersteller. Die Auswahl der Fahrzeugmodelle (Motorkonzepte) erfolgte auf Basis der Zulassungsstatistik in Deutschland wie auch mit Bezug auf verifizierte Hinweise Dritter über auffällige Schadstoffemissionen. Die Untersuchungen umfassen mehr als 50 unterschiedliche Fahrzeuge in- und ausländischer Hersteller mit verschiedenen Dieselmotoren, deren Schadstoffausstoß sowohl auf dem Rollenprüfstand als auch durch portable Emissionsmesssysteme (PEMS) auf der Straße gemessen wird. Etwa zwei Drittel der Messungen wurden bereits durchgeführt. Auf Basis von Rohdaten wurden bisher zum Teil erhöhte Stickoxidwerte bei unterschiedlichen Fahr- und Umgebungsbedingungen festgestellt. In Gesprächen mit betroffenen Herstellern und Genehmigungsbehörden werden diese Daten weiter evaluiert. Erst danach liegen rechtlich belastbare Ergebnisse vor.

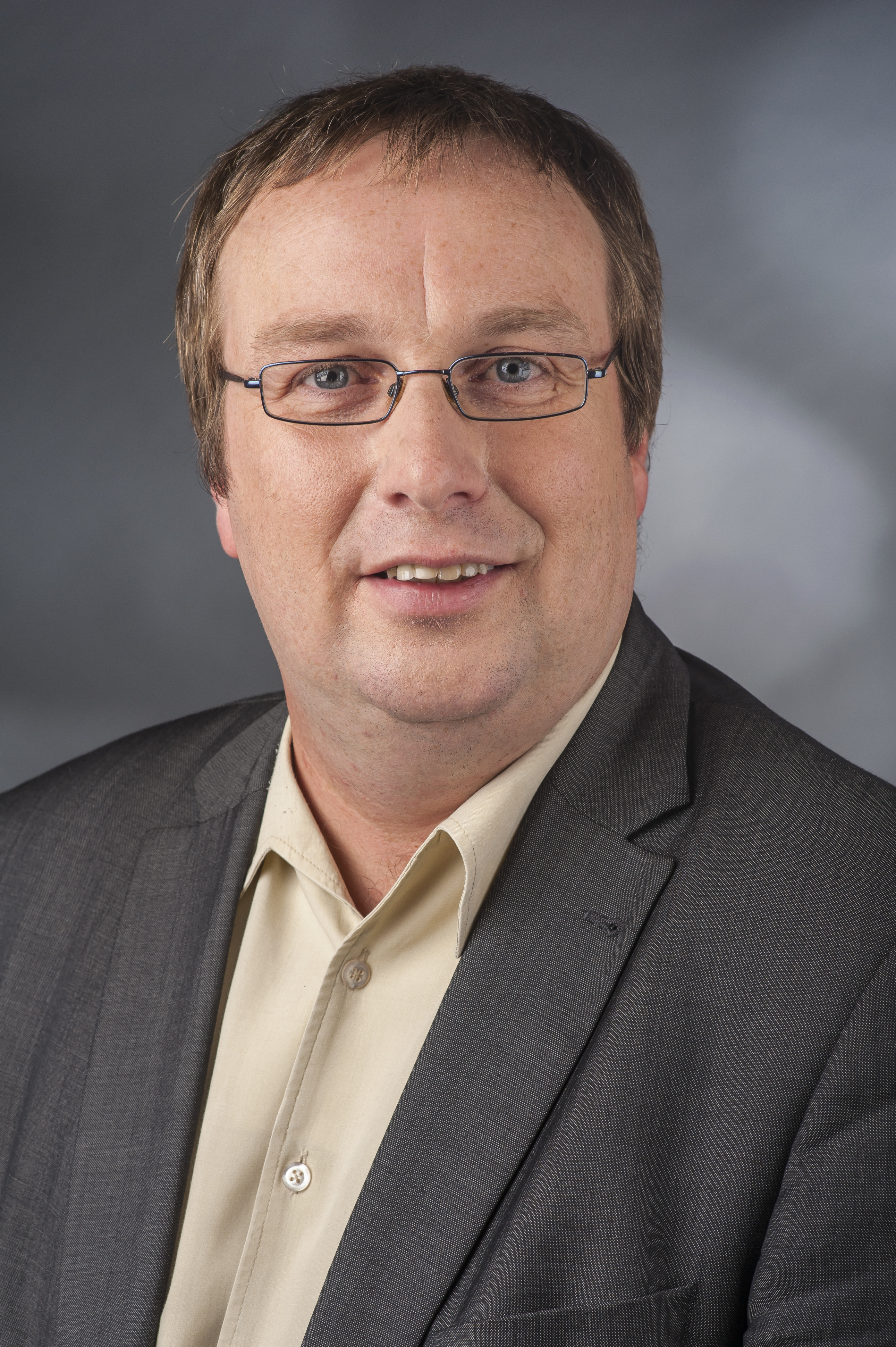
Oliver Krischer

Im Dezember 2015 ließ die Deutsche Umwelthilfe (DUH) einen BMW 320d, einen Mercedes C200 CDI und einen VW Passat 2.0 TDI auf dem Prüfstand und auf der Straße unter Realbedingungen durchmessen. Bei allen Fahrzeugen wurden Abweichungen zwischen den NOx-Emissionen auf dem Rollenprüfstand und den Straßenmessungen festgestellt. Vor Veröffentlichung der Messergebnisse erhielt die DUH Schreiben von Anwälten der betroffenen Autohersteller mit der Absicht, die Veröffentlichung zu verhindern. Ein taz-Journalist berichtete, bei der Pressekonferenz zur Vorstellung der Ergebnisse seien etwa 10 der 20 Anwesenden Vertreter der Autohersteller gewesen; diese hätten die Anwesenheitslisten abfotografiert. Anfang Januar 2016 rügte der Grünen-Bundestagsabgeordnete Oliver Krischer die beiden Konzerne Daimler und BMW für die Drohbriefe und das Verhalten. Krischer sitzt im Bundestags-Untersuchungsausschuss zum VW-Abgasskandal.
Am 2. Juni 2017 gab Bundesverkehrsminister Dobrindt bekannt, dass Audi auch die Modelle A7 und A8 aus den Jahren 2009 bis 2013 mit einer illegalen Abschalteinrichtung versehen hat und deshalb ein Rückruf der Fahrzeuge erfolgen muss. Audi hat bis zum 12. Juni 2017 Zeit, einen Maßnahmenplan vorzulegen.

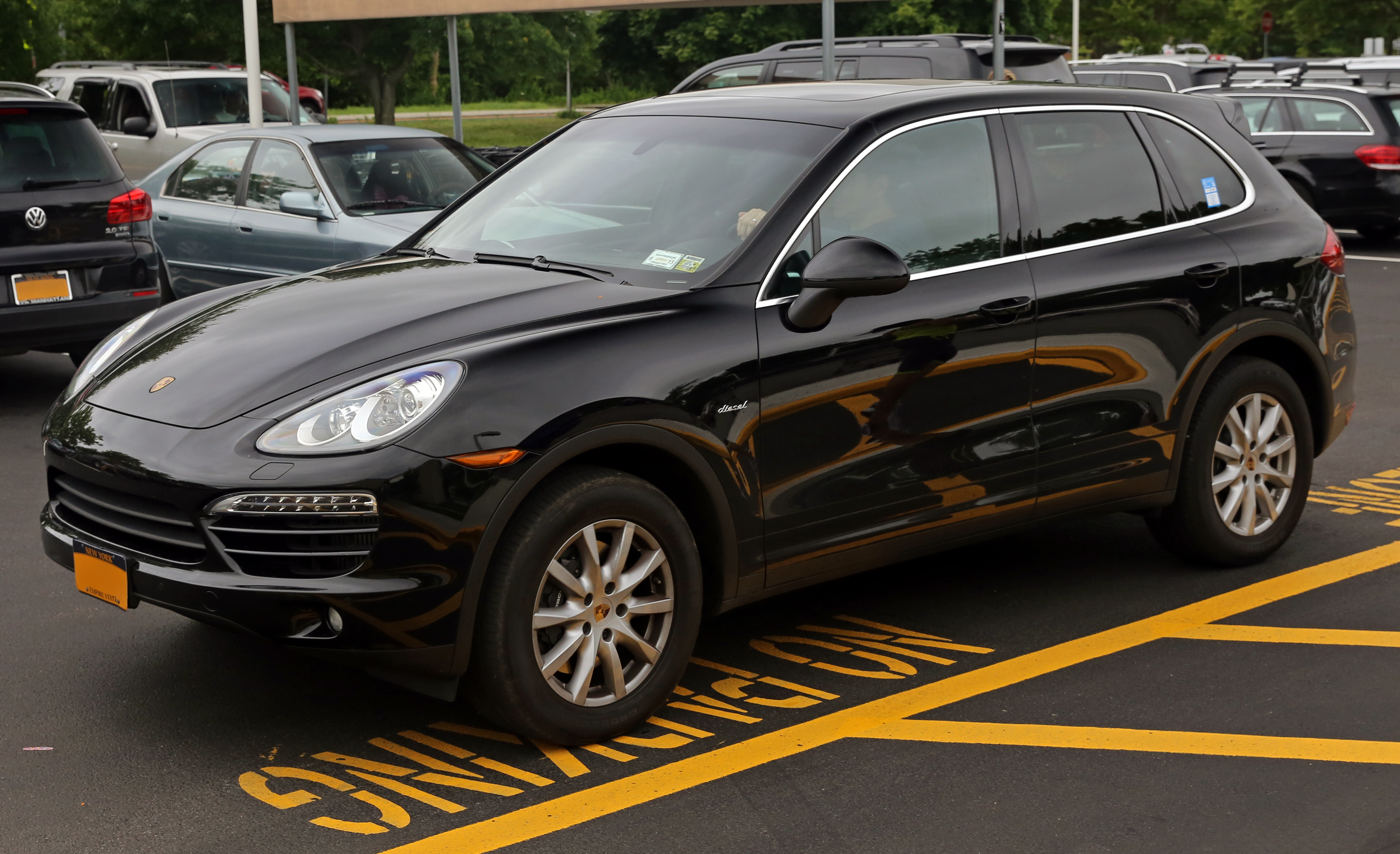
Der Porsche Cayenne Diesel erhält ein Zulassungsverbot

Am 27. Juli 2017 verhängte Dobrindt ein Zulassungsverbot für den Porsche Cayenne mit 3,0-Liter-TDI-Motor, der von der VW-Konzerntochter Audi gefertigt und beigestellt wurde. Gleichzeitig ordnete er für europaweit 22.000 Fahrzeuge einen Pflichtrückruf an. Im Dezember 2017 wurden zudem 57.600 Fahrzeuge des Typs VW Touareg zurückgerufen, in deren 3,0-Liter-TDI-Motor zwei verbotene Abschalteinrichtungen nachgewiesen wurden.
Audi muss fast 130.000 weitere Fahrzeuge der Abgasnorm 6 umrüsten: Das Kraftfahrt-Bundesamt hat im Januar 2018 für V6-Diesel einen Zwangsrückruf verhängt. Betroffen sind die Audi-Modelle A4, A5, A6, A7, A8, Q5, SQ5 und Q7 mit der Abgasnorm 6.
Auffällige Messungen durch die DUH im Frühjahr 2017, bei denen ein BMW 750d xDrive rund das Achtfache der zulässigen Menge an Stickoxiden ausgestoßen hatte, führten zu einem amtlichen Rückruf des KBA für mehrere Modelle mit N57-Motoren, so auch für Exemplare des BMW M550d xDrive. Die „vorhandenen unzulässigen Abschalteinrichtungen“ in der Motorsteuerung sind durch eine Softwareaktualisierung zu entfernen.

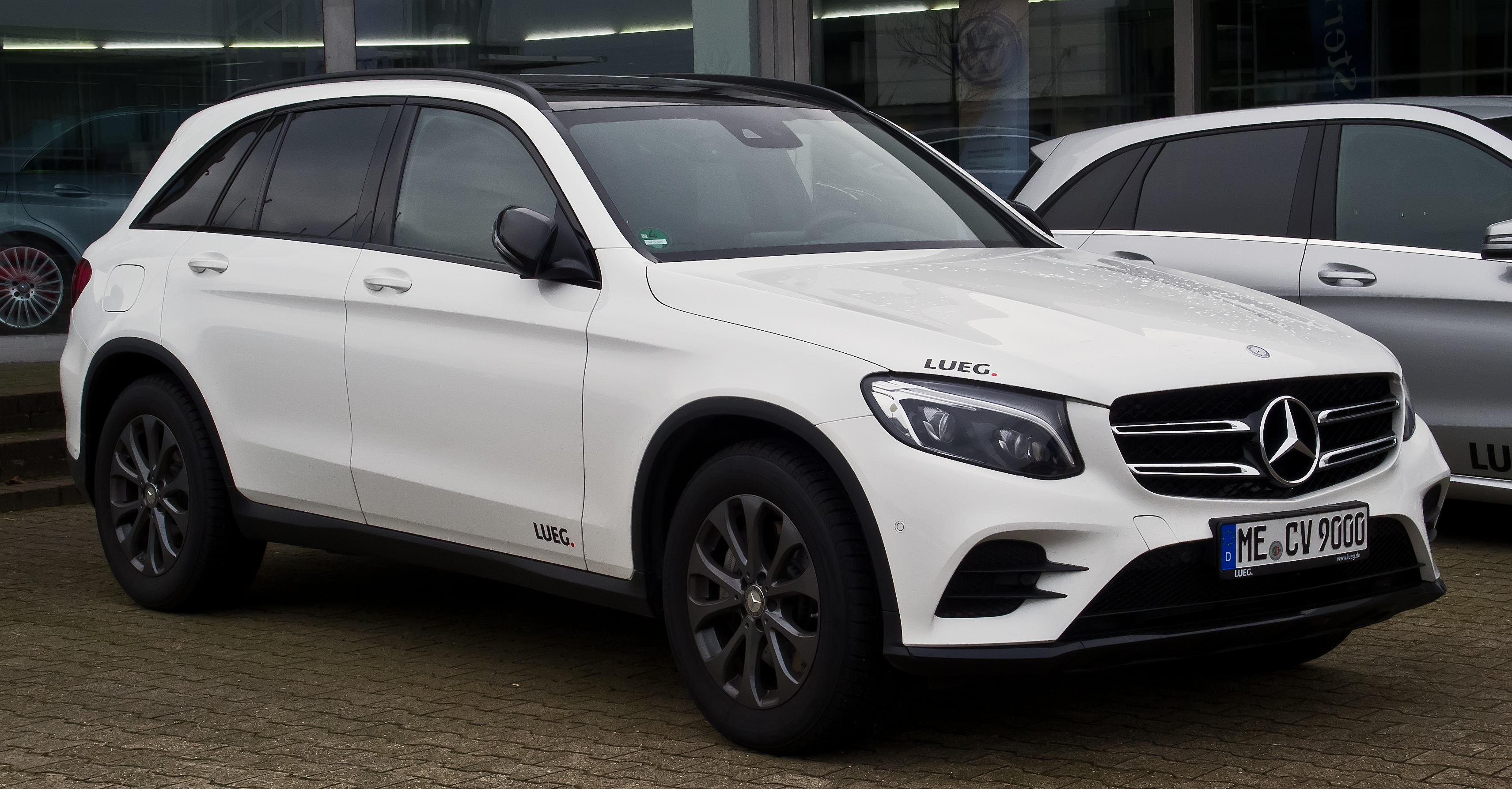
Mercedes GLC

Laut einem Durchsuchungsbeschluss des Amtsgerichts Stuttgart vom Juli 2017 wurden in über eine Million von 2008 bis 2016 verkaufte Mercedes-Fahrzeuge mit den Motoren OM 642 und OM 651 unzulässige Abschalteinrichtungen eingebaut. Das KBA ordnete im Mai 2018 zudem den Rückruf von 6300 Exemplaren des Typs Vito an.
Im Juni 2018 wurde bekannt, dass das Kraftfahrt-Bundesamt bei Daimler insgesamt fünf mutmaßlich illegale Abschalteinrichtungen entdeckt habe. Betroffen seien ca. eine Million Fahrzeuge, der Großteil davon Euro-6-Diesel. Parallel wurde bekannt, dass Daimler in diesem Zusammenhang dem zuständigen Minister Andreas Scheuer angeboten habe, mehrere Automodelle mit zehntausenden Fahrzeugen zurückzurufen und mit legaler Software auszustatten. Darunter befinden sich laut Spiegel Online auch Modelle, gegen die das Kraftfahrt-Bundesamt zuvor noch nicht ermittelt hatte, weil sie noch nicht getestet worden seien, während andere Modelle fehlten, von denen das Bundesamt sehr stark davon ausgeht, dass sie illegale Abschaltsoftware nutzen. Gleichzeitig habe Daimler laut Spiegel Online erklärt, man „wolle die Rückrufe beim Vito und den anderen gemeldeten Modellen nur akzeptieren […], wenn im Gegenzug das KBA das Unternehmen nicht weiter mit Prüfungen behelligt.“ Dies wird als Forderung einer Art „Amnestie“ für Daimler interpretiert. Nach einem Treffen mit Daimler-Vorstand Dieter Zetsche teilte Verkehrsminister Scheuer Mitte Juni 2018 mit, dass Daimler ca. 774.000 Fahrzeuge zurückrufen muss, davon rund 238.000 in Deutschland. Hierbei handelt es sich um Dieselfahrzeuge des Mercedes GLS, Mercedes GLE, der C-Klasse Hybrid, M-Klasse, G-Klasse, S-Klasse, E-Klasse, V-Klasse, Sprinter, des Vito, der CLS-Modelle und SUV-GLC Modelle. Daimler erklärte, sie würden den Rückruf umsetzen, gleichzeitig aber gegen die Entscheidung klagen. Eine Strafe für Daimler wurde nicht verhängt. Als Maßnahme, die mit dem geplanten Rückruf von 238.000 Fahrzeugen in Verbindung gebracht werden könnte, untersagte Daimler am 22. Juni 2018 seinen Händlern schriftlich, Dieselfahrzeuge mit der Abgasnorm Euro 6b überhaupt auszuliefern. Betroffen seien einige hundert Fahrzeuge der Baureihen 177, 246 und 205 mit Vierzylindermotoren, in denen der Autobauer zuerst die Software aktualisieren will, bevor die Fahrzeuge an die Kunden gehen.

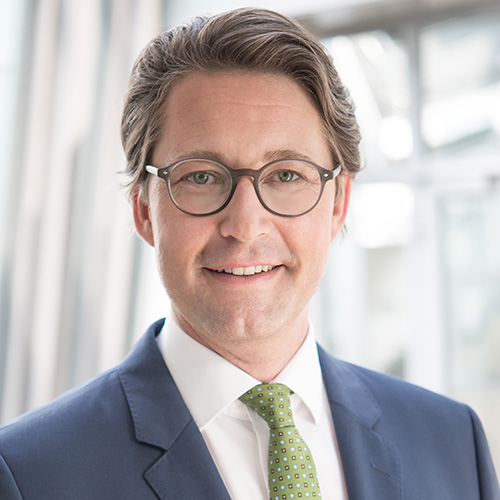
Andreas Scheuer

Im Oktober 2018 wurden Standorte von Opel durch die Staatsanwaltschaft durchsucht und Daten gesichert, da in mehreren Modellen eine illegale Abschaltvorrichtung vermutet wird. Ermittelt wird wegen eines Anfangsverdachtes von Betrug. Insgesamt sollen fünf verschiedene Abschaltvorrichtungen gefunden worden sein. Die Umrüstung der Fahrzeuge soll Opel immer weiter verschleppt haben. Zugleich wurde bekannt, dass das Kraftfahrt-Bundesamtes wegen dieser Vorgänge etwa 100.000 Fahrzeuge zurückrufen und umrüsten lassen will. Die 3. Kammer des Schleswig-Holsteinischen Verwaltungsgerichts hat am 9. November 2018 einen Eilantrag von Opel gegen einen Zwangsrückruf der betroffenen Modelle abgelehnt. Der 5. Senat des Schleswig-Holsteinischen Oberverwaltungsgerichts hat am 6. November 2019 die Verpflichtung von Opel unanfechtbar bestätigt, dass die Diesel-Fahrzeuge Opel Zafira 1.6 und 2.0 CDTi, Opel Cascada 2.0 CDTi und Opel Insignia 2.0 CDTi aus den Jahren 2013 bis 2016 umgehend zurückzurufen sind.
Im April 2019 wurde bekannt, dass bei rund 60.000 Mercedes-Benz-Modellen GLK 220 CDI mit dem Motor OM 651, die zwischen 2012 und 2015 produziert worden waren, der gesetzliche Grenzwert für Stickoxide deutlich überschritten wird. Es besteht der Verdacht einer unzulässigen Abschaltvorrichtung.
Im Juli 2019 veröffentlichte die Deutsche Umwelthilfe eine Pressemitteilung, in der sie angibt, dass mit Audi-Dieselmotoren der Abgasnorm Euro 5 und Euro 6 ausgerüstete Porsche-Fahrzeuge die Grenzwerte für Stickoxide um ein Vielfaches überschreiten.
Der gesetzliche NOx-Grenzwert für Diesel-Pkw Euro 5 liegt bei 180 mg NOx/km. Die mit einem EA897-Motor ausgerüsteten Porsche Panamera wiesen laut DUH mit einem NOx-Ausstoß von durchschnittlich 1.498 mg/km eine 8,3-fache Grenzwertüberschreitung auf. Die Messungen erfolgten laut DUH-Angaben bei Außentemperaturen zwischen +10 und +14 Grad Celsius. Zwei Porsche Cayenne mit dem Motor EA897evo (Euro 6) sollen den geltenden Grenzwert von 80 mg/km NOx im Normalmodus um das 3,6- bzw. 4,2-Fache überschritten haben. Die Überschreitung des Cayenne im Normalmodus potenziere sich laut DUH im Sportmodus bei gleicher Fahrweise um das Zweifache. Auch das vom Kraftfahrt-Bundesamt angeordnete Software-Update verhindere nicht die Grenzwertüberschreitung. Ein getesteter Porsche Cayenne, Abgasnorm Euro 6, überschreite bei +10 bis +16 Grad Celsius mit durchschnittlich 191 mg NOx/km nach dem Software-Update den Grenzwert um das 2,4-Fache. Ferner ist das Fahrzeug mit einem Kohlenstoffdioxidausstoß von 179 g CO2/km zugelassen, im Realbetrieb auf der Straße liege der Ausstoß laut DUH jedoch bei durchschnittlich 241 g CO2/km. Neben dem bereits von der DUH in 2017 untersuchten Diesel-Pkw Audi A8 4.2 TDI mit Abgasnorm Euro 6, bei dem nach eigenen Angaben durchschnittlich 1.422 mg NOx/km gemessen wurde, zeigten auch weitere neue Messungen an Audi-Modellen hohe NOx-Grenzwertüberschreitungen. Ein untersuchter Audi SQ5 plus 3.0 TDI mit Abgasnorm Euro 6 emittiere, mit gleicher Motorgeneration (EA897evo) wie der Porsche Cayenne, durchschnittlich 441 mg NOx/km bei Außentemperaturen zwischen +4 und +11 Grad Celsius. Die Messungen führte die DUH laut Pressemitteilung im Straßenverkehr mittels PEMS durch.
Angestoßen durch die Messungen forderte die DUH die Hersteller auf, zu jedem Dieselfahrzeug eine vollständige Übersicht über alle verbauten Abschalteinrichtungen zu veröffentlichen und sich zu verpflichten, allen betroffenen Diesel-Käufern durch eine für sie kostenfreie Reparatur der Diesel-Abgasreinigung zu einem rechtskonformen Fahrzeug zu verhelfen – oder ihnen den vollen Kaufpreis zu erstatten. Der Umwelt- und Verbraucherschutzverband kündigte zudem an, die Untersuchungsergebnisse den Strafverfolgungsbehörden, der Europäischen Kartellbehörde und allen betroffenen Haltern und ihren Klageanwälten zur Verfügung zu stellen. Gleichzeitig erneuerte die DUH ihre Kritik gegenüber dem Kraftfahrt-Bundesamt und gegenüber Andreas Scheuer, der laut Jürgen Resch zum einen Dokumente zu den festgestellten Abschalteinrichtungen in den Fahrzeugen, trotz rechtskräftiger Verurteilungen zur Offenlegung, zurückhalte und zum Zweiten amtlich angeordnete Hardware-Nachrüstungen verhindere.

#### Österreich

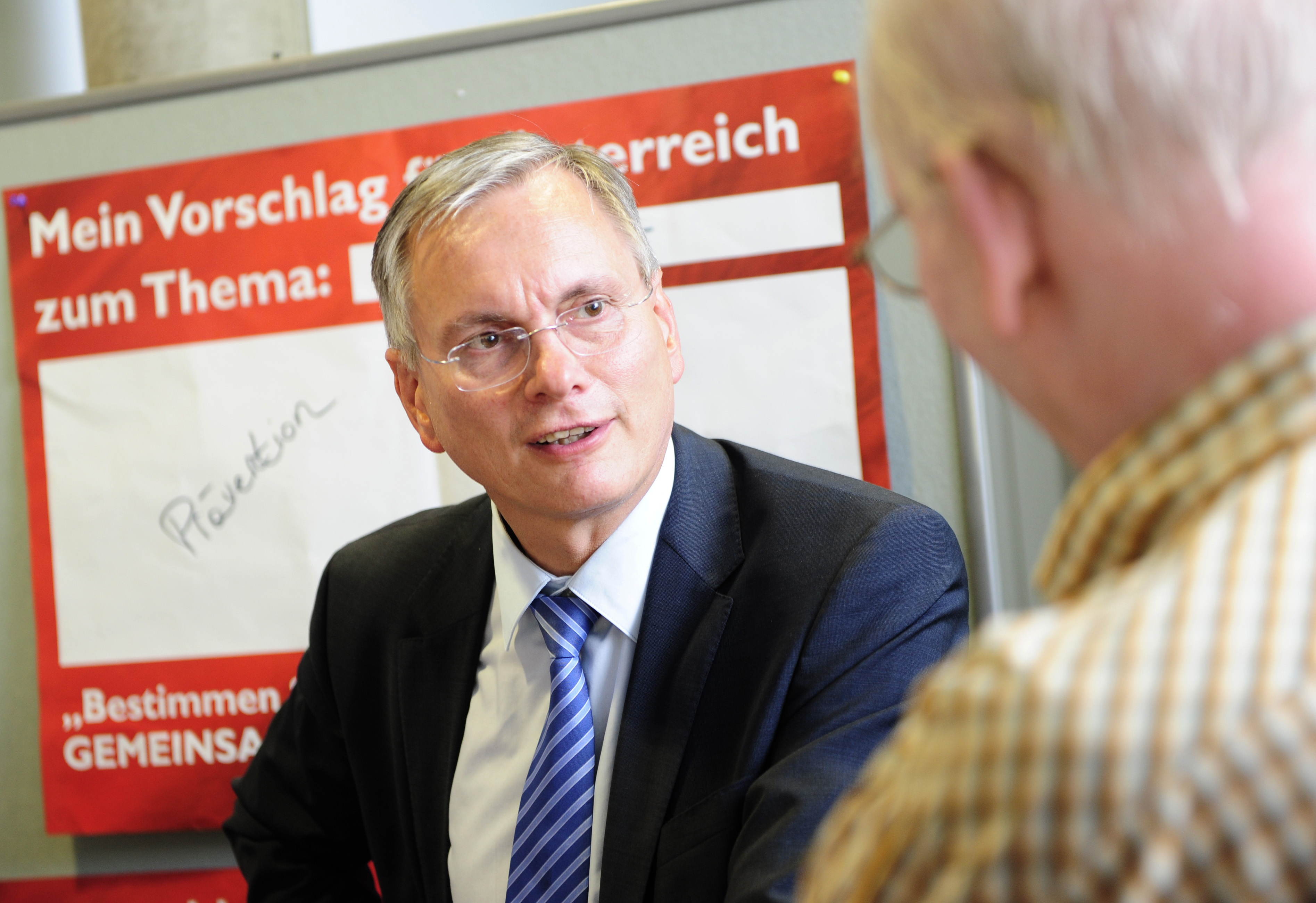
Alois Stöger

Der damalige österreichische Bundesminister für Verkehr, Innovation und Technologie, Alois Stöger, ordnete am 15. Oktober 2015 analog zur Entscheidung des KBA in Deutschland den Rückruf von 363.400 betroffenen Dieselfahrzeugen des Volkswagen-Konzerns an. Die betroffenen Fahrzeugbesitzer wurden von Porsche Austria verständigt. Die Rückrufaktion startete ab Januar 2016.
Am 23. Oktober 2015 wurde bekannt, dass auch 2.372 Dieselfahrzeuge der österreichischen Polizei betroffen sind.

### Nordamerika
In den USA wurde der Motor in der 2,0-Liter-Variante in den Jahren von 2008 bis 2015 verwendet. Die Werte für Stickoxide liegen bei diesen Motoren im normalen Fahrbetrieb beim 10- bis 40-Fachen des vorgeschriebenen Grenzwertes Tier 2 Bin 5. Anfang November 2015 erweiterte die EPA die Liste um Fahrzeugtypen der Marken VW, Audi und Porsche, die einen Dreiliter-Motor (3.0 TDI) haben und den Grenzwert bis zum Neunfachen überschritten hätten. Laut EPA handelt es sich um mindestens 482.000 Fahrzeuge der folgenden Baureihen:
- Audi A3 8P (Modelljahr 2010–2013 und 2015)
- Audi A6 Quattro (Modelljahr 2016)
- Audi A7 Quattro (Modelljahr 2016)
- Audi A8 und A8L (Modelljahr 2016)
- Audi Q5 (Modelljahr 2016)
- Porsche Cayenne (Modelljahr 2015)
- VW Beetle (Modelljahr 2012–2015)
- VW Golf VI (Modelljahr 2010–2012)
- VW Golf VII (Modelljahr 2012–2015)
- VW Golf Sportwagen (Modelljahr 2015)
- VW Jetta V (Modelljahr 2009–2010)
- VW Jetta VI (Modelljahr 2010–2015)
- VW Jetta Sportwagen (Modelljahr 2009–2014)
- VW Passat (NMS) (Modelljahr 2012–2015)
- VW Touareg (Modelljahr 2014)

Im Oktober 2015 zog VW den Zulassungsantrag für die Dieselmodelle des Jahrgangs 2016 zurück, da die Motorsteuerung Software enthalte, die der EPA hätte offengelegt werden müssen. Ausgenommen davon sind nur VW Touareg, die nicht den EA189-Nachfolgemotor EA288 verwenden.

## Kenntnis und Warnungen vor dem Skandal, Verschleierung

### Kenntnis bei Volkswagen

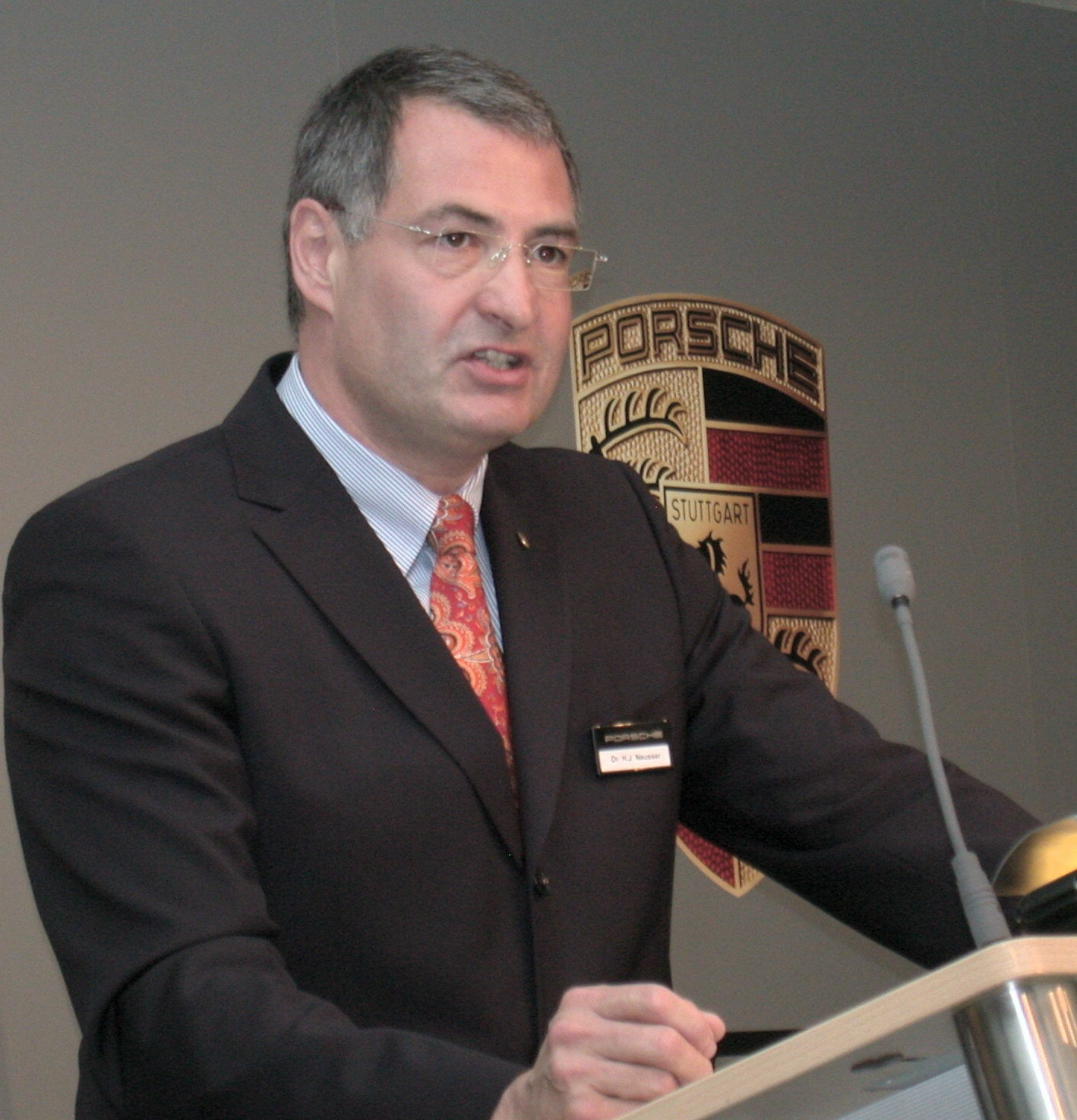
Heinz-Jakob Neußer

Aus einem ersten Prüfbericht der internen Revision von VW ging hervor, dass ein VW-Techniker bereits im Jahr 2011 den damaligen Leiter der Aggregateentwicklung der Marke Volkswagen, Heinz-Jakob Neußer, vor illegalen Praktiken mit Abgaswerten warnte. Der Bericht ließ jedoch offen, warum die Warnung damals ohne Folgen blieb.
Nach internen Ermittlungen wurde dem VW-Aufsichtsrat am 28. September 2016 ein erster Zwischenbericht vorgelegt. Demnach fiel die Entscheidung zur Manipulation der Software in Dieselfahrzeugen bereits in den Jahren 2005 und 2006, und zwar in der Motorenentwicklung in der VW-Zentrale in Wolfsburg.

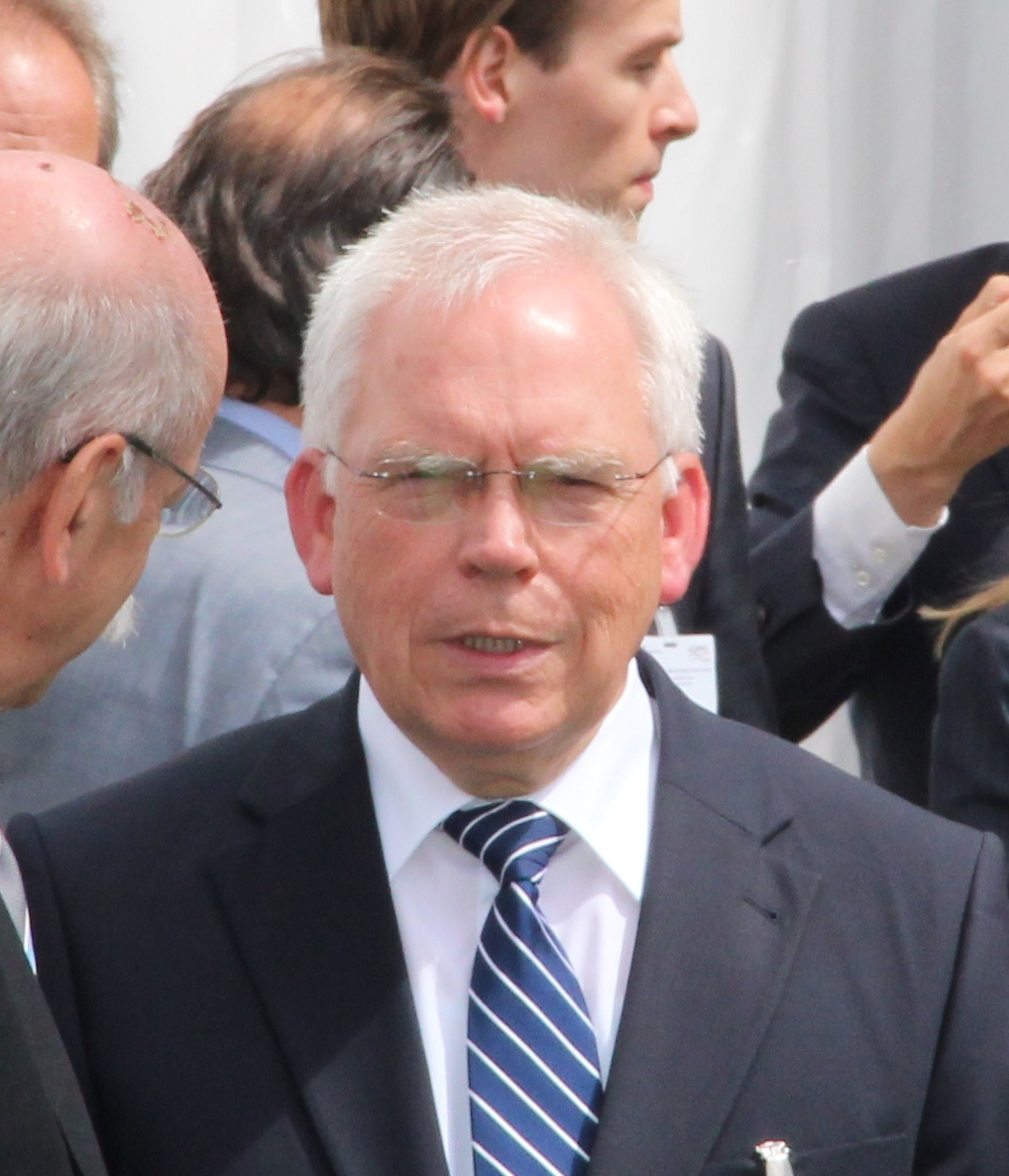
Ulrich Hackenberg

Im April 2016 ergaben die konzerninternen Untersuchungen durch die Anwaltskanzlei Jones Day, dass alle an der Entwicklung der Motoren beteiligten Führungskräfte unterhalb der Vorstandsebene als „belastet“ hinsichtlich ihrer Kenntnis der Manipulationen gelten. Teilnehmer einer Sitzung am 20. November 2006 gaben an, dass der damalige Leiter der Motorentwicklung bei Volkswagen, Rudolf Krebs, den Einbau gebilligt habe. Krebs streitet dies ab. Ab 2008 seien in den USA Motoren mit der Betrugssoftware verkauft worden. Mehrere Personen hätten zu Protokoll gegeben, dass der Ex-Entwicklungschef Ulrich Hackenberg eingeweiht gewesen sei.

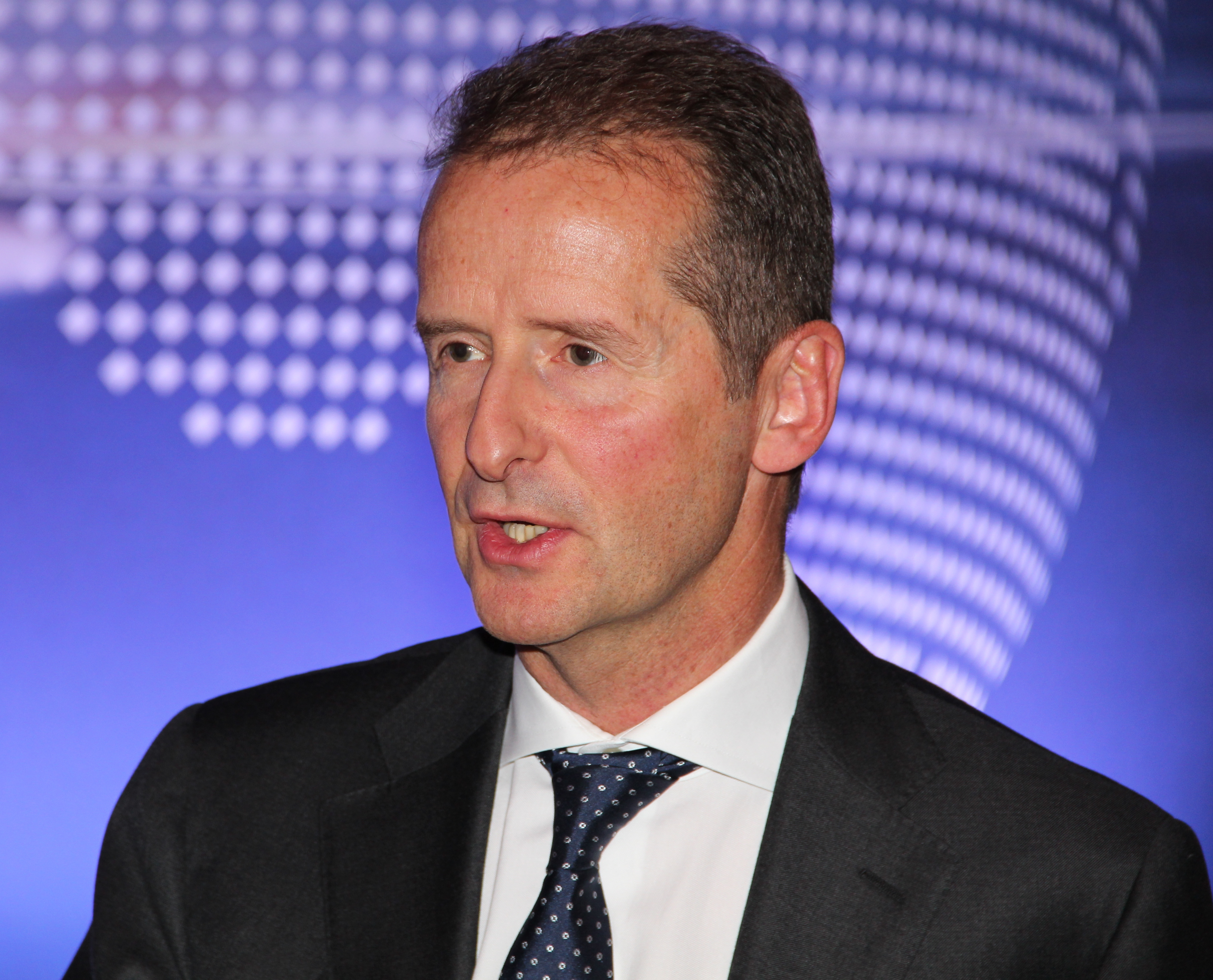
Herbert Diess

Im März 2016 räumte die Konzernführung ein, dass Winterkorn im Mai 2014 und erneut im November 2014 darüber informiert worden sei, dass manche VW-Modelle unter Realbedingungen das 35-Fache der erlaubten Stickoxid-Werte ausstießen. Im Juli 2015 wurde die Problematik erneut auf einem konzerninternen Treffen besprochen, an dem auch VW-Markenchef Herbert Diess teilnahm. Die New Yorker Staatsanwaltschaft gibt in einer Anklageschrift vom Juli 2016 an, Winterkorn und Matthias Müller haben bereits 2006 von der Verwendung einer Abschaltvorrichtung bei der VW-Tochter Audi gewusst.
Die Bild am Sonntag berichtete im September 2016, Winterkorn habe bereits im Juni 2015 von den Abweichungen bei den Emissionen gewusst. Sie beruft sich dabei auf ein Papier, in dem Winterkorn bestätigt, man solle gegenüber US-Behörden die Problematik „teilweise“ offenlegen.
Im September 2016 wurde eine E-Mail eines Audi-Mitarbeiters aus dem Jahr 2007 bekannt. Darin gibt dieser an, „ganz ohne Bescheißen“ werde man die Emissionsvorgaben in den USA nicht einhalten können. In einem VW-internen Papier, das im November an die Öffentlichkeit geriet, wiesen konzerneigene Anwälte darauf hin, dass die Abschaltvorrichtungen in mehreren Fahrzeugen mit Automatikgetrieben unter dem Begriff „Warmlaufprogramme“ nicht rechtens seien. Weitere konzerninterne Papiere belegten Anfang November, dass die kalifornische Luftreinhaltungsbehörde CARB im Sommer 2016 illegale Abschaltvorrichtungen bei Fahrzeugen mit dem Automatikgetriebe „AL 551“ entdeckte. Die Manipulationen seien seit Jahren in Diesel- und Benzinfahrzeugen im europäischen und amerikanischen Markt Praxis.
Als im Jahr 2014 die ICCT in Zusammenarbeit mit der West Virginia University (WVU) Abgasmessungen an VW-Fahrzeugen vornahm und Unstimmigkeiten feststellte, wurden im selben Jahr im Rahmen einer von VW, Daimler-Benz und BMW ausgehenden Studie Stickstoffdioxid-Inhalationen an Affen vorgenommen, um die Tauglichkeit von Abgasfiltern, bzw. die Gesundheitsverträglichkeit von eigenen Fahrzeugen im Test zu beweisen. So wurde die Wirkung der Abgase von einem mit manipulierter Abgastechnik ausgestattetem VW Beetle und einem Ford-Diesel-Truck (Modelljahr 1999) auf Affen untersucht und verglichen.
Auch die Gerichte in Deutschland zweifeln an, dass der Skandal vonstattenging, ohne dass der Vorstand Kenntnis davon hatte. So urteilte zum Beispiel das Oberlandesgericht Karlsruhe am 18. Juli 2019 für den klagenden Verbraucher und verpflichtete die Volkswagen AG zu Schadensersatz wegen vorsätzlicher sittenwidriger Schädigung nach § 826 BGB.

### Warnungen bei Regierungsbehörden
Den Abgasen der Kraftfahrzeuge wurde von den Umweltbehörden in einigen Städten bereits seit den 1990er Jahren besondere Aufmerksamkeit gewidmet. So hieß es in einem Bericht der Berliner Senatsverwaltung aus dem Jahre 2005: „Bei den Stickoxiden hat zu Beginn der 90er Jahre der Straßenverkehr die Industrieanlagen als Hauptverursacher bei den Berliner Quellen abgelöst.“ Demnach hatte der Straßenverkehr 2002 bereits einen Anteil von fast 50 % an den Stickoxidemissionen, während die Emissionen aus Industrieanlagen auf unter 30 % gesunken waren. Im Jahre 2012 hieß es ebenfalls, der Kfz-Verkehr sei „Hauptverursacher bodennaher Luftbelastung“. Hoffnungen wurden dabei auf „die weitere Verbesserung der Fahrzeugtechnik“ gesetzt.
Nach Recherchen des NDR, WDR und der SZ war bereits im Mai 2010 über eine Studie sowie einer Einschätzung des ADAC der Regierung und den zuständigen Ministerien bekannt, dass – bei allen Dieselherstellern – mithilfe von Abschaltvorrichtungen bei Prüfungen Grenzwerte eingehalten wurden, die jedoch im Realbetrieb auf der Straße zum Schaden von Mensch und Umwelt deutlich überschritten werden. Erste Hinweise auf Manipulationen gab es laut Spiegel bereits während der Großen Koalition im Jahr 2008, als das Umweltbundesamt ein Konzept für ein neues Überwachungssystem anfertigte und dabei auch vor Manipulationen durch Software warnte. Die Hinweise des Umweltbundesamtes wurden anschließend aber aus einem Bericht des Umweltministeriums (BMU) gelöscht, da diese Erkenntnisse laut zuständigem BMU-Mitarbeiter „Tretminen“ seien.
Im Juni 2016 belegte die britische Zeitung The Guardian anhand von Dokumenten, dass die Europäische Kommission bereits 2010 durch ihren hauseigenen wissenschaftlichen Dienst über Unregelmäßigkeiten in Emissionstests und den Verdacht eines eingebauten „defeat device“ informiert wurde. 2013 warnte eine Studie der Umweltabteilung der Kommission vor „zunehmenden Beweise[n] illegaler Praktiken, die die Luftreinhaltungssysteme umgehen“. Der damalige Direktor der Umweltabteilung, Karl Falkenberg, appellierte im November 2014 an den Direktor der Marktabteilung, Daniel Calleja Crespo, die Unregelmäßigkeiten bei den Emissionstests untersuchen zu lassen.

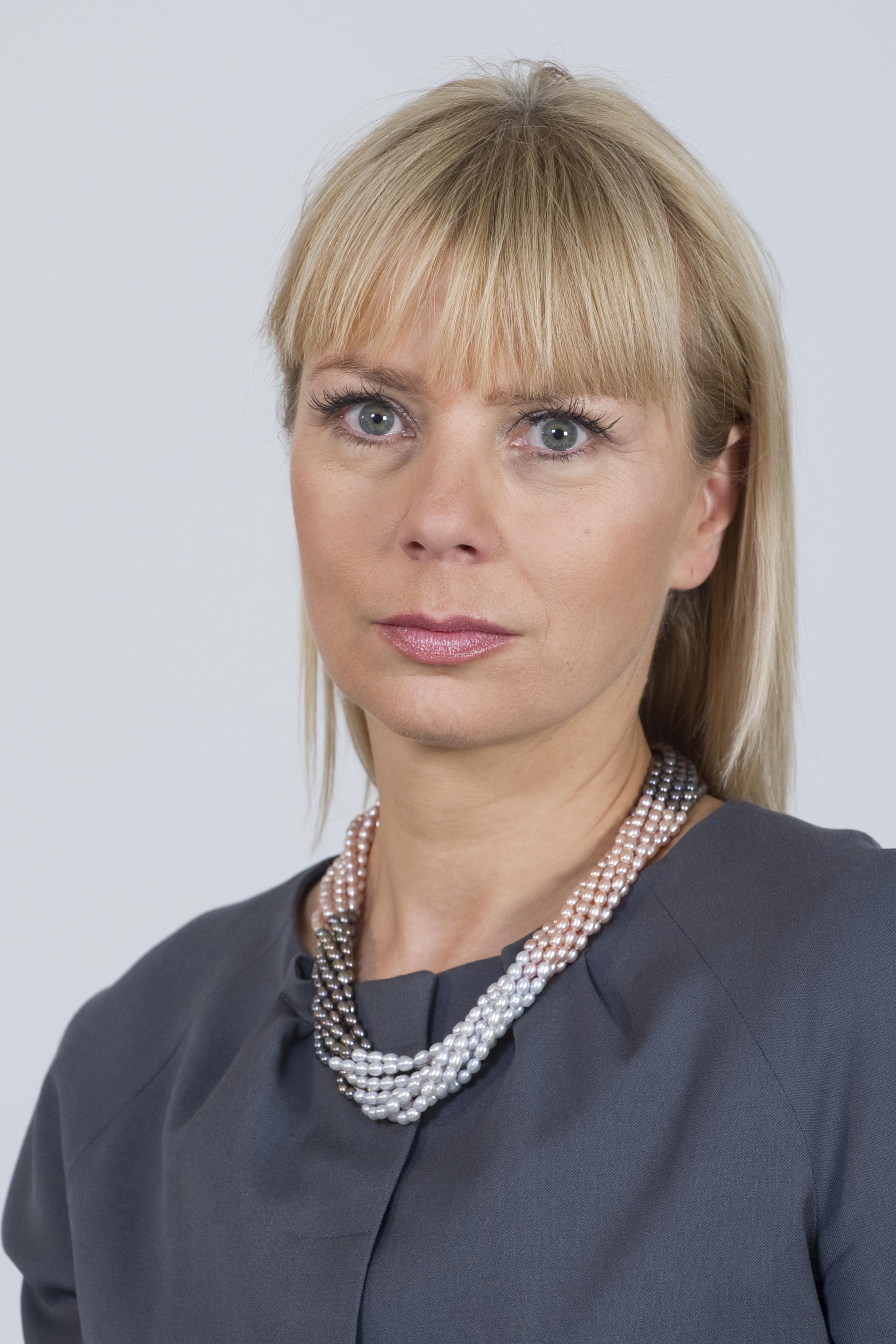
Elżbieta Bieńkowska

Seit 2011 wusste die EU-Kommission nach Presseinformationen auch von einem Zulieferer, dass Autohersteller in der EU durch manipulierte Motorsteuerung bei Abgasmessungen betrügen. Dennoch trat Kommissarin Elżbieta Bieńkowska später vor dem EU-Parlament auf und gab an, die Kommission habe nichts vom Betrug gewusst.
Der zuständige Fachausschuss der Europäischen Union beschloss im Mai 2015, dass Zulassungsprüfungen insbesondere im Hinblick auf Stickoxid-Emissionen künftig nicht nur unter Laborbedingungen, sondern auch im realen Fahrbetrieb auf der Straße (Emissionen im praktischen Fahrbetrieb) erfolgen sollen.

## Reaktionen und Folgen

### Volkswagen

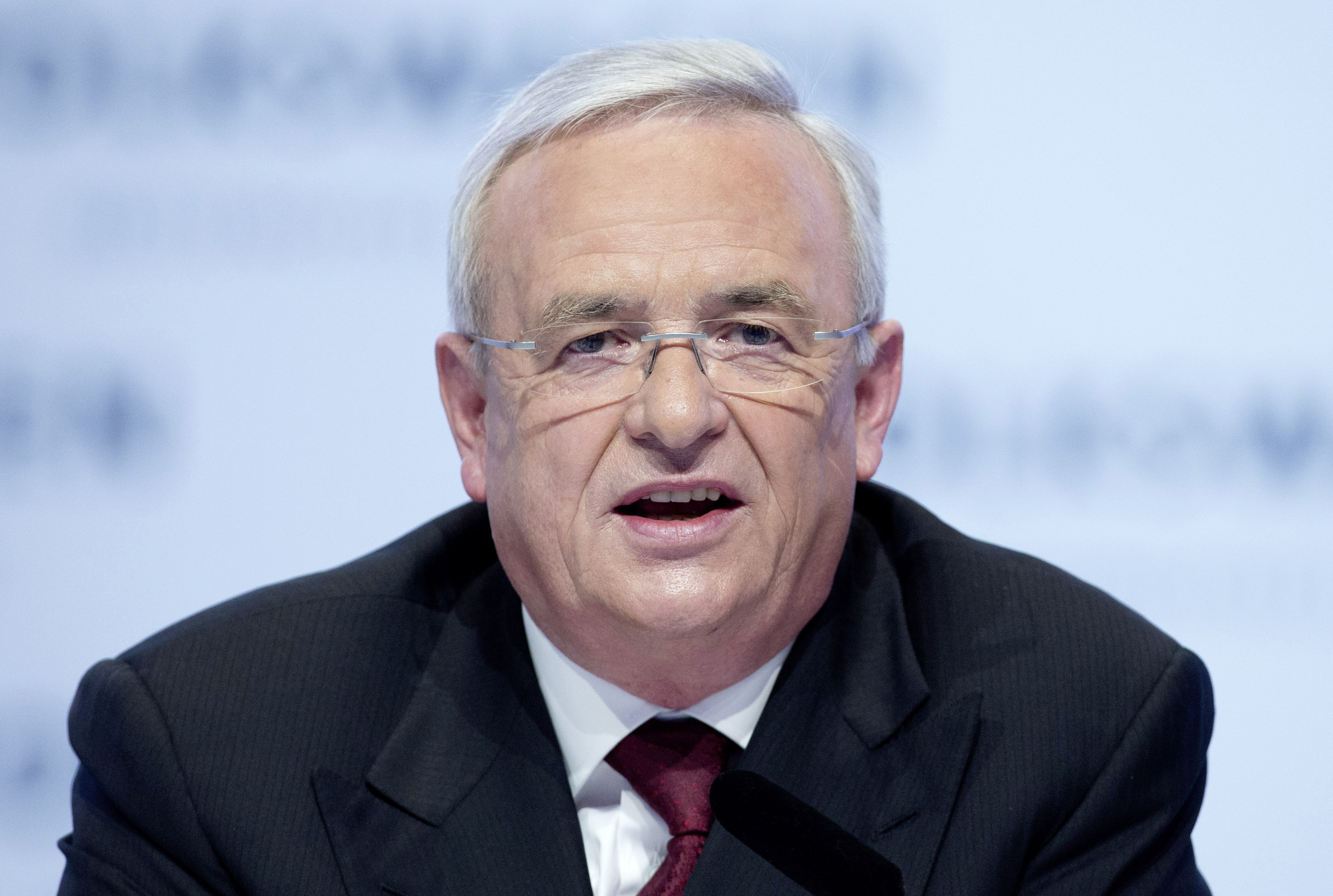
Martin Winterkorn (2014)

Am 20. September 2015 gestand der Vorstandsvorsitzende der Volkswagen AG Martin Winterkorn das Vergehen öffentlich ein. Volkswagen stoppte daraufhin den Verkauf der betroffenen Dieselfahrzeuge in den Vereinigten Staaten und in Kanada. Winterkorn entschuldigte sich am 22. September 2015 öffentlich für die Vorkommnisse. Er sagte: „Es tut mir unendlich leid, dass wir dieses Vertrauen enttäuscht haben. Ich entschuldige mich in aller Form bei unseren Kunden, bei den Behörden und der gesamten Öffentlichkeit für das Fehlverhalten.“ VW-Betriebsratschef Bernd Osterloh forderte personelle Konsequenzen: „Wir gucken uns in den nächsten Tagen an, was passiert ist, wer die Verantwortung trägt.“
Am selben Tag bildete VW für das dritte Quartal Rückstellungen in Höhe von 6,5 Mrd. Euro, was mehr als der Hälfte des Jahresgewinns aus dem Jahr 2014 entspricht. Gleichzeitig wurde eine Gewinnwarnung ausgesprochen. Volkswagen beauftragte aufgrund der drohenden Ermittlungen die US-Anwaltskanzlei Kirkland & Ellis LLP, sie rechtlich zu vertreten. Die Kanzlei hatte im Jahr 2010 bereits den britischen Ölkonzern BP nach der Explosion der Ölplattform Deepwater Horizon vertreten.
Am 22. September 2015 räumte VW ein, die betreffende Software sei in weiteren Fahrzeugen auch außerhalb der Vereinigten Staaten vorhanden und habe in weltweit etwa elf Mio. Fahrzeugen Auswirkungen auf die Prüfstandswerte. Betroffen sei der Motortyp EA189, der Common-Rail-Motoren nach Euro 5 mit drei bzw. vier Zylindern und Hubräumen von 1,2 l, 1,6 l und 2,0 l umfasst. Laut dem Unternehmen wurde ausschließlich bei diesem Motortyp eine auffällige Abweichung zwischen Prüfstandswerten und realem Fahrbetrieb festgestellt.
Am 23. September 2015 bat Winterkorn das Aufsichtsrats-Präsidium, seinen Vertrag aufzuheben. Er begründete seinen Rücktritt mit einem nun möglichen personellen Neuanfang, obwohl er sich „keines Fehlverhaltens bewusst“ sei. Im Januar 2017 wurde Winterkorn vor dem Untersuchungsausschuss des deutschen Bundestages befragt.
Der Aufsichtsrat bestimmte am 25. September den bisherigen Vorstandsvorsitzenden der Porsche AG, Matthias Müller, zum neuen Vorsitzenden.
Laut internen Untersuchungen sollen die ersten VW-Mitarbeiter illegale Software-Manipulationen bei Dieselmotoren gestanden haben.
Herbert Diess, Markenvorstand Volkswagen, erklärte am 13. Oktober 2015: „Die Marke Volkswagen stellt sich für die Zukunft neu auf. Wir werden effizienter, richten die Produktpalette und Kerntechnologien neu aus und schaffen uns mit dem beschleunigten Effizienzprogramm den Spielraum für zukunftsweisende Technologien.“ Ein Sparprogramm bei den Investitionen im Umfang von rund einer Milliarde Euro pro Jahr solle die Kosten für den Abgasskandal abfedern. Für Europa und Nordamerika wurde ein vollständiger Umstieg bei Diesel-Aggregaten auf die SCR- und AdBlue-Technologie zum frühestmöglichen Zeitpunkt beschlossen. Nur noch die umwelttechnisch besten Abgassysteme sollen in den Dieselfahrzeugen zum Einsatz kommen.
Am 17. Oktober 2015 kritisiert der Betriebsrat des Volkswagen-Konzerns die Diskussionen des VW-Vorstandes zur möglichen Reduzierung der 6000 Arbeitnehmer, die bei Zeitarbeitsunternehmen angestellt sind. Ein VW-Sprecher erklärte am 17. Oktober 2015: „Sollte sich ein vorübergehender Beschäftigungsrückgang ergeben, wird Kurzarbeit wie in der Vergangenheit eine sinnvolle Möglichkeit sein“. Für Leiharbeitnehmer ist Kurzarbeit wegen § 11 Abs. 4 Arbeitnehmerüberlassungsgesetz (AÜG) allerdings bislang nicht zulässig.
Nachdem die Volkswagen AG noch am 15. Oktober bestritten hatte, es seien andere Motoren als der EA189 manipuliert worden, gab ein Unternehmenssprecher am 22. Oktober 2015 zu, dass in den USA auch der EA288 betroffen sei. Die Euro-5-Versionen und Euro-6-Versionen enthielten dagegen keine unzulässigen Abschalteinrichtungen.
Laut der Preisvergleichswebseite TrueCar boten VW-Händler in den USA im Oktober 2015 einen durchschnittlichen Neuwagenrabatt von etwa elf Prozent; der Branchendurchschnitt betrug ca. sechs Prozent.
VW-Finanzvorstand Frank Witter gab gegenüber Analysten am 28. Oktober 2015 an, dass der Volkswagen-Konzern durch die Minderung des Gewinns wegen der milliardenschweren Rückstellungen für Rückrufe von Dieselfahrzeugen zum Teil auch eine niedrigere Steuerlast gegenüber dem Staat habe. In der Presse wurde berichtet, Volkswagen wälze hierdurch die Kosten auf den Steuerzahler ab. Eine Minderung der Steuerlast ist bei Kosten aus dem Abgasskandal in Deutschland dabei nur bei einem Strafverfahren nicht zulässig. Volkswagen hat im dritten Geschäftsquartal 2015 für Rückrufe von mehreren Millionen Dieselfahrzeugen rund 6,7 Milliarden Euro zurückgelegt und damit erstmals seit über 15 Jahren einen Verlust vor Zinsen und Steuern (EBIT) von rund 3,5 Milliarden Euro ausgewiesen.
Als Reaktion auf die am 2. November 2015 von der EPA veröffentlichte zweite Notice of Violation bestritt der VW-Konzern, Manipulationen vorgenommen zu haben. Das Unternehmen argumentierte, es handele sich vielmehr „um ein gängiges und legales System zur Abgasregulierung“, „das der Konzern bei der Zulassung in den USA aber nicht angegeben habe“. Gleichwohl stoppte man laut Handelsblatt in den USA den Verkauf der in der Notice benannten Fahrzeugtypen der Marken VW, Audi und Porsche.
Volkswagen gab am 3. November 2015 bekannt, es sei bei internen Untersuchungen festgestellt worden, dass bei der Bestimmung des Kohlenstoffdioxid-Wertes für die Typzulassung von Fahrzeugen Unregelmäßigkeiten aufgetreten wären. Hiervon seien bisher rund 800.000 Fahrzeuge des VW-Konzerns betroffen, davon laut Bundesverkehrsminister Dobrindt rund 98.000 mit Ottomotor. Die wirtschaftlichen Risiken wurden in einer ersten Schätzung mit rund zwei Milliarden Euro beziffert. In Abstimmung mit den Behörden sollte geklärt werden, wie eine korrekte Einstufung der CO2-Werte bei den betroffenen Fahrzeugen vorzunehmen ist. Die Europäische Kommission stellte diesbezüglich Bußgelder, Dobrindt Steuernachzahlungen seitens der Fahrzeughalter in Aussicht. Am 6. November 2015 sicherte der VW-Vorstand den Finanzministern der Europäischen Union zu, dass mögliche Nachzahlungen bei den Kraftfahrzeugsteuern wegen falscher Angaben zum Kohlendioxid-Ausstoß vom VW-Konzern übernommen würden. Am 9. November 2015 forderte die EU-Kommission Volkswagen auf, binnen zehn Tagen „Details zu den geschönten Angaben bei Treibstoffverbrauch und Kohlendioxidausstoß“ zu nennen, insbesondere zu betroffenen Modellen und konkreten Abweichungen der Emissionen.
Am 9. November 2015 startete Volkswagen of America ein Goodwill-Programm, bei dem US-Eigentümer betroffener Wagen 1000 US-Dollar pro 2,0-Liter-Dieselfahrzeug (2.0 L TDI) in Form einer Guthabenkarte (Visa Prepaid Loyality Card, ausgegeben von der MetaBank) und einer weiteren VW-Händlerkarte (Volkswagen Dealership Card) im Wert von je 500 US-Dollar sowie eine kostenfreie 24-Stunden-Pannenhilfe für drei Jahre erhalten. Die Kunden müssen sich bis zum 30. April 2016 im Internet auf einer VW-Website unter Angabe des Kilometerstandes registrieren, um die Karten zu erhalten. Dann müssen sie durch Vorlage der Kennzeichenregistrierung o. ä. den Fahrzeugbesitz seit mindestens 8. November 2015 nachweisen, um die Karten bei einem VW-Händler zu aktivieren, wobei auch der Kilometerstand des Wagens abgelesen wird. VW betont, dass durch den Erhalt des „Customer Goodwill Package“ keinerlei Klagerechte oder andere Ansprüche an VW aufgegeben werden. Am 9. März 2016 trat der Vorstandsvorsitzende von Volkswagen of America, Michael Horn, zurück. Horn bekleidete das Amt seit 2014.
Für das erste Quartal 2016 wies die Volkswagen Gruppe einen Gewinn von 3,2 Mrd. Euro aus, 20 % weniger als im Vorjahr. Der Gewinn der Marke Volkswagen war von 514 Mio. Euro im Vorjahr auf 73 Mio. Euro eingebrochen. Christian Stadler von der Warwick Business School warnte davor, diese Zahlen zu unterschätzen. Volkswagens Konkurrent um den Titel des größten Automobilherstellers, die US-amerikanische General Motors Company, habe im gleichen Zeitraum einen geringeren Gewinn erwirtschaftet.

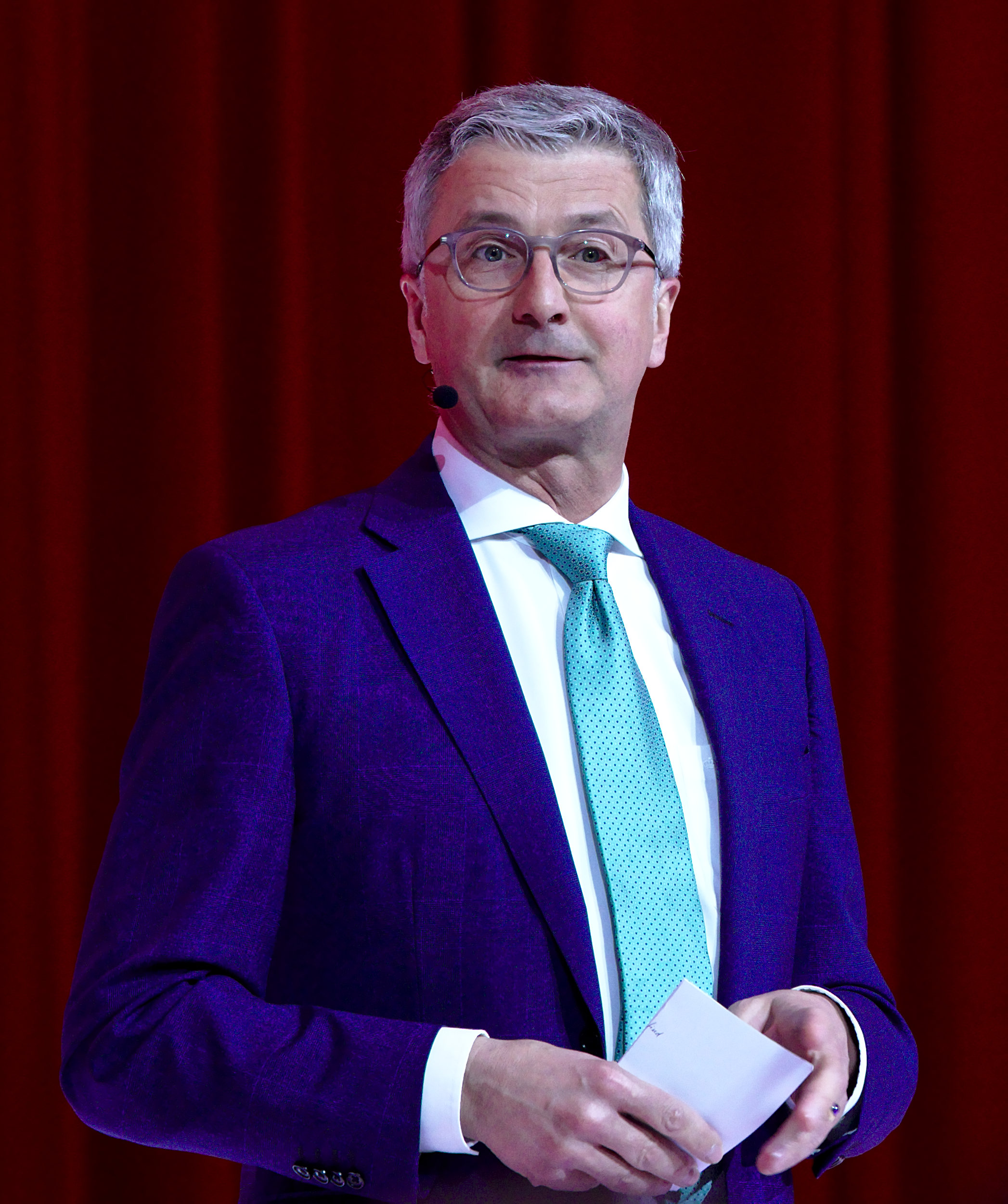
Rupert Stadler

Im Rahmen der konzerninternen Ermittlungen durch die US-amerikanische Anwaltskanzlei Jones Day geriet die VW-Tochter Audi ab Juli 2016 mehr und mehr in den Fokus. Nach dem Fund belastender Dokumente, die eine Verwendung der Schadsoftware bei Audi ab 2004 belegen, gilt Audi konzernintern als „Mutter des Betrugs“. Der Rechercheverbund des NDR, WDR und der Süddeutsche Zeitung berichtete im September 2016, dass vier hochrangige Mitglieder der Motorentwicklung beurlaubt worden seien, unter ihnen der Entwicklungsvorstand Stefan Knirsch. Knirsch bestreitet die Kenntnis vom Betrug. Im März durchsuchten die Staatsanwaltschaften München und Stuttgart Büros in den VW- und Audi-Standorten Ingolstadt und Neckarsulm. Die Süddeutsche Zeitung berichtete von Durchsuchungen von Privatwohnungen, wobei die von Rupert Stadler zunächst ausgeschlossen wurde. Zu den Vorwürfen gehört der der „strafbaren Werbung“, da Audi mit dem Spruch „Vorsprung durch Technik“ bei Verwendung einer illegalen Abschalteinrichtung in die Irre geführt habe. Nachdem im Juni 2017 Bundesverkehrsminister Dobrindt von einer „unzulässigen Abschaltvorrichtung“ in Euro-5-Modellen von Audi gesprochen hatte, warf Stadler ihm in einer Audi-internen Botschaft Aktionismus im Vorfeld der nahenden Bundestagswahl im September 2017 vor.
Mitte Juni 2018 wurde Audi-Chef Rupert Stadler in Untersuchungshaft genommen, nachdem zuvor u. a. seine Privatwohnung untersucht worden war. Vorgeworfen wird ihm von der Staatsanwaltschaft „Betrug sowie mittelbare Falschbeurkundung“ durch Inverkehrbringen von Dieselfahrzeugen mit manipulierter Abgasreinigung. Die Untersuchungshaft wurde mit Verdunklungsgefahr begründet, d. h. dem Verdacht, dass Beweismittel vernichtet oder Zeugenaussagen manipuliert werden könnten. Zuvor soll Stadler versucht haben, Einfluss auf Zeugen zu nehmen. Am 19. Juni 2018 wurde Stadler daraufhin vom Audi Aufsichtsrat beurlaubt.
Aktuell läuft gegen Ex-Audi-Chef Rupert Stadler das Gerichtsverfahren vor dem Landgericht München II wegen Betrugs, mittelbarer Falschbeurkundung sowie strafbarer Werbung.
Im Juni 2016 erhob die niedersächsische Staatsanwaltschaft in Braunschweig Anklage gegen Winterkorn und Herbert Diess. Auf der Hauptversammlung im Juni 2016 wurde der ehemalige Konzernvorstand inklusive Winterkorn und Diess entlastet. Die niedersächsische Landesregierung enthielt sich bei der Abstimmung.
Am 15. April 2019 wurde bekannt, dass die Staatsanwaltschaft Braunschweig Anklage gegen den ehemaligen VW-Chef Martin Winterkorn erhoben hat. Ihm wird unter anderem schwerer Betrug, Untreue, Steuerhinterziehung und strafbare Werbung vorgeworfen.
Im September 2019 erhob die Staatsanwaltschaft Braunschweig wegen des Verdachts der Marktmanipulation (vorsätzliches Missachten der Meldepflicht von aktienkursrelevanten Ereignissen) erneut Anklage gegen Martin Winterkorn sowie aus demselben Grund gegen Herbert Diess und Hans Dieter Pötsch.

#### Technische Lösung
Im Rahmen der unter dem Code 23R7 firmierenden Rückrufaktion für VW-EA189-Motoren mit 1,2, 1,6 und 2,0 Liter Hubraum wird das Motorsteuergerät umprogrammiert. Bei 1,6-Liter-Dieselmotoren wird ein sogenannter Strömungstransformator (auch Strömungsgleichrichter oder Luftleitgitter genannt) nachgerüstet. Auch dieses nur wenige Euro teure Bauteil soll das Problem der zu hohen Abgaswerte in Zukunft beheben.
Der Strömungsgleichrichter ist ein Gitter, das den verwirbelten Luftstrom beruhigt und eine laminare Strömung erzeugt, durch welche der Luftmassenmesser genauere Angaben für das Motormanagement liefert, wonach der Verbrauch sinken soll. Die Wirksamkeit der Maßnahmen ist umstritten.
Nach Anlaufen der Rückrufaktionen wurde über verstärkt auftretende Mängel an der Abgasrückführung berichtet. Der Zusammenhang wird von Volkswagen bestritten.
Aus einem vertraulichen VW-internen Papier, welches dem Fernsehmagazin ZDFzoom vorliegt und auch vom Spiegel eingesehen werden durfte, geht hervor, dass das Abgasproblem der Dieselmotoren auch nach der Umrüstung nicht gelöst ist. Dem zufolge hat Volkswagen mit der Softwareaktualisierung der Rückrufaktion gleich mehrere Abschaltsysteme installiert, die weiterhin zwischen Labor und Straßenverkehr unterscheiden und zu überhöhten Stickstoffemissionen im Straßenverkehr von bis zu 900 mg je Kilometer führen, während der gesetzliche Grenzwert für diese Euro-5-Dieselmotoren bei 180 mg liegt. Außerdem geht aus dem Papier hervor, dass Volkswagen auf dem Höhepunkt des Abgasskandals im Jahr 2015 als Hersteller diese „Zielwerte“ für den Stickoxidausstoß selbst definierte, während das Kraftfahrtbundesamt den VW-Plänen lediglich zustimmte.

#### Krisenkommunikation

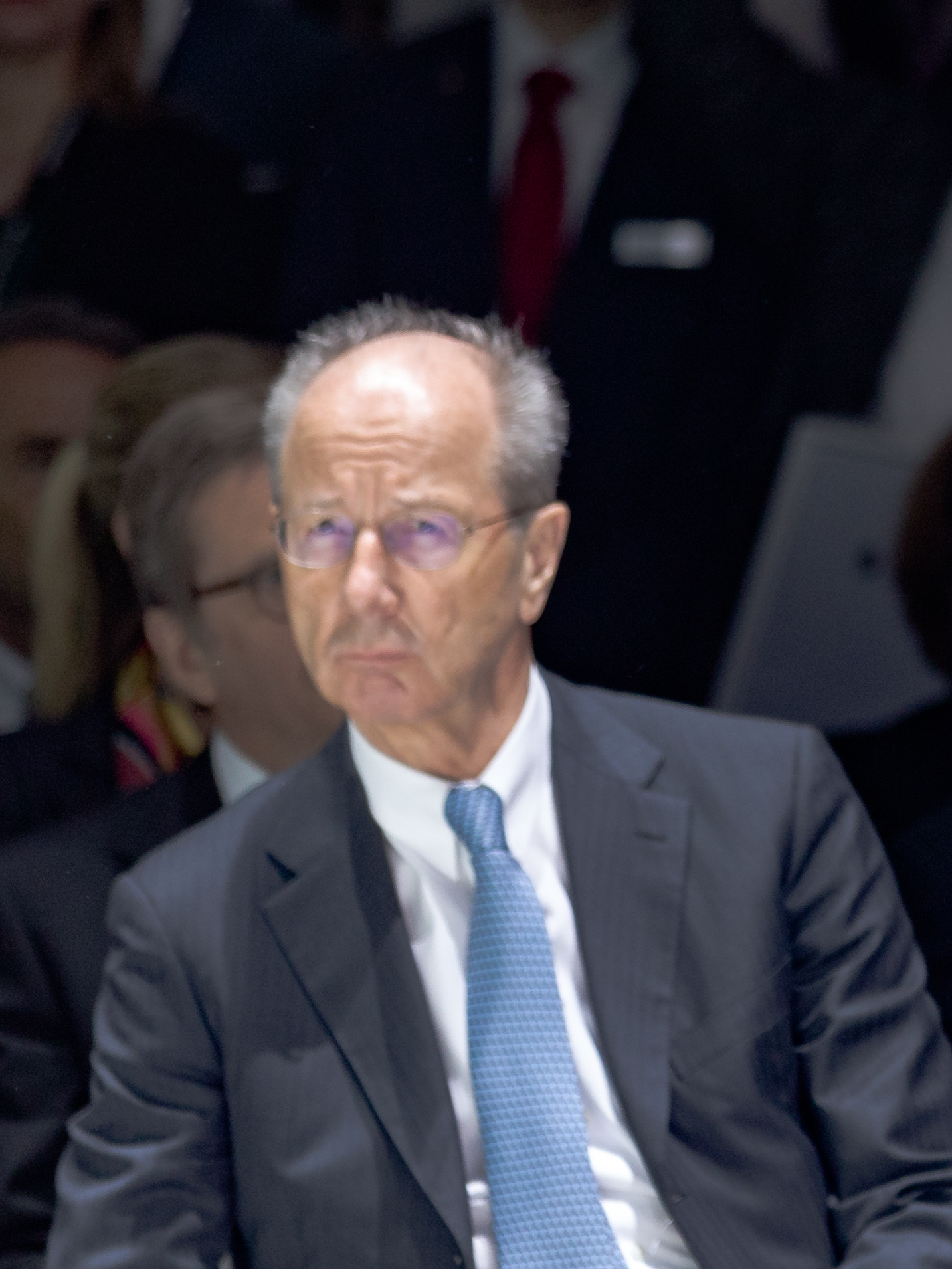
Hans Dieter Pötsch

Zu Beginn der Krisenkommunikation sprach Martin Winterkorn mit Blick auf den VW-Abgasskandal zunächst verallgemeinernd von „Unregelmäßigkeiten“. In einer eigenen Mitteilung vom 6. Oktober 2015 gebrauchte VW ohne Umschweife den Begriff „Abgasskandal“. Seit Ende Oktober 2015 nimmt VW mit den weniger konkreten und euphemistischen Begriffen „Dieselthematik“ oder „Abgasthematik“ auf den Abgasskandal Bezug. In englischsprachigen Mitteilungen wird der entsprechende Begriff „emissions issue“ bzw. auch „TDI emissions issue“ gebraucht. Im Mai 2017 sprach der Aufsichtsratsvorsitzende Hans Dieter Pötsch später von der „Dieselkrise“, die das Unternehmen zu bewältigen habe. Wie u. a. das Manager Magazin bemerkt, ist dies „ein subtiler, aber deutlich hörbarer verbaler Schwenk“.

#### Reformpläne
Ein Mitte November 2016 vorgestellter Reformplan sieht den Abbau von bis zu 30.000 Arbeitsplätzen bei VW bis Ende 2025 vor. Davon sollen allein in Deutschland bis zu 23.000 Stellen bei der Kernmarke Volkswagen wegfallen. Zugleich sollen 9.000 neue Jobs geschaffen und 3,5 Milliarden Euro in die Zukunftsfähigkeit investiert werden.

### Bosch
Die Technik zur Abgasnachbehandlung hatte VW von seinem Zulieferer Bosch gekauft. Bosch wies allerdings jede Verantwortung für den Skandal von sich und verwies stattdessen auf VW. Ein Bosch-Sprecher sagte dazu: „Wir fertigen die Komponenten nach Spezifikation von Volkswagen. […] Die Verantwortung für Applikation und Integration der Komponenten liegt bei VW.“ Von Umprogrammierungen habe das Unternehmen keine Kenntnis. Bereits im Jahr 2007 habe Bosch VW in einem Schreiben vor der illegalen Verwendung seiner Technik zur Abgasnachbehandlung gewarnt. Allerdings zahlte 2017 Bosch in einem Vergleich 304 Millionen Euro an US-Zivilkläger, die Bosch aktive Mithilfe bei der Manipulation der Abgaswerte von VW-Autos vorwarfen. 2019 musste Bosch zur Beilegung der Rechtsstreitigkeiten in Deutschland unter anderem ein Bußgeld von 90 Millionen Euro zahlen.

### TÜV Nord und der FSD (DEKRA mit TÜVs u. a.)
Am 23. November 2015 kritisierte der Vorstandsvorsitzende des TÜV Nord und Vorsitzende des Verbandes der TÜV, Guido Rettig, im Interview gegenüber der Welt die Bundesregierung. Diese habe den Prüfern des TÜV auf Drängen der Automobilindustrie untersagt, die Motorensoftware der Fahrzeuge zu untersuchen. „Wir haben leider gesetzlich keinerlei Möglichkeit, Einblicke in die Motorsteuerung und die dort verbaute Software der Fahrzeuge zu nehmen“ und „aus diesem Grund hatten unsere Sachverständigen keine Chance, die Manipulationen bei Stickoxiden von Dieselfahrzeugen zu erkennen“.
Mit weiteren Fakten traten Jürgen Bönninger, Geschäftsführer der „FSD Fahrzeugsystemdaten GmbH - Zentrale Stelle nach StVG“ und Gerhart Baum auf. In einem Interview informierte zunächst Bönninger über die Weigerung der Hersteller – außer Honda, Fiat und Renault – den Typprüfstellen der TÜVs, DEKRA u. a. den Quellcode für die Untersuchung der Motorensoftware zu übergeben.
Die einschlägigen EU-Richtlinien sehen dies aber vor. Die Bundesregierung setzte die Richtlinie nicht ins nationale Recht um. Gerhart Baum erläuterte die juristischen Zusammenhänge. Bereits im März 2009 protestierte er als Anwalt im Auftrag der FSD schriftlich beim damaligen Vizepräsidenten der EU-Kommission Günter Verheugen, dass „das Verhalten der Hersteller... gegen unmittelbar geltendes Recht verstößt“. Eine Klage wegen unterlassener Umsetzung einer EU-Richtlinie wäre möglich, jedoch nicht zielführend.

### Staatlich und überstaatlich

#### EU-Kommission
Ein Fachausschuss der Europäischen Kommission schlug im Oktober 2015 vor, dass Typenzulassungen neuer Modelle ab September 2017 die Stickoxid-Grenzwerte um bis zu 110 % und ab Januar 2020 die Grenzwerte um bis zu 50 % überschreiten dürfen. Ein Veto-Antrag im Europäischen Parlament scheiterte nach starkem Lobbyismus durch Deutschland, Großbritannien und Dänemark – das keine starke Autoindustrie besitzt – knapp. Das Europäische Parlament setzte den Untersuchungsausschuss zu Emissionsmessungen in der Automobilindustrie ein.
Am 8. Dezember 2016 hat die Europäische Kommission ein Vertragsverletzungsverfahren gegen Deutschland und 6 weitere Mitgliedstaaten eröffnet, weil sie ihren Verpflichtungen nach den EU-Rechtsvorschriften für die Typgenehmigung von Kraftfahrzeugen nicht nachgekommen sind. Deutschland habe demnach seine nationalen Bestimmungen über Sanktionen nicht angewendet, obwohl Volkswagen verbotene Abschaltprogramme verwendete. Darüber hinaus vertritt die Kommission die Auffassung, dass Deutschland das Gesetz gebrochen habe, indem es sich nach Aufforderung durch die Kommission weigerte, alle in nationalen Untersuchungen gesammelten Informationen offenzulegen, die potenzielle Unregelmäßigkeiten bei den Emissionen von Stickoxid bei Fahrzeugen des Volkswagenkonzerns und anderer Hersteller betreffen.
Im Juli 2017 forderte die Kommissarin für Unternehmen und Industrie, Elżbieta Bieńkowska in einem Brief alle Verkehrsminister der EU dazu auf, bis spätestens Ende 2017 dafür Sorge zu tragen, dass alle manipulierten Dieselfahrzeuge umgerüstet oder stillgelegt werden.
Wegen ihrer Beteiligung an Absprachen über die Abgasnachbehandlung bei den Dieselfahrzeugen müssen der VW-Konzern und BMW eine Kartellbuße von insgesamt 875 Millionen Euro zahlen. Dies entschied die EU-Kommission am 8. Juli 2021. Der Hauptvorwurf lautete, dass die Autobauer sich in unzulässiger Weise über die Größe von AdBlue-Tanks abgesprochen hätten. VW muss 502 Millionen Euro zahlen, BMW 373. Daimler war auch an den Absprachen beteiligt, kam jedoch ohne eine Buße davon, weil es die Absprachen in Brüssel angezeigt hatte und somit von der Kronzeugenregelung profitierte.

#### Deutschland

##### Bundesregierung
Bundeswirtschaftsminister Sigmar Gabriel (SPD) bezeichnete den Skandal nach Bekanntwerden im September 2015 als „schlimme[n] Vorfall“, betonte aber, der Begriff Made in Germany sei weltweit ein Qualitätsbegriff. Am 8. Oktober 2015 warnte er beim Europäischen und Weltkonzernbetriebsrat von Volkswagen in Wolfsburg vor Abbau der 70.000 Arbeitsplätze, die an der modernen Dieseltechnologie hängen.
Am 25. September 2015 informierte Deutschlands Verkehrsminister Alexander Dobrindt (CSU) in einer Sitzung des Deutschen Bundestages die Öffentlichkeit, dass in Deutschland 2,8 Millionen Dieselfahrzeuge des Volkswagen-Konzerns von der Manipulation betroffen seien. Auch weitere europäische Märkte sind betroffen.
Das Kraftfahrt-Bundesamt forderte Volkswagen unterdessen schriftlich auf, bis zum 7. Oktober 2015 einen „verbindlichen Maßnahmen- und Zeitplan“ vorzulegen, ob und bis wann die Fahrzeuge ohne Manipulation der Software die verbindliche Abgasverordnung einhalten werden.
Am 4. Oktober 2015 äußerte Bundeskanzlerin Angela Merkel gegenüber dem Deutschlandfunk, dass die Affäre um geschönte Abgaswerte ein einschneidendes Ereignis sei. Doch glaube sie nicht, dass das Vertrauen in die deutschen Unternehmen derart erschüttert sei, dass der gute Ruf des Wirtschaftsstandorts Deutschland darunter leide.
Am 14. Oktober 2015 forderte die Bundesumweltministerin Barbara Hendricks (SPD) in einem Positionspapier, Konsequenzen aus dem Abgasskandal bei Volkswagen zu ziehen.
Bundesverkehrsminister Alexander Dobrindt (CSU) verwies am 16. Oktober 2015 in einem zweiseitigen Schreiben an 31 europäische Amtskollegen auf den Bescheid des Kraftfahrt-Bundesamts (KBA) vom 15. Oktober, wonach es sich bei der eingebauten Software um eine unzulässige Abschalteinrichtung nach Artikel 5 Absatz 2 der Verordnung (EU) Nr. 715/2007 (Grenzwerte zur Abgasnorm) handle. Im Juni 2017 sprach Dobrindt zum ersten Mal öffentlich von einer „unzulässigen Abschalteinrichtung“ in den Euro-5-Modellen von Audi, worauf ihm der Audi-Vorsitzende Stadler einen „Alleingang“ vorwarf.
Neben den offiziellen Bekundungen übte die Bundesregierung nach Bekanntwerden des VW-Skandals nach Presseangaben Druck auf die EU-Kommission und das EU-Parlament aus, um die gesetzlich vorgeschriebenen Grenzwerte soweit zu schwächen, dass nun auch Autos Zulassungen erhalten, die die zum Zeitpunkt der Entscheidung gültigen Grenzwerte für Schadstoffausstoß um das Doppelte übertreffen.
Im September 2016 veröffentlichten der Rechercheverbund des NDR, WDR und der Süddeutsche Zeitung umfassende Recherchen zu den Bemühungen der Bundesregierung, international Schaden an der Marke made in Germany zu begrenzen. Es wurde stets auf die Trennung der Marke Volkswagen und der abstrakten Marke made in Germany geachtet, die konzerninternen Bemühungen um Aufklärung wurden betont und das deutsche Engagement für realistischere Abgasmessungen auf europäischer Ebene wurde hervorgehoben. Die deutsche Botschaft in den USA betonte zudem gegenüber der US-Administration, dass eine Beschädigung des VW-Konzerns „nicht im Interesse der deutsch-amerikanischen Beziehungen“ sei.

##### Untersuchungskommission des Bundesverkehrsministeriums

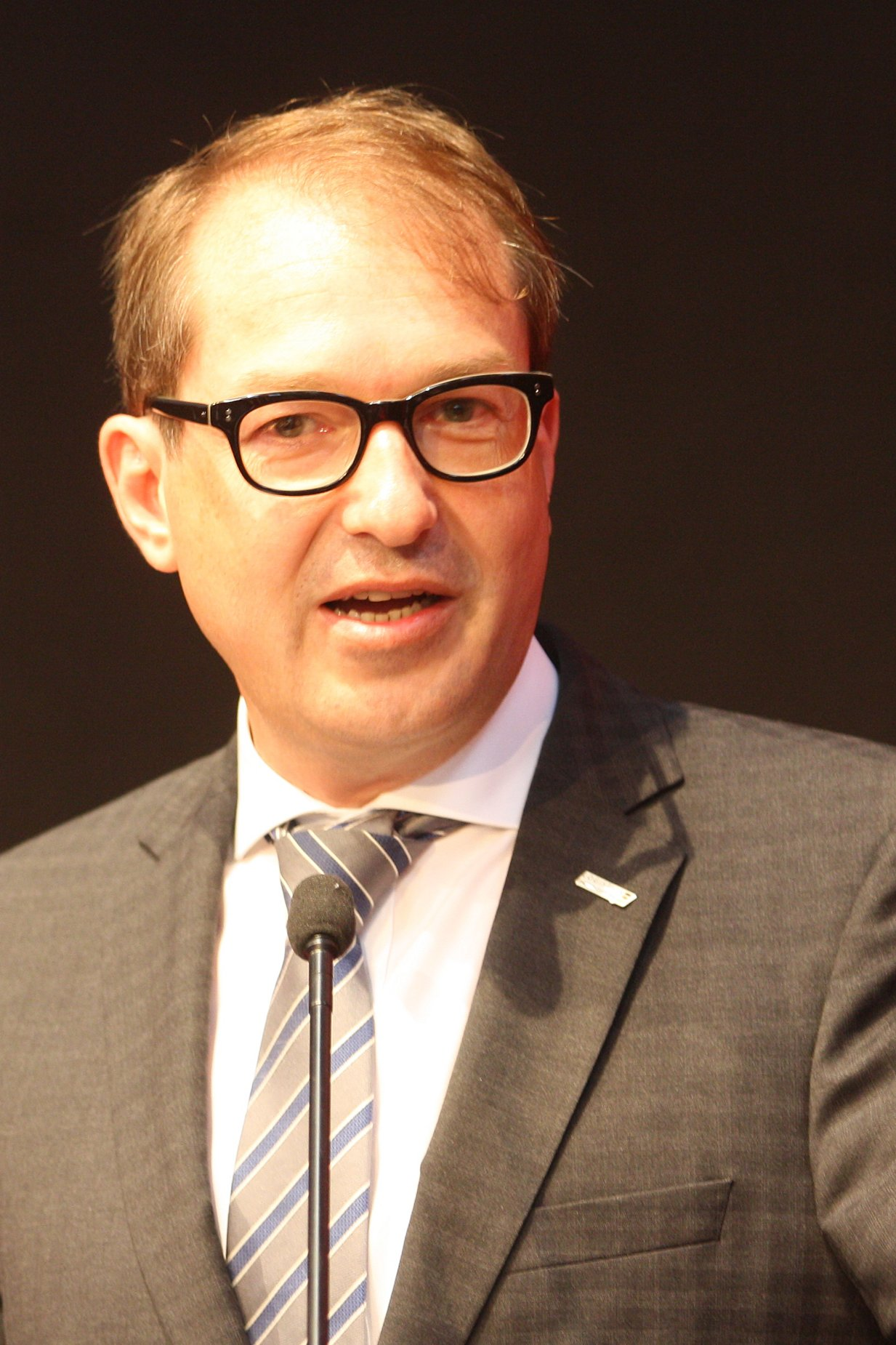
Bundesverkehrsminister Alexander Dobrindt (2015)

Im September 2015 setzte Bundesverkehrsminister Alexander Dobrindt eine achtköpfige Untersuchungskommission unter Leitung von Staatssekretär Michael Odenwald ein und wies das Kraftfahrt-Bundesamt (KBA) am 21. September 2015 an, bei den VW-Dieselmodellen umgehend strenge spezifische Nachprüfungen durch unabhängige Gutachter zu veranlassen. Als unabhängigen Gutachter beauftragte das KBA wiederum die Prüfgesellschaft Dekra. Bis Januar 2016 hatte die Kommission bereits rund 20 Sitzungen abgehalten.
| Person                     | Amt/Funktion |
| -------------------------- | --- |
| Michael Odenwald (Vorsitz) | Staatssekretär im Bundesverkehrsministerium |
| Alexander Dobrindt         | Bundesverkehrsminister |
| Frank Albrecht             | Ministerialrat im Bundesverkehrsministerium (Unterabteilung LA 23 Straßenverkehrsrecht, Zulassung von Fahrzeugen, Gebührenrecht, Kraftfahrt-Bundesamt) |
| Stephan Redmann            | im Bundesverkehrsministerium für den Bereich Straßenverkehrs-Zulassungs-Ordnung, früher bei der Bundesanstalt für Straßenwesen                         |
| Guido Zielke               | Ministerialdirektor im Bundesverkehrsministerium (Unterabteilung LA 2 Straßenverkehr)                                                                  |
| Ekhard Zinke               | Präsident des Kraftfahrt-Bundesamtes (KBA) |
| Mark Wummel                | Regierungsdirektor im Kraftfahrt-Bundesamt |
| Georg Wachtmeister         | Professor und Lehrstuhlinhaber für Verbrennungsmotoren an der TU München als externer Sachverständiger sowie Geschäftsführer der DERC GmbH in Oberroth |

Am 19. Oktober 2017 wurde bekanntgegeben, dass Dobrindt sein Amt aufgab, um sich – so die offizielle Begründung – mehr seiner Partei zu widmen. Die Pressemitteilung seines Ministeriums enthält keine Hinweise zu dieser Begründung.

##### Landesregierungen
Der niedersächsische Ministerpräsident Stephan Weil (SPD), der kraft Amtes im Aufsichtsrat des VW-Konzerns sitzt, sagte am 21. September: „Eine Manipulation von Emissionstests ist völlig inakzeptabel und durch nichts zu rechtfertigen.“ Der Imageschaden für Volkswagen und die ganze deutsche Autoindustrie weltweit gilt unter Experten als ernstzunehmende Gefahr. Gegenüber der Süddeutschen Zeitung äußerte sich Weil als VW-Aufsichtsrat am 28. Oktober 2015: „Was wir bei VW sehr schmerzlich feststellen, ist, dass die Bereitschaft, rechtzeitig auch dann auf Fehlentwicklungen aufmerksam zu machen, wenn man sie nicht persönlich zu verantworten hat, nicht ausreichend entwickelt ist“. So sehe Weil großen Nachholbedarf bei den Vorstellungen von Führung, Eigenverantwortlichkeit und Gruppenarbeit.
Im August 2016 erhob Bayern als erstes Bundesland Klage gegen Volkswagen. Der Pensionsfonds für die Landesbediensteten hielt im September 2015 rund 58.000 Vorzugsaktien. Durch den Kursverlust im Rahmen des Abgasskandals sei ein Schaden von bis zu 700.000 Euro entstanden, so der bayerische Finanzminister Markus Söder (CSU).
Im September 2016 verklagten Hessen und Baden-Württemberg den Konzern. Der hessische Finanzminister Thomas Schäfer (CDU) sprach von Verlusten von bis zu 3,9 Mio. Euro für den Pensionsfonds für hessische Beamte. Der Schaden Baden-Württembergs, das 65.000 Aktien hielt, belief sich laut der baden-württembergischen Finanzministerin Edith Sitzmann (Grüne) auf bis zu 400.000 Euro.

##### Untersuchungsausschuss des Bundestages
Ende April 2016 beantragten die Bundestagsfraktionen der Linken und Bündnis 90/Die Grünen die Einsetzung eines Untersuchungsausschusses zur Aufarbeitung des Abgasskandals. Am 7. Juli 2016 konstituierte sich der Ausschuss. Er ist der fünfte Untersuchungsausschuss der 18. Legislaturperiode. Die Mitglieder sind Veronika Bellmann, Uwe Lagosky, Ulrich Lange und Carsten Müller für die CDU/CSU, Kirsten Lühmann und Dirk Wiese für die SPD. Herbert Behrens von der Linken ist der Ausschussvorsitzende, Oliver Krischer von den Grünen ist stellvertretender Ausschussvorsitzender. Der Ausschuss soll die technischen Hintergründe der Abweichung von realen Emissionen und jenen auf dem Prüfstand und die Kenntnis und Handlungen der Bundesregierung beleuchten sowie gesetzgeberische Maßnahmen zur Vorbeugung und Verbesserung machen.
Ende August stellten Experten Gutachten zu den alten und neuen Testverfahren im Ausschuss vor. Der Ausschuss fasste auch einen Beweisbeschluss zur juristischen Einordnung der Umsetzung der EU-Abgasvorgaben in Deutschland und zum Verhalten der zuständigen Bundesbehörden. Im Januar 2017 wurde der ehemalige VW-Vorstandsvorsitzende Martin Winterkorn im Ausschuss befragt. Hingegen lehnte der ehemalige VW-Aufsichtsratsvorsitzende Ferdinand Piëch im Februar 2017 sein Erscheinen vor dem Ausschuss ab.

##### Städte
Der Oberbürgermeister der Stadt Wolfsburg, Klaus Mohrs, reagierte am 28. September 2015 auf den VW-Skandal und die zu erwartenden Einbußen bei der Gewerbesteuer mit einer sofortigen Haushaltssperre und einem Einstellungsstopp im öffentlichen Dienst. Nachfolgend verhängten auch die Oberbürgermeister der Städte Braunschweig, Ulrich Markurth (SPD), und Ingolstadt, Christian Lösel (CSU), Haushaltssperren.

##### Nationales Forum Diesel

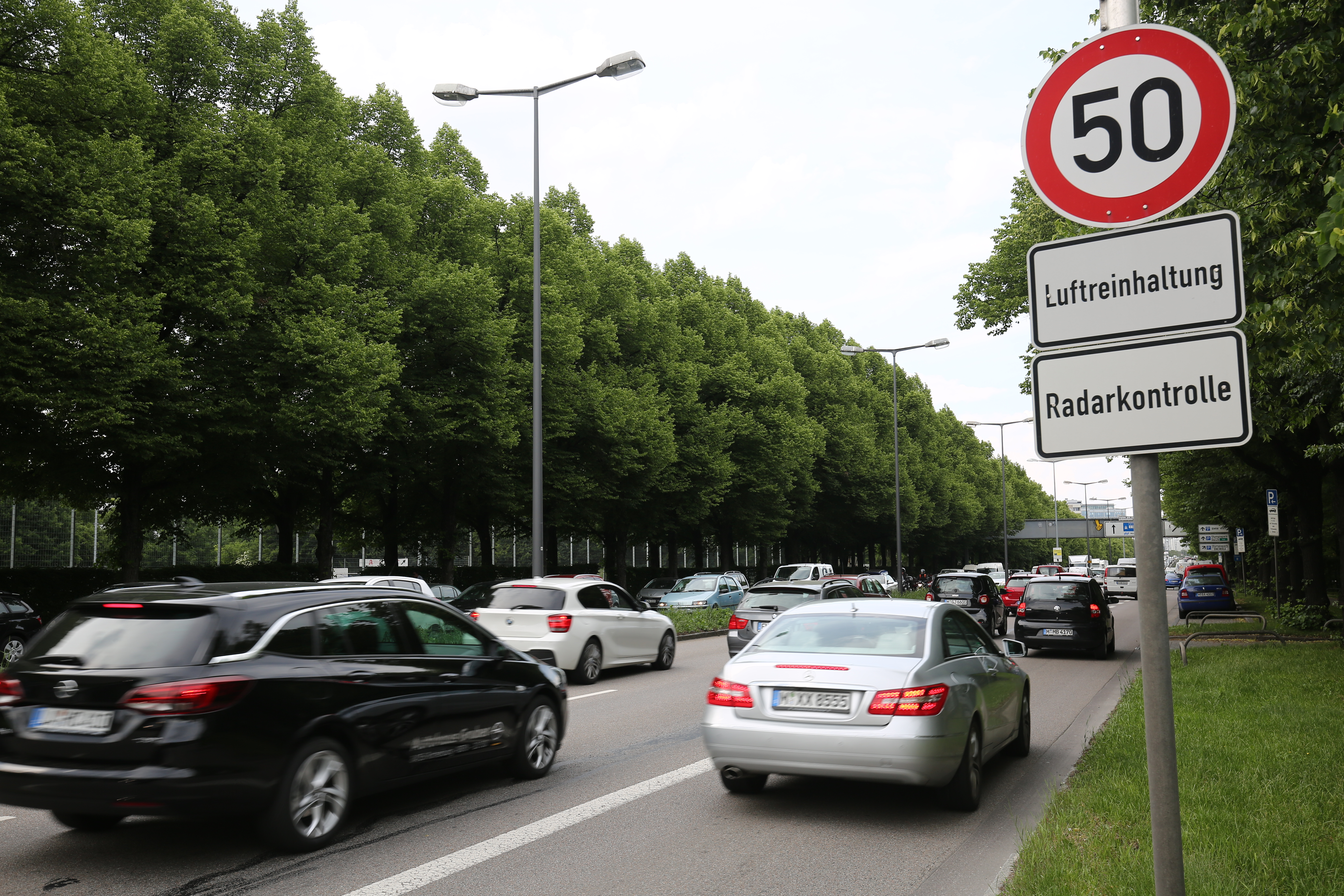
Geschwindigkeitsbegrenzung zur Luftreinhaltung in München, Landshuter Allee

Am 2. August 2017 fand ein durch Bundesverkehrsminister Alexander Dobrindt anberaumter „Diesel-Gipfel“ statt, zu dem Bundesminister, Ministerpräsidenten und Vertreter der deutschen Autoindustrie eingeladen wurden. Umwelt- und Verbraucherschutzverbände waren zu dem Treffen nicht eingeladen. Ziel des Gipfels war, Maßnahmen für einen geringeren Schadstoffausstoß von Dieselfahrzeugen auszuloten. Einvernehmlich wurde beschlossen, dass
1. die deutschen Automobilhersteller (BMW, Daimler, Volkswagen) auf deren Kosten Software-Updates für deren „auf der Straße“ befindlichen Dieselfahrzeuge der EU-Abgasnormen 5 und 6 durchführen,
2. die deutschen Automobilhersteller denjenigen ihrer Kunden, die Dieselfahrzeuge der EU-Abgasnormen 4 oder älter betreiben, Rabatte anbieten werden, wenn sie diese Fahrzeuge verschrotten und stattdessen Diesel-Fahrzeuge der neuesten Generation (EU-Abgasnorm 6) bzw. Fahrzeuge mit Elektroantrieb erwerben,
3. ein Fonds im Volumen von 500 Mio. Euro eingerichtet wird, der neue Mobilitätskonzepte für Städte fördern soll, wobei der Fonds hälftig von der Bundesregierung einerseits und den Automobilherstellern andererseits finanziert wird.

Kritisch bewertet wurde der Beschluss von Medien, Experten wie Ferdinand Dudenhöffer und Claudia Kemfert sowie NGOs (etwa dem ADAC, dem BUND und der Deutschen Umwelthilfe). Unter anderem wurde bemängelt, dass von den ca. 15 Millionen Dieselfahrzeugen in Deutschland nur die 5,3 Millionen Fahrzeuge der Klassen Euro 5 und Euro 6 ein Software-Update bekommen sollen, ältere Fahrzeuge und Fahrzeuge ausländischer Hersteller hingegen von dem Update ausgenommen seien. Zudem seien die Software-Updates nicht verpflichtend, sondern freiwillig, und es bestehe wenig Anreiz für Betreiber, die Updates auch tatsächlich durchführen zu lassen, zumal die notwendigen Schadstoffreduktionen kaum zu erreichen seien. Damit seien die Dieselfahrverbote, die man ursprünglich vermeiden wollte, zu einem wahrscheinlichen Ausgang geworden.
Die ZDF-Satiresendung heute-show kommentierte die Veranstaltung folgendermaßen: „Das ist so, als würden die Kinder selbst zum Elternabend gehen“. Die Berliner Morgenpost beurteilte den Gipfel als „Farce“ und „Verrat am Verbraucher“.
Die auf dem „Diesel-Gipfel“ erzielten Ergebnisse in Form von Softwareupdates reichen nach verschiedenen Einschätzungen nicht aus, um Fahrverbote von Dieselfahrzeugen in Städten zu vermeiden.
Ende November 2017 fand deswegen ein zweiter Dieselgipfel statt. In diesem Zuge sicherte die Bundesregierung insbesondere zu, die Finanzierung ihrer Förderprogramme zugunsten der E-Mobilität und eines emissionsarmen Verkehrs als Fonds nachhaltige Mobilität in der Stadt zu verstetigen. Hierzu würden jährlich Mittel im Umfang von insgesamt einer Milliarde Euro eingeplant, die anteilig auch von der Automobilindustrie beigesteuert werden sollen.
Ende Juli 2018, rund ein Jahr nach dem Dieselgipfel, waren noch keine der angekündigten Maßnahmen umgesetzt.
In der Nacht vom 1. zum 2. Oktober 2018 fand erneut ein Dieselgipfel statt. Dabei wurde ausgehandelt, dass Autos der Schadstoffklassen Euro 4 und Euro 5 in Zonen mit Fahrverboten fahren dürfen, wenn sie weniger als 270 Milligramm Stickoxid pro Kilometer ausstoßen. Bislang liegt die Grenze für Euro-5-Fahrzeuge bei 180 Milligramm und bei Euro-4-Fahrzeugen bei 250 Milligramm. Demnach sollen Autobesitzer von Euro-4- und Euro-5-Fahrzeugen von sogenannten Umstiegsprämien profitieren können. Autobesitzer von Euro-5-Fahrzeuge in vierzehn „besonders belasteten Städten“ (München, Stuttgart, Köln, Reutlingen, Düren, Hamburg, Limburg, Düsseldorf, Kiel, Heilbronn, Backnang, Darmstadt, Bochum und Ludwigsburg) sollen durch Hardware-Nachrüstungen zur Reduktion des Stickoxidausstoßes beitragen. Opel und BMW teilten indes mit, solche Nachrüstungen (SCR-System) nicht anbieten zu wollen.
Der SCR-Katalysator zur Senkung der NOx-Emissionen wird in Dieselfahrzeuge für den US-Markt von BMW serienmäßig verbaut.

#### Strafzahlungen gegen deutsche Autobauer und Zulieferer wegen Aufsichtspflichtverletzungen
In Deutschland wurde Volkswagen in der Dieselaffäre von der Staatsanwaltschaft Braunschweig im Juni 2018 wegen „Aufsichtspflichtverletzungen“ (Ordnungswidrigkeit) zu einer Zahlung von einer Milliarde Euro verpflichtet. Diese setzt sich aus dem gesetzlichen Höchstbetrag von fünf Millionen Euro Geldbuße sowie einer Abschöpfung wirtschaftlicher Vorteile in Höhe von 995 Millionen Euro zusammen. Volkswagen verzichtet darauf, Rechtsmittel einzulegen „und bekennt sich damit zu seiner Verantwortung“. Das Geld muss laut Staatsanwaltschaft innerhalb von sechs Wochen an das Land Niedersachsen gezahlt werden (es ist dies die höchste Geldbuße, die in Deutschland gegen ein Unternehmen je verhängt wurde).
Gegen Audi leitete die Staatsanwaltschaft München (II) im August 2017 ein Bußgeldverfahren ein. Dem Unternehmen wurde vorgeworfen, mit V6- und V8-Dieselmotoren in den Jahren 2004 bis 2018 „nicht den regulatorischen Vorgaben“ entsprochen zu haben. Am 15. Oktober 2018 erklärten Firmenvertreter, dass sich Audi zu seiner Verantwortung für die mangelnde Aufsicht über die „Organisationseinheit Abgas Service / Zulassung Aggregate“ bekenne, dem Bescheid der Staatsanwaltschaft akzeptiere und eine Strafe von 800 Millionen Euro (5 Millionen Euro eigentliche Strafe und 795 Millionen Euro „Abschöpfung wirtschaftlicher Vorteile“) bezahlen werde.
BMW wurde im Februar 2019 wegen fahrlässiger Aufsichtspflichtverletzung von der Staatsanwaltschaft München (I) zu einer Bußgeldzahlung von 8,5 Millionen Euro verpflichtet. Da kein Betrug nachgewiesen wurde, fiel die Höhe der Strafzahlung im Vergleich zu den anderen Automobilherstellern gering aus.
Im Mai 2019 wurde gegen Porsche ein Bußgeld von 535 Millionen Euro und gegen die Robert Bosch GmbH eine Strafzahlung von 90 Millionen Euro, wegen fahrlässiger Verletzung der Aufsichtspflicht im Zuge des Abgasbetrugs, durch die Staatsanwaltschaft Stuttgart verhängt.
Gegen die Daimler AG verhängte dieselbe Staatsanwaltschaft im September 2019 eine Strafzahlung in Höhe von 870 Millionen Euro, ebenfalls wegen Aufsichtspflichtverletzung im Zuge des Betrugs. Der Betrag setzt sich aus vier Millionen Euro Strafe plus einer sogenannten Gewinnabschöpfung in Höhe von 866 Millionen Euro zusammen. Daimler kündigte an, keine Rechtsmittel gegen die Strafe einzulegen.
Im Juli 2020 verhängte die Staatsanwaltschaft Stuttgart zudem eine Strafzahlung in Höhe von 42,5 Millionen Euro gegen den Automobilzulieferer ZF Friedrichshafen wegen der Verletzung der Aufsichtspflicht in mehreren Fällen.

#### Großbritannien
Das Department for Transport teilte am 24. September 2015 mit, es werde die Emissionen von Fahrzeugen verschiedener Hersteller nachmessen, um sicherzustellen, dass Ausschaltvorrichtungen nicht industrieweit eingesetzt werden.
Am 12. Oktober 2015 äußerte sich Paul Willis, Vorstandsvorsitzender der Volkswagen Group United Kingdom, im britischen House of Commons zum Abgasskandal und bat „ehrlich und uneingeschränkt“ um Verzeihung für die Manipulationen bei den Abgaswerten. In Großbritannien sind rund 1,2 Millionen Dieselfahrzeuge betroffen. Von diesen muss bei etwa 400.000 Fahrzeugen die Dieseleinspritzung geändert werden.
Am 27. März 2018 begann eine für drei Tage angesetzte Anhörung vor dem Obersten Gerichtshof (Supreme Court), in der geklärt werden soll, ob sich die möglichen Schadenersatzansprüche von VW-Kunden für eine Sammelklage eignen.

#### Italien

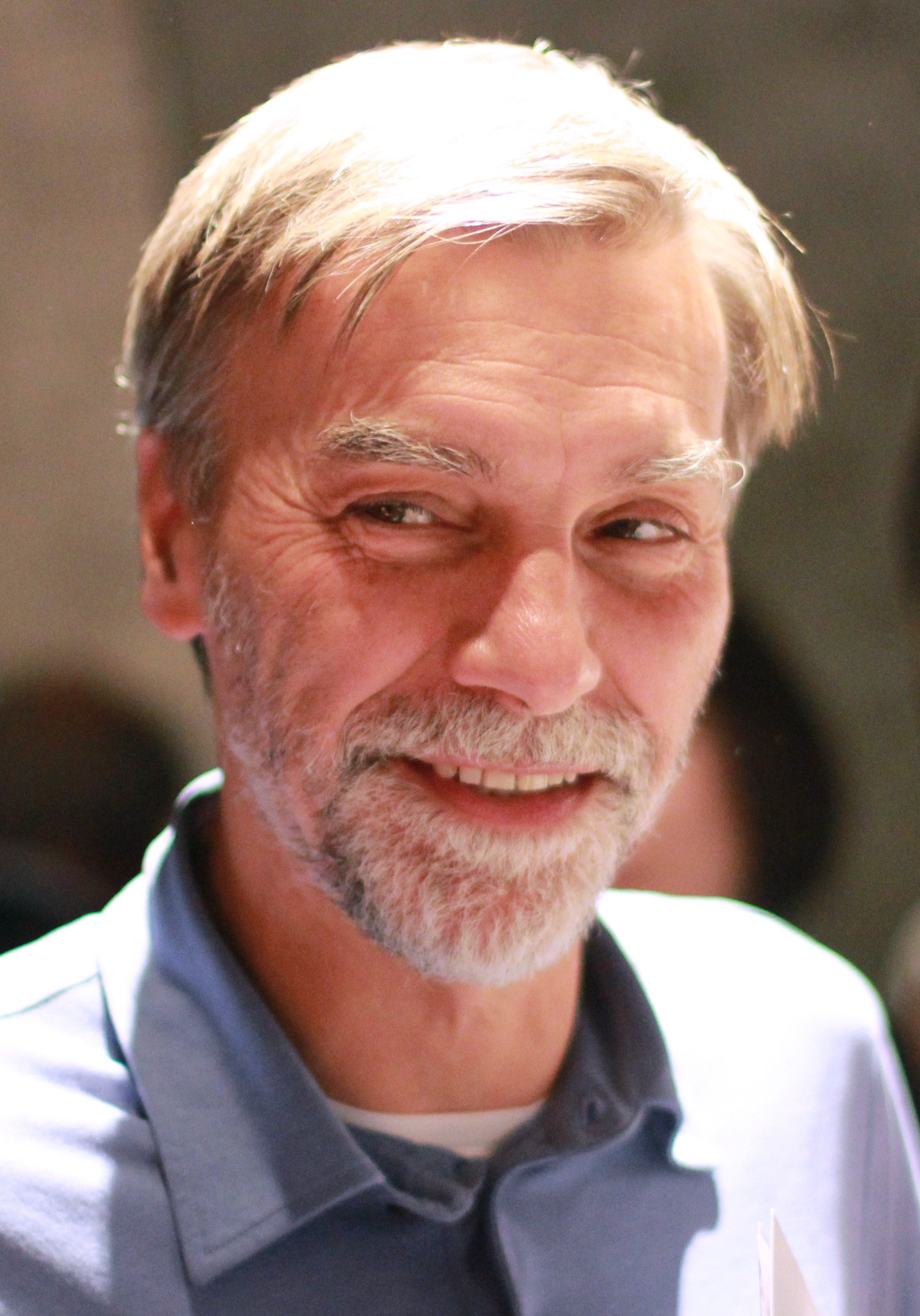
Graziano Delrio

Das italienische Verkehrsministerium leitete ebenfalls Ermittlungen gegen Volkswagen ein. Verkehrsminister Graziano Delrio erklärte am 25. September, rund 1000 landesweit verkaufte Fahrzeuge sollten überprüft werden. Im Mai 2017 wurden Abschalteinrichtungen in Modellen des italienischen Autobauers Fiat aufgedeckt. Die Europäische Kommission leitete kurz darauf ein Verfahren gegen die italienische Zulassungsbehörde ein.

#### Schweiz
Am 25. September 2015 stellte das Schweizer Bundesamt für Strassen (ASTRA) in Aussicht, die Typenzulassung für die betroffenen Fahrzeugmodelle der Marken Audi, Seat, Škoda und Volkswagen der Baujahre 2009 bis 2014 (ausschließlich Ausführungen Euro 5), die mit Dieselmotoren in den Ausführungen 1,2 TDI, 1,6 TDI und 2,0 TDI ausgerüstet sind, zu entziehen. Am 28. September 2015 teilte die ASTRA mit, dass die Typengenehmigung der mutmaßlich betroffenen älteren Fahrzeuge nicht erlischt. Das Augenmerk gelte jetzt den Neufahrzeugen des Volkswagen-Konzerns.

#### Kanada
Kanada hat mit einem endgültigen Urteil vom Januar 2020 wegen Verstößen gegen Umweltgesetze und Importvorschriften bei Diesel-Kfz eine millionenschwere Strafe zu Lasten von VW ausgesprochen. VW wird Bußen in Höhe von 135 Millionen € zahlen, wie die Staatsanwaltschaft in Toronto mitteilte. VW Canada hat sich schuldig bekannt und die Strafe angenommen.

#### Indien
Die indische Regierung wies die Automotive Research Association of India an, bei Fahrzeugen der Volkswagengruppe umgehend zu untersuchen, ob sie indische Abgasvorschriften verletzen.

#### Südkorea
In Südkorea wurde angeordnet, dass Fahrzeuge von Volkswagen sich einem Abgastest unterziehen müssten.
2016 wurde die Zulassung für 80 Modelle des Konzerns zurückgezogen, darunter fielen die Marken VW, Audi und Bentley. Zudem muss die Volkswagen AG eine Strafe von 14,3 Millionen Euro an Südkorea zahlen.

#### USA
Die EPA kündigte an, dass auch Dieselfahrzeuge von anderen Autobauern nun genauer untersucht werden sollen. Die in den USA angebotenen Sechszylinder-Dieselmotoren von Audi und Porsche werden von der EPA auch untersucht.
Am 8. Oktober 2015 musste Michael Horn, Vorstandschef der Volkswagen Group of America seit 2014, vor dem Ausschuss für Energie und Handel des Kongresses der Vereinigten Staaten unter Eid vor den Abgeordneten aussagen. Horn gab an: „Ich hatte keine Kenntnis davon, dass es einen Defeat Device in unseren Autos gab.“ In einer vorab verbreiteten Stellungnahme erklärte Horn allerdings, bereits im Frühjahr 2014 von möglichen Verstößen gegen US-Emissionsregeln erfahren zu haben. Ihm sei auch mitgeteilt worden, dass die Environmental Protection Agency (EPA) Strafen verhängen könnte. Horn sagte, er sei danach davon ausgegangen, dass die Ingenieure des Konzerns mit der EPA an einer Lösung arbeiteten. Horn kündigte zudem an, dass Volkswagen den Antrag auf die Zulassung von Dieselfahrzeugen des Modelljahres 2016 mit dem neuen Hilfsgerät Auxiliary Emissions Control Device (AECD) zurückgezogen habe, weil die Umweltbehörden den Einsatz des AECD noch prüfen müssten, da unklar sei, ob es sich dabei um ein zulässiges Mittel zur Abgaskontrolle oder um eine weitere Manipulationssoftware handele.
Am 9. März 2016 trat Horn als Vorstandschef von VW US zurück. Sein geschäftsführender Nachfolger ist Hinrich Woebcken.

#### Norwegen
Der norwegische Staatsfonds Statens pensjonsfond verklagte VW wegen Verlusten aus Aktiengeschäften mit Volkswagen über hunderte Millionen Euro. Dieser hält als viertgrößter Anteilseigner 1,64 Prozent der Aktien des Konzerns.

### Reaktionen aus Wirtschaft und Gesellschaft
- Die Europäische Kommission schlug in einer Sitzung mit den EU-Staaten eine Regelung vor, wonach die Autoindustrie nur in einer Übergangszeit von 2017 bis 2019 bis zu 60 Prozent von den maximal zulässigen Werten im realen Straßenverkehr abweichen darf. Ab dem Jahr 2019 soll nur noch eine Fehlertoleranz von 17 Prozent erlaubt sein. Die Kommission hat zwar das Recht, einen Vorschlag zu machen, doch am Ende müssen die EU-Staaten darüber befinden.[389] Ende Oktober 2015 vereinbarten die EU-Mitgliedstaaten, dass für Stickstoffdioxid-Emissionen im realen Straßenverkehr in einer Übergangszeit von September 2017 bis 2019 eine Abweichung von bis zu 110 Prozent und ab 2020 eine Abweichung von 50 Prozent erlaubt sein soll.[390]
- Zusätzlich forderte die EU unabhängige Fahrzeugkontrollen und die Möglichkeit, selber Rückrufe anzuordnen und den Automobilherstellern Strafen von bis zu 30.000 Euro pro Fahrzeug aufzuerlegen, wenn der Mitgliedstaat dies nicht tut. Medien werteten dies als die bisher stärkste Antwort der EU auf das Eingeständnis der Manipulation der Abgasmessungen durch VW.[391][392]
- Eine wissenschaftliche Studie des Massachusetts Institute of Technology (MIT), veröffentlicht am 29. Oktober 2015 in der Fachzeitschrift Environmental Research Letters, kam zu dem Ergebnis, dass durch die von 2008 bis 2015 infolge der Manipulationen von rund 482.000 Dieselfahrzeugen des Volkswagen-Konzerns erhöhte Schadstoffbelastung in den USA 59 Personen vorzeitig versterben werden, 31 Fälle einer möglichen chronischen Bronchitis auftreten und soziale Kosten in Höhe von 450 Millionen US-Dollar anfallen. Falls Volkswagen bis Ende 2016 alle Fahrzeuge zurückziehen würde, könnten ca. 130 weitere vorzeitige Todesfälle vermieden werden.[393][394]
- Peter Mock, Europachef und Managing Director in Deutschland des International Councils on Clean Transportation (ICCT) erklärte gegenüber manager-magazin.de: „Ein größerer Filter beim Jetta hätte kaum Zusatzkosten verursacht“. Dabei sei mit Mehrkosten ab 100 Euro pro Fahrzeug zu rechnen. „Technisch ist es kein Problem, die Emissionsstandards einzuhalten“, so Mock.[395]
- Kritiker wiesen zudem darauf hin, dass sich führende Politiker regelmäßig gegen Schadstoffbegrenzungen auf EU-Ebene ausgesprochen hätten, um die deutsche Automobilwirtschaft zu schützen. So sagte etwa Angela Merkel auf einer Tagung des Bundesverbands der Deutschen Industrie im Jahr 2007, sie werde „mit aller Kraft, die ich habe“ gegen strengere Abgaswerte in der EU vorgehen.[396][397]
- Der Bundesverband Erneuerbare Energie erklärte: „Die Automobilindustrie made in Germany kann ihre Glaubwürdigkeit nur zurückgewinnen, wenn sie konsequent auf Umwelt- und Klimaschutz setzt. Bislang haben Kunden weltweit Innovation und Klimaschutz mit deutschen Produkten verbunden. Asiatische Autohersteller befinden sich jetzt auf der Überholspur. […] Elektroautos haben keinen Auspuff und können keine Schadstoffe ausstoßen. Wirklich sauber sind sie jedoch nur, wenn sie vollständig mit Strom aus sauberen Energiequellen betrieben werden.“[398]
- Der ehemalige Präsident des Ifo Instituts für Wirtschaftsforschung, Hans-Werner Sinn, nahm VW in Schutz und griff die US-Automobilhersteller scharf an, die seiner Meinung nach über Jahrzehnte versucht hätten, „die kleinen und effizienten Dieselmotoren für Pkw durch immer weiter verschärfte Stickoxid-Grenzen vom Markt fernzuhalten, weil man selbst die Technologie nicht beherrschte.“ Auf der anderen Seite habe man gegen die „Stickoxid-Schleuderei der eigenen Trucks“ nichts unternommen.[399]
- Der Kölner Professor Axel Ockenfels und der amerikanische Wirtschaftswissenschaftler Peter Cramton wiesen darauf hin, Volkswagen könne einen Verzicht auf den Ausstoß von Stickoxid käuflich erwerben und so Wiedergutmachung leisten: „Wenn es Volkswagen ernst damit meint, den angerichteten Umweltschaden zu beheben, dann stehen moderne Marktmechanismen bereit, um die entsprechende Emissionsvermeidung auch zu erreichen“, glauben Ockenfels und Cramton. „Der Volkswagen-Konzern würde, soweit er nicht selbst schnell und effizient Schadstoffe vermeiden kann, andere dafür entlohnen, dass sie den Ausstoß einer bestimmen Schadstoffmenge reduzieren. Der Konzern könnte dabei genau die Emissionsvermeidung einkaufen, die nötig ist, um die exzessiven Emissionen der manipulierten Diesel auszugleichen.“[400]
- Ferdinand Dudenhöffer, Inhaber des Lehrstuhls für Allgemeine Betriebswirtschaftslehre und Automobilwirtschaft an der Universität Duisburg-Essen, konstatiert, es sei schlicht undenkbar, dass sich Spitzenmanager über den millionenfachen Betrug im Unklaren waren: „Das Problem liegt also weder typischerweise in der Autobranche noch bei Dieselmotoren. Die Ethik bei VW hat versagt. Daher braucht es einen Anfang von außen.“[401]
- Gregor Hackmack, vertretungsberechtigter Vorstand der Nichtregierungsorganisation Parlamentwatch e. V., sah im VW-Abgasskandal eine „Zustandsbeschreibung unseres politischen Systems“. Hackmack kritisierte die aus seiner Sicht enge Verwebung zwischen Automobilindustrie und Politik, die er zum einen an Politikern, die nach ihrer politischen Karriere in die Wirtschaft wechseln (oder umgekehrt), zum anderen an der Möglichkeit von Geldspenden von Unternehmen an Parteien festmacht.[402]
- Renault-Nissan-Chef Carlos Ghosn wies darauf hin, der Vorfall bei VW bringe neue Vertrauensprobleme für die Hersteller. Seiner Ansicht nach dürfe es schwierig sein, die Manipulation von Abgaswerten firmenintern geheim zu halten. „Ich glaube nicht, dass man so etwas verbergen kann“.[259]
- Daimler-Chef Dieter Zetsche: „Wir halten uns grundsätzlich an die gesetzlichen Vorgaben und haben keinerlei Manipulationen an unseren Fahrzeugen vorgenommen“. Zetsche wies den Verdacht zurück, dass alle Automobilhersteller eine „Ansammlung von Betrügern“ seien.[403]
- Elon Musk, CEO von Tesla, Inc.: „Wir haben die physikalischen Grenzen erreicht, es ist kaum noch Raum für Verbesserungen. Die VW-Ingenieure dürften unter massivem Druck gestanden haben und sind an die Grenze dessen gestoßen, was möglich ist. Tricksen war wohl die einzige Möglichkeit“.[404]
- Der belgische Fahrzeugimporteur D’Ieteren verhängte für 3200 VW-Dieselfahrzeuge zunächst einen Verkaufsstopp.[405]
- Der Schweizer VW-Generalimporteur Amag verfügte einen Verkaufsstopp für Audi, SEAT, Škoda sowie Volkswagen mit Motoren des Typs EA189.[406][407]
- Der niederländische Importeur Pon Dealer gab am 28. September 2015 einen vorsorglichen Verkaufsstopp für 4100 Dieselfahrzeuge der Marken Volkswagen, Audi, Seat und Škoda bekannt.[408]
- Markus Reiterer, technischer Geschäftsführer des Chiptuning-Unternehmens Digi-Tec intecno GmbH, erklärte gegenüber welt.de: „Bei allen aktuellen Motoren ist es so, dass sie die Verbrauchs- und Abgasvorgaben nur unter ganz bestimmten Umständen einhalten – im Alltagsbetrieb ist das illusorisch. […] Viele Chiptuner bieten unter der Hand an, die Abgas-Reinigungssysteme ganz zu deaktivieren – und sehr viele Kunden fragen genau danach.“[409]
- Die Reaktionen zu Volkswagen sind gespalten. Einige sehen in der Manipulation einen ganz klaren Betrug. Es gibt jedoch auch diejenigen, die der Ansicht sind, man solle einen solchen Betrug nicht zur Staatsaffäre erklären.[410] Zu US-Skandalen wie beispielsweise bei General Motors, die eine allgegenwärtige Gefahr für Leib und Leben dargestellt haben, stünde die Manipulation bei VW in keiner Relation.
- Im Rahmen der Vergabe der Auszeichnung Das Goldene Lenkrad wurde 2015 der Preis für Das grüne Lenkrad aufgrund dieser Affäre nicht vergeben.[411]
- 2016 wurde Volkswagen der satirisch konnotierte Ig-Nobelpreis in der Kategorie Chemie verliehen für die Lösung des Problems von erhöhtem Ausstoß von Schadstoffen bei Fahrzeugen durch automatische, elektromechanische Erzeugung von geringeren Emissionen, wenn die Fahrzeuge getestet werden.[412]
- 2017 hat Volvo als erster Hersteller das Ende des Selbstzünders angekündigt. Die aktuelle Generation von Dieselmotoren soll noch weiterentwickelt werden. Jedoch werde Volvo keine neue Generation von Dieselmotoren entwickeln, der finanzielle Aufwand sei zu hoch.[413]
- Im September 2017 kündigte der Vorstandsvorsitzende Bernhard Maier an, dass der Škoda Fabia ab 2018 nicht mehr mit Dieselmotoren angeboten werden wird. Hintergrund sind die erwarteten, steigenden Kosten für eine (manipulationsfreie) Abgasbehandlung (rund 1.000 Euro je Fahrzeug) und die schwierige Durchsetzbarkeit von Preiserhöhungen bei Kleinwagen.[414]
- 2018 kündigte Porsche, als erster deutscher Autokonzern, den kompletten Ausstieg aus dem Geschäft mit Dieselfahrzeugen an.[415]

### Folgen an den Finanzmärkten
Die im DAX notierten Vorzugsaktien des Unternehmens verloren am ersten Handelstag nach dem Bekanntwerden des Skandals in der Spitze über 20 % ihres Wertes. Zusammen mit den Stammaktien, deren Verluste in der gleichen Größenordnung lagen, entsprach dies einem Minus der Marktkapitalisierung von 15,8 Mrd. €. Zum Handelsschluss am Montag, dem 21. September, waren es 18,6 %.
Nach der Bekanntgabe der Rückstellungen für die Abgasaffäre, verbunden mit einer Gewinnwarnung, und dem Eingeständnis, dass die betreffende Software in ca. elf Mio. Fahrzeugen im Einsatz ist, sank der Kurs der VW-Vorzugsaktie am nächsten Tag innerhalb einer Stunde um etwa 20 % auf das tiefste Niveau seit Oktober 2011 ab. Der Kursverlust summierte sich in diesen zwei Handelstagen auf 34,4 %, bezogen auf die offiziellen Xetra-Schlusskurse (17:45 Uhr) fiel der Wert der VW-Vorzugsaktie vom 18. September (Freitag) bis zum 22. September 2015 (Dienstag) von 161,65 Euro auf 106,00 Euro. Der Abwärtstrend setzte sich – unterbrochen von kurzzeitigen Erholungsphasen – auch in den folgenden Tagen fort. Ihren vorläufig niedrigsten Kursstand während der Krise erreichte die Vorzugsaktie am Vormittag des 5. Oktober mit 86,36 Euro kurz nach Handelsbeginn.
Am 12. Oktober 2015 senkte die Ratingagentur Standard & Poor’s infolge des Abgasskandals die Kreditwürdigkeit von Volkswagen von A auf A- und schloss weitere Herabstufungen nicht aus. Am 4. November 2015 folgte die US-Ratingagentur Moody’s mit einer Herabstufung der Kreditwürdigkeit um eine Stufe von A2 auf A3 und am 10. November 2015 Fitch Ratings mit einer Senkung von A auf BBB+.

### Haftungsfragen und Rechtsposition der Käufer in Deutschland
Zu einem Rückruf war VW zunächst nicht verpflichtet und konnte freiwillig handeln, da der Mangel nicht die Sicherheit der Autos gefährdet. Durch den amtlichen Rückruf des Kraftfahrt-Bundesamtes (KBA) genügt eine freiwillige Reparatur nicht. Volkswagen ist somit verpflichtet, die Fahrzeuge nachzubessern. Allerdings gelten die Rückruf-Bescheide nicht gegenüber den PKW-Haltern bzw. -Eigentümern, da diese nicht einmal Drittbetroffene der KBA-Bescheide sind. Insofern geht der Rückruf ins Leere, wenn sich der Halter daran nicht freiwillig beteiligt. VW hat keine Möglichkeit, die Autobesitzer zur Teilnahme zu verpflichten, dies könnte nur eine Behörde.
In Deutschland sind rund 2,4 Millionen Fahrzeuge der Automarken VW, Audi, Seat und Škoda betroffen. Die Fahrzeugbesitzer haben gegebenenfalls auch Ansprüche aus Gewährleistung oder Schadenersatz. Allerdings nicht gegen den VW-Konzern, sondern gegen ihren Vertragspartner, den Fahrzeughändler, dem man vermutlich keine Arglist unterstellen kann. Bei Neufahrzeugen beträgt die Verjährungsfrist in der Sachmängelhaftung dann zwei Jahre (bei Arglist wären es drei Jahre). Wegen einer vom Bundesgerichtshof (Urteil vom 29. April 2015, Aktenzeichen VIII ZR 104/14) für unwirksam erklärten Verjährungsverkürzungsklausel im Gebrauchtwagenhandel dürfte die Sachmängelhaftung auch beim Gebrauchtwagenkauf durch Privatpersonen vom Händler ebenfalls in vielen Fällen zwei Jahre betragen. Auch könnte es schwierig werden, eine konkrete finanzielle Schädigung zu beziffern und nachzuweisen. Sammelklagen und die sogenannten Punitive damages (Strafschadenersatz) gibt es im deutschen Recht nicht.
Den Wertverlust des Dieselfahrzeugs, wenn durch die Nachrüstung der technischen Voraussetzung zur Einhaltung der Abgasgrenzwerte der Verbrauch steigt und die Leistung sinkt, könnte eine Minderung des Kaufpreises um zehn Prozent oder mehr ausmachen und wird höchstwahrscheinlich im Einzelfall vor Gericht entschieden. Das Landgericht Kempten sieht als erstes Gericht eine Wertminderung von 10 Prozent aufgrund des Skandals bei einem VW Tiguan.
Die möglichen zivilrechtlichen Ansprüche betroffener Verbraucher gegenüber dem Hersteller oder den Verkäufern sind Gegenstand erster summarischer Gutachten. Eine Studie der Wissenschaftlichen Dienste des Deutschen Bundestages (WD) im Auftrag der Bundestagsfraktion Bündnis 90/Die Grünen geht davon aus, dass neben Gewährleistungsansprüchen gegenüber den Verkäufern unter Umständen auch Schadenersatzansprüche direkt gegenüber dem Hersteller gegeben sein könnten. Ein im Auftrag des Verbraucherzentrale Bundesverbandes (vzbv) erstelltes Rechtsgutachten kommt zu ähnlichen Ergebnissen. Zur drohenden Verjährung hat die Volkswagen AG Medienberichten zufolge erste Erklärungen abgegeben, bis zum 31. Dezember 2016 auf die Erhebung der Verjährungseinrede im Hinblick auf etwaige Sachmängelhaftungsansprüche wegen der genannten Software zu verzichten, soweit mögliche Ansprüche bisher noch nicht verjährt sind.
Neben der zivilrechtlichen Seite, bei der Käufer versuchen, Ansprüche gegen Hersteller und Verkäufer der betroffenen Fahrzeuge geltend zu machen, steht auch eine verkehrsverwaltungsrechtliche. Gegen die Aufforderung des Kraftfahrt-Bundesamtes, die Softwareupdates vornehmen zu lassen, haben sich einige Käufer gewehrt, da sie einen Mehrverbrauch und einen höheren Verschleiß ihrer Fahrzeuge befürchten. Das OVG Münster hat am 17. August 2018 durch zwei Beschlüsse entschieden, dass die Halter dieser Fahrzeuge verpflichtet werden können, die Softwareupdates an ihren Fahrzeugen durchzuführen. Das OVG Münster begründet das mit dem Erfordernis einer gleichmäßigen Anwendung, um einen wirksamen Emissionsschutz durchzusetzen. Hinsichtlich der Sicherung der Beweise zur Geltendmachung der zivilrechtlichen Ansprüche werden die Käufer auf die Möglichkeit verwiesen, vor dem Update ein selbständiges Beweisverfahren durchzuführen.

### Juristische Auseinandersetzungen

#### Klagen in den USA
In den Vereinigten Staaten war zunächst die Gesamt-Schadenssumme für Volkswagen nicht abzusehen. Volkswagen selbst ging anfänglich von etwa 7–8 Milliarden US$ Folgekosten aus, jedoch wurde auch über deutlich höhere Summen spekuliert.
Das Justizministerium der Vereinigten Staaten reichte am 4. Januar 2016 eine Zivilklage in Detroit gegen Volkswagen AG, Audi AG, Volkswagen Group of America Inc., Volkswagen Group of America Chattanooga Operations LLC, Porsche AG und Porsche Cars North America Inc. auf Zahlung von 46 Milliarden US$ Schadenersatz ein.
Im April 2016 erhöhte Volkswagen seine Schätzung für die zu erwartenden Kosten auf etwa 18 Milliarden US$ (16,2 Milliarden EUR). Am 21. April 2016 wurde bekannt, dass Volkswagen mit den Aufsichtsbehörden und privaten Klägern in den Vereinigten Staaten eine grundsätzliche Einigung erzielt hatte. Demnach verpflichtete sich die Firma, ein Rückkaufangebot für die etwa 475.000 2,0-Liter-Diesel-Wagen in den Vereinigten Staaten zu unterbreiten, zusätzlich Zahlungen an einen Umwelt-Fonds leisten und andere Mittel zur Förderung von umweltfreundlichen Automobil-Technologien bereitzustellen. Diese Einigung betraf nur die USA und nur 2,0-Liter-Diesel-Pkw. Die Gesamtkosten für Volkswagen wurden auf etwa 15 Milliarden US$ taxiert.
Einzelne Analysten schätzten die weltweit wegen des Abgasskandals auf VW zukommenden direkten Kosten danach auf etwa 32 Milliarden USD (28 Milliarden EUR).
Am 20. Dezember 2016 erzielte Volkswagen eine Einigung über die 80.000 VW-, Audi- und Porsche-Fahrzeuge mit 3-Liter-Dieselmotoren. Die Eigentümer dieser Wagen der Baureihen 2009 bis 2016 erhielten eine „substanzielle Entschädigung“ zugesagt. Die Kosten für Volkswagen wurden auf etwa 1 Milliarde US$ geschätzt.
Am 10. Januar 2017 wurde eine Einigung von Volkswagen mit den US-Aufsichtsbehörden bekannt. Demnach soll Volkswagen 4,3 Milliarden US$ Strafen an die US-Behörden bezahlen. Die Folgekosten überstiegen somit die ursprünglich von Volkswagen veranschlagte Summe. Analysten bewerteten dies trotzdem als gute Nachricht für Volkswagen, da endlich die juristischen Risiken beseitigt worden seien.

#### Klagen in Deutschland
Bei den Rechtsverfahren in Deutschland sind die strafrechtlichen Ermittlungsverfahren von den zivilrechtlichen Auseinandersetzungen zunächst zu trennen. Die zivilrechtlichen Klagen unterteilen sich in die der Anteilseigner an den Autoherstellern die ihre Ansprüche auf kapitalanlagerechtliche Vorschriften stützen und der Autokäufer mit Ansprüchen aus dem Verkehrszivilrecht. Die verkehrszivilrechtlichen Ansprüche werden üblicherweise auf die Sachmangelhaftung im Kaufrecht (§§ 437ff BGB) und aus unerlaubter Handlung (§ 826 BGB, § 823 Abs. 2 BGB i. V. m. § 263 StGB) gestützt. Verklagt werden dabei nicht nur die Autohersteller, sondern teilweise auch die Autohändler. Soweit es sich um Fahrzeuge von Tochterunternehmen des VW-Konzern handelt (z. B. Skoda, Audi, Seat, …) halten zumindest manche Gerichte auch die Volkswagen AG für die richtige Beklagte, weil die streitgegenständlichen Motoren von der Volkswagen AG entwickelt und gebaut wurden.
Die Rechtsschutzversicherer haben laut des Gesamtverbands der Deutschen Versicherungswirtschaft bis einschließlich Oktober 2021 insgesamt 1,2 Milliarden Euro für Verfahrenskosten im Dieselskandal bezahlt. Bis Oktober 2021 nahmen rund 380.000 Kunden ihre Rechtsschutzversicherung im Streit mit Autoherstellern im Zusammenhang mit dem Dieselskandal in Anspruch. Der Gesamtstreitwert aller über die Rechtsschutzversicherer abgewickelten Diesel-Rechtsschutzfälle in Deutschland lag bis einschließlich Oktober 2021 bei etwa 9,8 Milliarden Euro. Der durchschnittliche Streitwert pro Diesel-Rechtsschutzfall steigerte sich zu Beginn des Skandals von Anfangs 22.500 Euro auf rund 26.000 Euro im Jahr 2021.

##### Chronologie
- Anfang Oktober 2015 wurde gegen Volkswagen die erste Schadenersatzklage aus Deutschland erhoben. Es klagt ein in Deutschland lebender Anleger, der 20.000 Euro Ersatz für die erlittenen Kursverluste fordert.[438][439] Am 8. März 2017 hat das Oberlandesgericht Braunschweig in dem KapMuG-Verfahren unter dem Aktenzeichen 3 Kap 1/16 die DEKA Investment GmbH zur Musterklägerin bestimmt. Damit läuft in Braunschweig ein Musterverfahren, in dem geklärt wird, ob Anlegern Schadenersatz zusteht.[440]
- Ebenfalls Anfang Oktober 2015 reichte eine Bochumer VW-Diesel-Käuferin Schadenersatzklage gegen VW beim Landgericht Braunschweig ein. Die Klage wurde damit begründet, dass bei der Kaufentscheidung Umweltfreundlichkeit von besonderer Bedeutung gewesen sei und nach der nun notwendigen Umrüstung sich die Leistungswerte des Fahrzeugs verschlechtern würden.[441]
- Im April 2016 reichte eine Würzburger Kanzlei Klagen für zwei betroffene Kfz-Halter ein. Weitere rund 50 Klagen auf Schadenersatz oder Rückabwicklung des Kaufvertrags waren nach Angaben der Kanzlei bis Ende des Jahres 2016[veraltet] geplant.[442]
- Seit Juli 2016 laufen die ersten Klageverfahren gegen die Volkswagen Bank. Die Verbraucher werfen der Bank vor eine fehlerhafte Widerrufsbelehrung verwendet zu haben.[443]
- Ein Leverkusener Lungenarzt stellte im Sommer 2016 Strafanzeige wegen gemeingefährlicher Vergiftung und gewerbsmäßigen Bandenbetrugs, Luftverunreinigung und schwerer Körperverletzung gegen die Verantwortlichen im VW-Konzern.[444] Die Staatsanwaltschaft Braunschweig bestätigte am 19. November 2016 den Eingang der Anzeige.[445]
- Im August und September 2016 erhoben die Bundesländer Bayern, Hessen und Baden-Württemberg Klage gegen Volkswagen.[337][338][339]
- Im Februar 2017 wurde eine erste Klage wegen der neuen Vorwürfe gegen Audi eingereicht.[446] Audi wird vorgeworfen, eine Software auch bei Benzinfahrzeugen verwendet zu haben, die zur Täuschung führt.[447]
- Das verbraucherfreundlichste Urteil hat das Landgericht Detmold erlassen. Der Verbraucher hat einen Anspruch auf Neulieferung ohne Nutzungsentschädigung bezahlen zu müssen.[448] Auch die Landgerichte Zwickau,[449] Offenburg,[450] Regensburg[451] und Arnsberg[452] haben den Klägern zwischenzeitlich Neulieferungen zugesprochen, meist ohne die Zahlung einer Nutzungsentschädigung.
- Die Verbraucherschutzplattform myRight führt einen Zusammenschluss von weit über 10.000 Verbrauchern in Deutschland und Österreich gegen VW an, bei der die Kläger statt Anwalts- und Gerichtskosten nur bei Erfolg der Klage einen Teil des Gewinns zur Kostendeckung abgeben.[453][454][455] Das Verfahren von myRight ist das einzige Verfahren in Deutschland, bei dem sich die betroffenen Autofahrer online ohne Kostenrisiken beteiligen können. Es gilt daher laut Stiftung Warentest für Verbraucher als besonders geeignet.[454] Es sind jedoch einigen Rechtswissenschaftlern zufolge auch Kostenrisiken und Unwägbarkeiten dieses Sammelverfahrens zu beachten, die für die Geschädigten in das Unermessliche gehen könnten. Es wird daher auch vor diesem Modell gewarnt.[456] Die Kanzlei des amerikanischen Anwalts Michael Hausfeld vertritt die Verbraucher.[457] Hausfeld hatte bereits den Vergleich mit VW in den USA ausgehandelt.[458]
- Es gab bis Anfang 2017 auf Landgerichtsebene mehrere Urteile, in denen den Käufern ein Rückgaberecht eingeräumt wurde.[459][460]
- Im April 2017 entschied dann zum ersten Mal ein Oberlandesgericht im VW-Abgasskandal. Nachdem zunächst das Landgericht Traunstein eine Klage bezüglich eines Rücktritts abgewiesen hatte, bezahlte in der Berufungsinstanz der Händler die Forderung des Geschädigten. Das Oberlandesgericht München, 3 U 4316/16 hatte danach nur noch über die Kosten des Verfahrens zu entscheiden. Es bürdete dem Händler die Kosten des Verfahrens auf. Das OLG München teilte mit, dass das manipulierte Fahrzeug mangelhaft ist. In aller Deutlichkeit teilte das Oberlandesgericht mit, dass das Urteil des Landgerichts Traunstein in dieser Form nicht bestehen geblieben wäre, weshalb die Kosten vom Händler zu tragen sind. Der Händler müsse sich bei der Nachbesserung das Verhalten von VW zurechnen lassen. Es ist in der Hauptsache die erste oberlandesgerichtliche Entscheidung bundesweit.[461]
- Stiftung Warentest berichtet laufend über die Verfahren und stellt eine Liste der verbraucherfreundlichen Urteile zur Verfügung.[462]
- Im Februar 2017 reichte die Fischmanufaktur Deutsche See als erster deutscher Großkunde eine Klage in Höhe von 11,9 Mio. Euro gegen VW ein.[463] Die Klage wurde am 27. Oktober 2017 erstinstanzlich vom Landgericht Braunschweig abgewiesen. Gegen dieses Urteil legte die Deutsche See zunächst Berufung ein, zog diese jedoch im Januar 2018 zurück.[464]
- Ende Juli 2017 entschied das Verwaltungsgericht Stuttgart, dass die Luftverschmutzung Stuttgarts mit Hilfe von Fahrverboten eingedämmt werden müsse. Bislang seitens der Automobilhersteller geplante Nachrüstungen reichten dazu nicht aus, da sie nicht effektiv genug seien.[465] Wegen der „grundsätzlichen Bedeutung der Sache“ ließ das Gericht Berufung bzw. Revision zu.[466]
- Ende Juli 2017 reichte der Bund für Umwelt und Naturschutz Deutschland (BUND) bei den Staatsanwaltschaften in Berlin, Stuttgart, München und Hamburg Strafanzeigen ein: wegen des Verdachts der vorsätzlichen Luftverunreinigung durch Stickoxid-Emissionen aus Diesel-Fahrzeugen. Die Strafanzeigen richteten sich gegen Vorstände und leitende Mitarbeiter bei Volkswagen, Porsche, Audi, Daimler und BMW, wie die Organisation mitteilte. Die Verantwortlichen der Autokonzerne hätten hohe Gesundheits- und Umweltbelastungen zu verantworten.[467]
- Am 27. Februar 2018 wurde das Diesel-Urteil gesprochen.
- Im August 2018 wurde bekannt, dass die bayerische Justiz die Durchführbarkeit von Beugehaft gegen Mitglieder der bayerischen Landesregierung prüft. Hintergrund ist, dass die bayerische Regierung generell die Möglichkeit von Fahrverboten zur Einhaltung der Stickoxid-Grenzwerte verweigert. Zuvor hatten Gerichte geurteilt, dass die Möglichkeit von Fahrverboten bestehen müsse und der Landesregierung für die Umsetzung eine Frist bis Ende 2017 gesetzt. Diese ließ die Regierung bisher verstreichen. Auch nach der Verordnung von Zwangsgeldern blieb die Regierung bei der Weigerung, die gerichtlichen Beschlüsse umzusetzen. Betroffen von der Beugehaft könnten Minister wie Umweltminister Marcel Huber oder auch Ministerpräsident Markus Söder sein.[468]
- Das Verwaltungsgericht Berlin urteilte am 9. Oktober 2018 nach einer Klage der Deutschen Umwelthilfe (DUH) gegen die Senatsverwaltung für Umwelt, Verkehr und Klimaschutz, dass der bisherige Luftreinhalteplan 2011–2017 für Berlin bis spätestens 31. März 2019 so fortzuschreiben sei, dass dieser die erforderlichen Maßnahmen zur schnellstmöglichen Einhaltung des seit 2010 geltenden Grenzwertes für Stickstoffdioxid (NO2)-Konzentrationen von 40 µg/m³ im Stadtgebiet Berlin enthält. Kraftfahrzeuge mit Dieselmotoren der Abgasnormen Euro 1 bis Euro 5 sind in 11 besonders stark belastenden Straßenabschnitten von einem Fahrverbot betroffen. Darunter für Teile der Leipziger Straße, der Friedrichstraße, die Reinhardtstraße, Brückenstraße, Kapweg, Stromstraße, Leonorenstraße und die Straße Alt-Moabit. Um die Luft zu verbessern, wollte die DUH Fahrverbote für ältere Diesel innerhalb des Berliner S-Bahn-Rings und auf einigen weiteren Straßen erwirken.[469][470][471] Berlin muss bis Ende Juni 2019 Diesel-Fahrverbote in mindestens elf Straßenabschnitten umgesetzt haben.[472]
- Im Juni 2019 unterlag Volkswagen am Oberlandesgericht Koblenz gegen einen Käufer und kündigte den Weg zum Bundesgerichtshof an.[473][474]
- Das Landgericht Düsseldorf entschied im August 2019, dass die Abgasreinigung nach dem Update unzureichend gewesen sei.[475]
- Ende August 2019 gab es laut Angaben von Volkswagen noch 62.000 offene Klagen von Käufern an deutschen Zivilgerichten, 38.000 Urteile habe es bereits gegeben. Am Oberlandesgericht Köln machten VW-Fälle 38 Prozent aller Berufungsverfahren aus, am OLG Hamm 42 Prozent, am OLG Düsseldorf gut 33 Prozent (1480 Verfahren, davon 600 anderweitig beigelegt, einen Beschluss gibt es noch nicht).[476]
- Das Verfahren um die Musterfeststellungsklage von über 450.000 Klägern vor dem Oberlandesgericht Braunschweig hat am 30. September 2019 begonnen.[477] Im August 2019 füllten 67.000 Seiten die Ordner.[478]
  - Bei der VW-Musterfeststellungsklage verständigten sich im April 2020 Volkswagen und der Bundesverband der Verbraucherzentralen (VZBV) mit einem Vergleich, bevor der Bundesgerichtshof (BGH) im Mai 2020 zum Dieselskandal entschied.[479][480] 200.000[481] bis 260.000 Geschädigte, die ein Auto bis zum 31. Dezember 2015 gekauft und sich der Musterfeststellungsklage des VZBV angeschlossen hatten, bekommen, sofern sie sich auf den Vergleich einlassen, 15 Prozent des ursprünglichen Kaufpreises zurückerstattet.[482] Je nach Fahrzeugtyp und Modelljahr sind dies zwischen 1350 und 6257 Euro. Etwaige Ansprüche, die durch einen Entzug der Betriebserlaubnis der Autos oder angebotenen Hardwarenachrüstungen entstehen, bleiben ungerührt.[482] Wer sein Auto oder seinen Wohnsitz zum Zeitpunkt des Kaufs nicht in Deutschland hatte, ist von dem Angebot ausgenommen.[482] Mehr als 240.000 Verbraucher haben den Vergleich akzeptiert. VW musste dafür einen Gesamtbetrag von etwa 750 Millionen Euro ausschütten.[483]
- Der Bundesgerichtshof urteilte am 20. Juli 2021, dass Verbraucher auch dann Anspruch auf Schadensersatz von VW haben, wenn sie ihr Fahrzeug bereits verkauft haben (Az. I ZR 533/20 und 575/20).[484]

##### Argumentation der Prozessbeteiligten in den VW-Prozessen
Die juristische Kernfrage der rechtlichen Auseinandersetzung war, ob die ursprüngliche Abgaseinrichtung auch nach einem erfolgten Update noch ein Sachmangel im Sinne von § 434 BGB ist. Teilweise wurde vertreten, dass ein Sachmangel vorgelegen habe, weil 1. ein Entzug der Zulassung zum Straßenverkehr durch das Kraftfahrt-Bundesamt (KBA) nach § 19 Straßenverkehrs-Zulassungs-Ordnung (StVZO) drohe, 2. ein erhöhter Verbrauch vorliege und 3. zudem Langzeitschäden durch das Softwareupdate zu befürchten seien. Diese Umstände wirkten erheblich wertmindernd auf den Wiederverkaufswert ein. Mit diesen Abweichungen der tatsächlichen Eigenschaften des Fahrzeugs von ihrem Soll, läge bereits ein Schaden für den Käufer vor, weil er einen von ihm ungewollten Kaufvertrag geschlossen habe, den er bei Kenntnis der tatsächlichen Eigenschaften des Fahrzeugs nicht geschlossen hätte. Die Gegenansicht vertrat die Auffassung, dass die Zulassung nur auf den Kaufzeitpunkt abzustellen sei und mit der Erfüllung der Euro-5-Norm ein Entzug in nächster Zeit nicht wahrscheinlich sei. Hinsichtlich eines erhöhten Verbrauchs komme es nur darauf an, dass die Laborwerte zum Kaufzeitpunkt erfüllt würden. Auch wenn diese nicht realistisch seien, wären diese zum Kaufzeitpunkt der gültige Maßstab gewesen. Das KBA ginge nicht von Langzeitschäden durch das Update aus, weshalb ein Update als Nachbesserung zumutbar sei und zumindest nach dem Update kein Sachmangel mehr vorliege.
Hat sich der Nutzer bzw. Käufer in Kenntnis eines bevorstehenden Modellwechsels bewusst für ein „Auslaufmodell“ entschieden, soll die Beschaffungspflicht des Verkäufers nach Ansicht des OLG Koblenz auf diese Modellversion begrenzt sein. Gewährleistungsansprüche gegen den Fahrzeughändler unterliegen nach Ansicht des OLG Koblenz der zweijährigen Verjährung, auch wenn eine als unzulässig eingestufte Steuerungssoftware einen Mangel begründe, weil die Gefahr einer behördlichen Betriebsuntersagung bestehe. Die längere Verjährungsfrist greife nur dann, wenn der Händler den Mangel arglistig verschwiegen habe. Eine Arglist des Herstellers sei dem Händler aber nicht zuzurechnen.
Soweit nicht nur Ansprüche aus Sachmangelhaftung, sondern auch aus unerlaubter Handlung geltend gemacht werden, kommt eine Sittenwidrige vorsätzliche Schädigung (§ 826 BGB) in Betracht, wenn die Täuschung über die tatsächlichen Abgaswerte (damit verbunden keine drohenden Fahrverbote und kein Abschlag beim Weiterverkauf) entscheidend für den Käufer waren, den Kaufvertrag abzuschließen. Anders als bei den Gewährleistungsansprüchen im Kaufrecht, die zwei Jahre nach Übergabe der gekauften Sache verjähren (§ 438 Absatz 1 Nr. 3& BGB), unterliegen Ansprüche aus einer sittenwidrigen vorsätzlichen Schädigung der Regelverjährung gemäß § 195 BGB, die ab Kenntnis der Täuschung durch den Gläubiger beginnt (§ 199 Absatz 1 Nr. 2 BGB). Das Landgericht Trier geht sogar davon aus, dass der Beginn der Verjährung in diesen Fällen erst dann beginne, wenn durch eine höchstrichterliche Entscheidung des Bundesgerichtshofs Klarheit herrsche. Des Weiteren wird bei den Abgasskandalfällen erörtert, ob beim Hersteller ein Verhalten vorliegt, das dem Vorstand zumindest bekannt war und somit dem Hersteller zuzurechnen ist. Manche Gerichte bewerten dabei, ob eine Heimlichkeit des Handelns gegeben ist, insbesondere, ob der Hersteller von der Abweichung zwischen angegebenen und tatsächlichen Abgaswerten wusste und dennoch weiter mit den ursprünglichen Werten als umweltfreundlich für die Fahrzeuge geworben hat. Ein bedingter Vorsatz des Herstellers dürfe dabei genügen, um von einer Sittenwidrigkeit auszugehen. Wird entsprechend für den Käufer vorgetragen, sehen viele Gerichte eine sekundäre Darlegungs- und Beweislast beim Hersteller dafür, dass der Vorstand von den Manipulationen keine Kenntnis hatte. Manche Entscheidungen zu Gunsten der Kläger gründen wesentlich darauf, dass die Hersteller dieser sekundären Darlegungs- und Beweislast für die Nichtkenntnis des Vorstandes nicht substantiiert nachgekommen sind. Für manche Gerichte kommt eine Haftung des Herstellers entsprechend § 31 BGB auch ohne Kenntnis des Vorstands von den Manipulationen in Betracht, wenn wegen Organisationsmängeln Mitarbeiter unterhalb der Vorstandsebene die Entscheidung über den Einsatz frei und ohne Beteiligung des Vorstandes treffen konnten. Manche Gerichte fragen bei klagenden Verbrauchern intensiv nach, welche Motive sie beim Kaufvertragschluss des Dieselautos hatten und ob ihnen die Abgasprobleme zu diesem Zeitpunkt bekannt waren oder durch Berichterstattung schon hätten bekannt gewesen sein müssen. Das kann dazu führen, dass das Gericht bei Kenntnis der Problematik durch den Kläger im Zeitpunkt des Kaufs keine Täuschung durch den Hersteller mehr annimmt. Ob es dabei auf eine abstrakte Kenntnis des Käufers ankommt (...hätte wissen müssen...) oder auf eine konkrete Kenntnis, ist noch umstritten. In der Praxis bedeutsam ist dies in Fällen, in denen Kläger glaubhaft machen können, dass sie zumindest in den ersten Monaten nach ersten Bekanntwerden der Abgasproblematik hierüber keine Berichterstattung wahrgenommen haben. Klägerseitig wird intensiveren Nachfragen des Gerichts oder der Beklagtenvertreter oft mit dem Argument entgegengetreten, dass es auf eine genaue Ermittlung der Kaufmotive nicht ankomme, weil man ein Käufer davon ausgehen musste, dass das angebotene Fahrzeug auch die geforderten Abgasvorschriften erfülle. Das OLG Oldenburg hat bei einem Kauf im Herbst 2017 eine Täuschung der Klägerin wegen der Ad-hoc-Mitteilung von VW am 22. September 2015 als denklogisch unmöglich abgelehnt. Das OLG Dresden ging bei einem Kauf Anfang Juni 2016 davon aus, dass die Abgasproblematik schon mindestens ein halbes Jahr bekannt gewesen sein müsse und eine Täuschung des Käufers deshalb nicht in Betracht käme. Die An- und Abmeldung zur Musterfeststellungsklage mit einer rückwirkend hemmenden Wirkung der Verjährung ist nach dem LG Kiel nicht rechtsmissbräulich, wenn (wie hier einige Monate) zwischen An- und Abmeldung ein hinreichender zeitlicher Abstand besteht.
Sind die Kläger mit einem Klageantrag auf Rückabwicklung des Kaufvertrages erfolgreich, wird von den meisten Gerichten zu Lasten des Klägers ein Nutzungsersatz von dem zu erstattenden Kaufpreis in Abzug gebracht. Seit Juli 2019 gibt es allerdings auch schon vom OLG Stuttgart eine obergerichtliche Entscheidung, mit der dem Kläger eine Neulieferung zugesprochen wurde, ohne dass er sich eine Nutzungsentschädigung entgegenhalten muss. Die Gerichte legen für die anteilige Berechnung des Nutzungsersatz unterschiedliche Gesamtfahrleistungen zu Grunde, meist wird von 250.000 bis 300.000 Kilometern ausgegangen. Hat der Käufer für das Fahrzeug beispielsweise 45.000 Euro bezahlt und bis zum Ende der mündlichen Verhandlung 100.000 Kilometer gefahren, wird ihm anteilig ein Drittel, also 15.000 Euro von der Kaufpreiserstattung abgezogen. Zum Teil wurde auf dem Wege des Vergleichs von den Käufers auf den möglichen Anspruch einer Zug-um-Zug-Rückabwicklung des Kaufvertrages gegen eine Kompensationszahlung verzichtet. Der in den Klagen häufig gemäß § 849 BGB geltend gemachte Zinsanspruch auf die Schadensersatzhauptforderung wird von den Gerichten im Regelfall nicht zugesprochen, weil die Fahrzeuge von den Klägern genutzt werden konnten. Zumindest in den Fällen, bei denen auch Finanzierungskosten für den Kauf des streitgegenständlichen Fahrzeugs geltend gemacht werden, weisen die Gerichte einen parallel geltend gemachten gesetzlichen Zinsanspruch zurück.
Gestritten wird in einigen Klageverfahren auch über die Frage, ob der Kauf eines Kraftfahrzeuges als Kapitalanlage zu betrachten sei und deshalb eine „Prospekthaftung“ vorliege.

##### Entscheidungen des Bundesgerichtshofs zum Diesel-Skandal in den VW-Prozessen
Im Januar 2019 stellte der Bundesgerichtshof (BGH) in einem Hinweisbeschluss erstmals fest, dass es sich bei den im VW-Konzern mit der Typbezeichnung EA189 Abschalteinrichtungen in Dieselmotoren um einen Sachmangel gem. § 434 Abs. 1 Satz 2 Nr. 2 BGB handelt. Bei solchen Fahrzeugen sei der Entzug der Zulassung zum Straßenverkehr in Betracht zu ziehen. Der BGH tendierte in dem Beschluss dazu, dass dem Käufer eines betroffenen Fahrzeuges der Anspruch auf eine Ersatzlieferung eines neuwertigen Fahrzeuges nicht schon aufgrund eines zwischenzeitlichen Modellwechsels beim Hersteller verwehrt ist. Ob, wie in diesem Fall, der Käufer eines neuen Tiguan der ersten Generation nur einen Tiguan der zweiten Generation nachgeliefert bekommen könne, sei ohne Belang. Der Verkäufer könne die Ersatzlieferung aber verweigern, wenn diese mit unverhältnismäßigen Kosten verbunden sei. Der BGH hat in diesem Hinweisbeschluss weiter offen gelassen, ob die Rückrufaktion, um die Motoren ohne Kosten für die Käufer in einen ordnungsgemäßen Zustand zu versetzen, genügt, um die Ansprüche der Käufer zu erfüllen.
Mit Beschluss vom 28. Januar 2020 hat der BGH entschieden, dass ein Beweisantrag eines Klägers durch Sachverständigengutachten das Vorhandensein einer oder mehrerer unzulässiger Abschaltvorrichtungen zu beweisen, kein unzulässiger „Ausforschungsbeweis“ ist, der nur beim Fehlen jeglicher tatsächlicher Anhaltspunkte angenommen werden muss.
In einer Verhandlung am 5. Mai 2020 ließ der BGH erkennen, dass er vorläufig zu einer Annahme eines Schadens für den Käufer eines Fahrzeugs mit Abschalteinrichtung schon bei Vertragsschluss tendiere. Am 25. Mai 2020 sah der BGH den Anspruch auf Schadensersatz gegen die VW AG bei einem Käufer eines manipulierten VW-Diesel-Autos als berechtigt an. VW habe Schadensersatz aus sittenwidriger vorsätzlicher Schädigung (§ 826 BGB) zu leisten und den Kaufpreis gegen Rückgabe des Autos zurückzuerstatten. Dabei müsse sich der Käufer allerdings den Vorteil der bisherigen Nutzungen für die bisher gefahrenen Kilometer anrechnen lassen. Zahlreiche Medien weltweit berichteten über das Verfahren. Häufig traten auch der Kläger – Herbert Gilbert – und sein Anwalt – Claus Goldenstein – im Zusammenhang mit dem Verfahren medial in Erscheinung.
Mit den Entscheidungen vom 30. Juli 2020 hat der BGH einige weitere Grundsätze aufgestellt: Anders als bei den vorgenannten Altfällen, bei denen der Kauf des Fahrzeugs vor dem Bekanntwerden des Dieselskandals seit dem 22. September 2015 erfolgte, hat der BGH eine sittenwidrige vorsätzliche Schädigung bei einem Kauf nach Bekanntwerden verneint. Das gilt insbesondere, wenn die erste potentiell schadensursächliche Handlung und der Eintritt des Schadens zeitlich auseinanderfallen und der Schädiger sein Verhalten zwischenzeitlich nach außen erkennbar geändert habe. In den Fällen, in denen eine sittenwidrige vorsätzliche Schädigung vorliege, kompensiere die Nutzung des Fahrzeugs die Nichtnutzung des für das Fahrzeug gezahlten Geldes, weshalb keine Deliktszinsen gemäß § 849 BGB zuzusprechen seien. Zudem könne auch der für die Nutzung des Fahrzeugs anfallende Nutzungsersatz den Schadensersatz vollständig kompensieren, so dass im Ergebnis kein Schadensersatz übrigbleibe. Aufgehoben hat der BGH dagegen eine Entscheidung des Oberlandesgericht Braunschweig, nach der der Schaden einer vorsätzlich sittenwidrigen Schädigung durch ein Software-Update wieder entfalle. Dies sei mit dem Sinn der Norm nicht zu vereinbaren. Unabhängig von der Frage ob bei einem Kauf nach Kenntnisnahme der Problematik überhaupt noch von einer erfolgreichen Täuschungshandlung des Herstellers ausgegangen werden kann, seien Klagen die im Jahr 2019 erhoben wurden, obwohl der Käufer bereits 2015 Kenntnis von der Manipulationssoftware erhalten hat, auch verjährt.
Zu den vom BGH anerkannten Schadenspositionen gehören auch Finanzierungskosten. Hat der Kläger den Fahrzeugkauf über einen Kredit finanziert, kann er deshalb im Rahmen seines Anspruchs gemäß § 826 BGB auch die bis zur Rückabwicklung gezahlten Zinsen vom Hersteller zurückverlangen.
Der Bundesgerichtshof hat für den 23. Februar 2021 zwei weitere Verhandlungen im Rahmen des VW-Dieselskandals terminiert. In diesen soll geklärt werden, ob auch das Software-Update, mit dem Volkswagen die manipulierten Fahrzeuge sauber machen wollte, eine illegale Abschalteinrichtung enthält. Die Verfahren wurden jedoch kurz vor dem Beginn der mündlichen Verhandlungen aufgehoben, da die Kläger ihre Revision zurückgezogen hatten. Am 11. März veröffentlichte der Bundesgerichtshof dann unabhängig davon einen Beschluss, wonach der Einbau der Abschalteinrichtung in dem Software-Update von VW nicht sittenwidrig sei und verkündete, dass betroffene Halter demnach keinen Anspruch auf Schadensersatz haben.
Inwieweit auch der Motor mit der Typbezeichnung EA288, der Nachfolger des Motors EA189, mit einem wesentlichen Sachmangel zu qualifizieren ist, wurde höchstrichterlich noch nicht entschieden. Die erstinstanzliche Rechtsprechung, meist der Landgerichte, ist noch uneinheitlich.
Mit Wirkung vom 1. August 2021 hat der Bundesgerichtshof eigens einen Hilfssenat, den VIa-Zivilsenat, für die Behandlung und Erledigung der zum Dieselskandal ab diesem Zeitpunkt eingehenden Rechtsstreitigkeiten eingerichtet.

##### Rechtsstreitigkeiten gegen die Daimler AG/Mercedes-Benz Group AG
Die obigen Ausführungen beziehen sich auf den Dieselmotor der Typbezeichnung EA189 des VW-Konzerns. Inwieweit die obige Rechtsprechung auch auf andere Motoren des VW-Konzerns oder anderer Hersteller übertragbar ist, scheint noch völlig offen.
Der Bundesgerichtshof hat für den 27. Oktober 2020 eine mündliche Verhandlung terminiert, in der es um die Schadensersatzansprüche eines Mercedes-Benz-Halters geht, der in seinem Auto eine unzulässige Abschalteinrichtung vermutet. Am 12. Oktober 2020 verkündete der Bundesgerichtshof, dass das Verfahren aufgehoben wurde, da der Kläger seine Revision zurückgezogen hatte. Noch am selben Tag terminierte der Bundesgerichtshof ein ähnliches Verfahren im Rahmen des Daimler-Dieselskandals für den 14. Dezember 2020.
Der Europäische Gerichtshof (EuGH) entschied am 21. März 2023 auf die Vorlagefrage des Landgerichts Ravensburg in einem Verfahren gegen die Mercedes-Benz Group AG (vormals Daimler AG), dass bestimmte europäische Normen zur Genehmigung von Kraftfahrzeugen und zu Abgasemissionen Richtlinie 2007/46/EG und Verordnung (EG) Nr. 715/2007 auch den Verbraucher schützen sollen. Daher können Kfz-Hersteller auch für einfache Fahrlässigkeit gegenüber den Käufern eines Kraftfahrzeugs mit einer unzulässigen Abschalteinrichtung haften.

##### Entscheidungen des Bundesgerichtshofs zum Diesel-Skandal gegen Audi
Am 27. November 2021 bestätigte der Bundesgerichtshof BGH vier Urteile des OLG München und verurteilte die Audi AG erstmals zu Schadensersatz.
Die Kläger mit den Modellen A3, A4, A5 Sportback und Q5 hatten die Audi AG wegen der Verwendung des Motors VW EA189 auf Schadensersatz verklagt (VII ZR 238/20, VII ZR 243/20, VII ZR 257/20 und VII ZR 38/21). Der BGH sah die Voraussetzungen für Schadensersatzanspruch nach § 826 BGB als gegeben. Die Urteile des OLG München sind damit rechtskräftig.
Am 16. Dezember 2021 sollten sich die Richter am Bundesgerichtshof dann erstmals auch mit den Schadensersatzansprüchen im Zusammenhang mit Diesel-Motoren, die von Audi entwickelt wurden, befassen. Audi zog die Revision in einem der zu verhandelnden Verfahren jedoch einen Tag vor dem Prozessbeginn zurück und verhinderte dadurch vorerst ein Grundsatzurteil.

#### Klagen gegen FCA Italy S. p. A.
Auch Käufer von Wohnmobilen des italienischen Konzerns FCA Italy haben Klagen eingereicht, die bislang noch nicht durch den BGH abschließend entschieden wurden. In den unteren Instanzen wurden Klagen bislang häufig mit den folgenden Begründungen abgewiesen: Vertragliche Ansprüche seien nicht gegeben, weil FCA Italy nur Hersteller und nicht Verkäufer gewesen sei. Vertragsähnliche Ansprüche lägen nicht vor, da FCA Italy keine Sachwalterhaftung habe. Ansprüche aus Prospekthaftung schieden aus, da andere Informationsquellen öffentlich zugänglich seien. Ein Garantieversprechen sei nicht ersichtlich. Insbesondere sei die erfolgreiche Betreibung einer Typgenehmigung für die Zulassung zum Straßenverkehr kein Garantieversprechen. Bei den deliktischen Ansprüchen schiede ein Anspruch wegen einer vorsätzlichen sittenwidrigen Schädigung (§ 826 BGB) aus, weil eine Täuschungshandlung, anders als beim Motor EA189 des VW-Konzerns, nicht vorliege. Weder der Einbau des Thermofensters, noch der zeitgesteuerten Abgasreinigung oder des On-board-Diagnosesystems (OBD) seien Täuschungshandlungen, denn das Thermofenster sei anerkannter Industriestandard im Herstellungszeitraum gewesen und dass sich die Stickoxidemissionen auf dem Prüfstand und im allgemeinen Fahrbetrieb entsprechen müssten, sei nirgendwo normiert. Denkbar sei ein Anspruch aus § 823 Absatz 2 BGB in Verbindung mit einem Schutzgesetz. Ob die Verordnung zur Typenzulassung ein solches Schutzgesetz sein könnte, sei aber umstritten. Der BGH habe dies bislang verneint, ob der EuGH zu einer anderen Rechtsauffassung kommen könnte, sei offen. § 263 StGB (Betrug) sei zwar ein mögliches Schutzgesetz im Sinne von § 823 Absatz 2 BGB, es sei hier aber keine Täuschungshandlung des Herstellers erkennbar, so dass es an einem Betrug fehle.

#### Klagen in Frankreich

##### Verfahren gegen VW wegen des sog. „Thermofensters“
In den Verfahren gegen die Volkswagen AG ging es um die Zulässigkeit bestimmter Emissionskontrollsysteme von Dieselmotoren, welche die Abgasreinigung bei Temperaturen unter 15 °C erheblich verringern – das sogenannte „Thermofenster“. Durch diese Abschalteinrichtung erzielen Fahrzeuge bei Messungen auf dem Prüfstand im Rahmen des Zulassungsverfahrens einen erheblich niedrigeren Stickoxidausstoß als im Normalbetrieb auf der Straße. Auf Veranlassung eines französischen Ermittlungsrichters wurde der Sachverhalt im Rahmen eines Vorabentscheidungsersuchens dem EuGH vorgelegt und um Auslegung der hierfür einschlägigen Verordnung Nr. 715/2007 des Europäischen Parlaments und des Rates vom 20. Juni 2007 über die Typgenehmigung von Kraftfahrzeugen hinsichtlich der Emissionen von leichten Personenkraftwagen und Nutzfahrzeugen (Euro 5 und Euro 6) gebeten. Laut der Ausnahmevorschrift in Art. 5 Abs. 2 der EU-Verordnung sind Abschalteinrichtungen ausnahmsweise zulässig, wenn sie notwendig sind, um den Motor vor Beschädigung oder Unfall zu schützen und um den sicheren Betrieb des Fahrzeugs zu gewährleisten. Zu klären war, ob das Emissionskontrollsystem der TDI-Dieselmotoren der Reihe VW EA189 eine unzulässige Abschalteinrichtung enthält und ob diese, selbst bei angenommener Unzulässigkeit, eine vorsätzliche sittenwidrige Schädigung darstellt, auf die der Käufer und Kläger seine geltend gemachten Ansprüche gründen könnte.
Die betroffenen Automobilhersteller argumentierten, es sei legal, die Abgasreinigung bei völlig üblichen Temperaturen auszuschalten. Verbraucherschützer argumentieren, würde man dieser Logik folgen, könnten die Hersteller auf den Einbau teurer Hardware, die Dieselautos zuverlässig sauberer machen, gänzlich verzichten und stattdessen billige Abgassysteme einbauen, welche die meiste Zeit über abgeschaltet werden müssen, weil sonst das Auto irgendwann Schaden nimmt.
Die Generalanwältin des Europäischen Gerichtshofs, Eleanor Sharpston, erklärte in ihrem Rechtsgutachten vom 30. April 2020, das Ziel, den Verschleiß oder die Verschmutzung des Motors zu verzögern, sei nicht ausreichend, um den Einsatz einer Abschalteinrichtung zu rechtfertigen.

###### Urteil des Europäischen Gerichtshofs
Am 17. Dezember 2020 erklärte der EuGH betreffend die Auslegung von Art. 3 Nr. 10 und Art. 5 Abs. 2 der Verordnung (EG) Nr. 715/2007, „dass eine Abschalteinrichtung […], die bei Zulassungsverfahren systematisch die Leistung des Systems zur Kontrolle der Emissionen von Fahrzeugen verbessert, damit die in der Verordnung festgelegten Emissionsgrenzwerte eingehalten werden und so die Zulassung dieser Fahrzeuge erreicht wird, nicht unter die in dieser Bestimmung […] vorgesehene Ausnahme vom Verbot solcher Einrichtungen fallen kann, selbst wenn die Einrichtung dazu beiträgt, den Verschleiß oder die Verschmutzung des Motors zu verhindern.“ Damit folgt der Gerichtshof im Wesentlichen der rechtlichen Bewertung durch die Generalanwältin.

#### Klagen in Österreich
In Österreich hat der Verein für Konsumenteninformation (VKI) im September 2018, für 9872 geschädigte Autohaltende, 16 Sammelklagen bei den jeweiligen Landesgerichten gegen die VW AG eingebracht. Da üblicherweise eine Klage dort eingebracht werden muss, wo der Beklagte seinen Sitz hat, fragte das Landesgericht Klagenfurt im April 2019 beim Europäischen Gerichtshof (EuGH) an, ob es überhaupt zuständig ist. Der EuGH urteilte am 9. Juli 2020, dass im Land des Autokaufs auf Schadenersatz geklagt werden darf. In der Begründung heißt es, zwar seien die Fahrzeuge bereits beim Einbau der manipulierenden Software „mit einem Mangel behaftet“, jedoch sei die „Verwirklichung des Schadens“ erst mit dem Kauf des Fahrzeuges eingetreten.
Der Oberste Gerichtshof (OGH) entschied im Frühjahr 2023 erstmals, dass die Halter von illegal manipulierten Fahrzeugen wegen des Abgasskandals Anspruch auf Schadensersatz haben. Österreichs oberste Zivilrichter sprachen dem Halter eines VW Tiguan im Rahmen dieses Grundsatzurteils 23.400 Euro zu. Der Kläger hatte das Fahrzeug ursprünglich für 26.900 Euro erworben.
Im Juni 2023 sprach erstmals auch ein deutsches Gericht einem Österreicher im Abgasskandal Schadensersatz zu. Österreicher können ihre zivilrechtlichen Ansprüche gegenüber deutschen Autobauern auch in Deutschland geltend machen.

#### Klagen in der Schweiz
In der Schweiz haben die kantonalen Staatsanwaltschaften und die Bundesanwaltschaft beschlossen, sämtliche Klagen bei der Bundesanwaltschaft zusammenzuführen um so eine gesamtschweizerische Lösung zu erzielen. Per 29. Oktober 2015 sind rund 600 Strafanzeigen von Privatpersonen eingegangen. Am 29. Dezember 2017 hat die Stiftung für Konsumentenschutz am Handelsgericht in Zürich für rund 6000 Schweizer Autobesitzer eine Schadenersatzklage eingereicht. Das Schweizer Bundesgericht hat diese Klage am 9. Mai 2023 endgültig abgewiesen, da es sich hierbei um keinen Schaden im haftpflichtrechtlichen Verständnis handele.

#### Klagen in Südkorea
Im Laufe des Oktobers 2015 wurden 226 Klagen von VW-Kunden eingereicht sowie eine Sammelklage von 101 Audi-Besitzern.

#### Klagen im Vereinigten Königreich
Am 9. Januar 2017 wurde eine Sammelklage von 10.000 Volkswagen-Besitzern, die eine Entschädigung von insgesamt 30 Millionen britischen Pfund forderten, eingereicht.

#### Klagen in Australien
Volkswagen hat in einer Sammelklage einem Vergleich zugestimmt, der den Konzern 79 Millionen € kostet. Damit sollen ca. 100.000 Autobesitzer entschädigt werden. Die australische Verbraucherschutzbehörde ACCC hat ebenfalls geklagt, ein Ergebnis steht noch aus.

## Mögliche Auswirkungen auf den Absatz von Dieselfahrzeugen
Am 20. Oktober 2015 sagte der VW-Konzernbetriebsratschef Bernd Osterloh, es gebe noch keine Anzeichen dafür, dass sich der Abgasskandal negativ auf die Verkaufszahlen ausgewirkt habe.
Der Anteil von Dieselfahrzeugen im PKW-Bereich ist regional sehr unterschiedlich. Von 1995 bis 2009 nahm der Anteil in Europa von 14 % auf 33 % zu, während er in Japan im gleichen Zeitraum von ursprünglich 11 % auf 1,4 % zurückging. In den USA wuchs der Anteil von 0,3 % (2000) auf 1,3 % (2011). VW hatte im Jahr 2014 in den USA einen PKW-Diesel-Marktanteil von etwa 90 %.
Analysten in den Vereinigten Staaten sehen die Zukunft des Dieselmotors im PKW-Bereich insgesamt infrage gestellt. Begründet wurde dies damit, dass VW in den USA der größte Hersteller von PKW-Dieselmotoren sei und nun die gesamte Technik kompromittiert werde.
Die Grenzwerte für Stickoxide lassen sich technisch mit dem NOx-Speicherkatalysator und für größere Motoren mit dem SCR-Kat einhalten, der bereits 1974 in japanischen Müllverbrennungsanlagen eingesetzt wurde. Befürworter der Dieseltechnik verweisen auf einen niedrigeren Kraftstoffverbrauch als beim Benziner und einen niedrigeren CO2-Ausstoß. Diese Angaben sind jedoch umstritten. Bei vergleichbaren Modellen und modernen Ottomotoren verschwindet der Unterschied bezüglich des CO2-Ausstoßes weitestgehend. So reduzierten sich seit der Jahrhundertwende beispielsweise die japanischen Emissionen durch verbesserte Ottomotoren und Hybride deutlich stärker als die europäischen. Im Vergleich zu Elektroautos hängt die relative Umweltbilanz von Dieselfahrzeugen stark von der Größe des Fahrzeugs und dem Strommix ab. Insbesondere bei großen Fahrzeugen und hohem Anteil an Kohlestrom ergeben sich Vorteile für Dieselfahrzeuge.
Laut dem Beratungsunternehmen Accenture werden sich Dieselmotoren durch die erforderliche Technik zur Abgasreinigung und die strengeren Grenzwerte und Messmethoden zukünftig erheblich verteuern. Damit reduziere sich der Kostennachteil von Elektrofahrzeugen deutlich. Personenkraftwagen mit Hybridantrieb würden auch im Unterhalt bald preiswerter werden als Dieselfahrzeuge. Insbesondere Kleinwagen mit Dieselmotoren und geringer Laufleistung würden noch unrentabler werden als bisher.

## Probleme bei nicht-deutschen Firmen
Im April 2016 gab Mitsubishi, sechstgrößter Automobilhersteller Japans, Manipulationen bei den Verbrauchswerten seiner Modelle bekannt. 625.000 Autos, davon 468.000 Exemplare zweier Modelle für Nissan, sind betroffen.
Das Bundesverkehrsministerium wirft Fiat die Verwendung einer illegalen Abschalteinrichtung vor. Der Timer, der nach dem Prüfzyklus die Abgasreinigung abschaltet, wurde im Mai 2017 durch Forschungen der Ruhr-Universität Bochum in Fiat-Modellen aufgedeckt.

### Frühere Manipulationen bei Abgastests und -vorrichtungen
Der VW-Abgasskandal ist nicht der erste Fall von Manipulationen bei Abgasuntersuchungen:
- Bereits 1974 zahlte VW eine Strafe von 120.000 US-Dollar wegen eines Verstoßes gegen den Clean Air Act. Vier 1973er Modelle von VW nutzten Temperatursensoren zur Anpassung der Emissionen, ohne dass dies bei der Zulassung angegeben worden wäre. VW zahlte im Rahmen einer außergerichtlichen Einigung mit der EPA, ein Rückruf fand nicht statt. Ähnliche umgebungstemperaturabhängige Defeat Devices fand die EPA im selben Jahr auch bei Chrysler, Ford, General Motors und Toyota.[550][551]
- 1995 wurde General Motors zu einer Strafzahlung in Höhe von 11 Millionen sowie Spenden von 9 Mio. US-Dollar verpflichtet und musste 470.000 Fahrzeuge der Marke Cadillac mit den Modellen Deville, Eldorado, Fleetwood und Seville zurückrufen und für 25 Mio. Dollar umrüsten, nachdem bekannt worden war, dass die Steuersoftware ihre Funktionen zur Emissionskontrolle deaktivierte, sofern das Fahrzeug sich nicht in einer Prüfstandsumgebung befand.[552] Dies wurde darüber ermittelt, ob die Klimaanlage eingeschaltet war oder nicht. GM bestritt die Vorwürfe und verwies auf den Interpretationsspielraum der Regelungen.[553] Während die Einigung mit der EPA über die Strafzahlungen außergerichtlich geschah, wurde die Rückrufaktion gerichtlich angeordnet, womit dieser Fall der erste ist, in dem dies aus Umweltschutzgründen geschah.[551]
- 1998 wurde die Ford Motor Company zu Zahlungen von insgesamt 7,8 Millionen US-Dollar verpflichtet, nachdem bekannt wurde, dass 60.000 Fahrzeuge des Kastenwagens Ford Econoline (Modell 1997) während der 20-minütigen EPA-Prüfstandsroutine einwandfrei arbeiteten, jedoch im Regelbetrieb auf der Straße sämtliche softwareseitigen Funktionen zur Emissionskontrolle deaktivierten und damit den erlaubten Abgasausstoß überstiegen.[554] Die Kosten setzten sich aus einer Strafe und dem Kauf von Emissionszertifikaten von jeweils 2,5 Mio. Dollar, einer Rückrufaktion im Wert von 1,3 Mio. Dollar und Spenden an Umweltschutzprojekte über 1,5 Mio. Dollar zusammen.[551]
- Ebenfalls 1998 verpflichtete sich Honda gegenüber der EPA zu Strafzahlungen in Höhe von 17,1 Millionen US-Dollar und Nachrüstungen im Wert von mindestens 250 Millionen Dollar, weil in 1,6 Millionen Fahrzeugen (Accord, Civic, Prelude, Odyssey und Acura) auf Kosten der Abgaswerte ein System zur Erkennung von Fehlzündungen deaktiviert wurde.[554]
- Bei einem dritten Fall im Jahr 1998 wurden sieben Hersteller von LKW bzw. LKW-Dieselmotoren (Caterpillar, Cummins Engine, Detroit Diesel, Mack Trucks, Navistar, Renault Trucks und Volvo Trucks) zu einer Strafzahlung von insgesamt 83,4 Millionen US-Dollar verpflichtet, weil 1,3 Mio. Fahrzeuge mit einer Abschalteinrichtung (Defeat Devices) ausgestattet waren, die softwaregesteuert dafür sorgten, dass Abgasgrenzwerte nur während der Prüfungen der EPA eingehalten wurden. Die sieben Hersteller einigten sich mit der EPA darauf, für die nötigen Umrüstungen rund eine Milliarde Dollar auszugeben.[553][555]
- Im Jahr 2007 erwiesen sich bis zu 60.000 von insgesamt 170.000 in Deutschland nachgerüsteten Dieselrußpartikelfiltern als wirkungslos. Die Deutsche Umwelthilfe hatte zuvor dem Bundesumweltministerium vorgeworfen, ein ganzes Jahr zu spät auf ein Schweizer Gutachten reagiert zu haben, das die Wirkungslosigkeit vieler Filter stichhaltig nachgewiesen hatte.[556] Bei der Aufklärung dieses Falles beteiligt war Axel Friedrich, der auch zur Aufdeckung des Abgasskandals des Jahres 2015 beitrug.

## Gesundheitliche Folgen der erhöhten Emissionen
Luftverschmutzung mit Stickoxiden (NOx) und Feinpartikeln/Feinstaub durch den Verkehr ist sowohl an der Gesamtsterblichkeit als auch an verschiedensten Krankheiten wie Herzinfarkt, Schlaganfall, Lungenkrankheiten beteiligt und im Blut z. B. am Spiegel der Chemokine sichtbar.
Dieselfahrzeuge stoßen um den Faktor 4 bis 7 mehr Stickoxide im realen Fahrbetrieb aus als bei den Tests der Typenzulassung. Dadurch wurden jahrelang falsche Abschätzungen für den Beitrag des Straßenverkehrs zu den Luftgrenzwerten verwendet.
Insgesamt überschreiten in den wichtigsten Märkten knapp ein Drittel der im Schwerlastverkehr und mehr als die Hälfte der für leichte Transportzwecke eingesetzten Dieselfahrzeuge die jeweils geltenden Grenzwerte, was nach einer Schätzung von 2017 jährlich weltweit zu etwa 38.000 vorzeitigen Todesfällen führt.
Eine norwegisch-österreichische Studie von 2017 schätzte die verfrühten Todesfälle durch den Abgasskandal für Europa auf 5000 Fälle jährlich. Im Vereinigten Königreich haben die Abgasmanipulationen einer Studie zufolge zu 16.000 Toten geführt und 30.000 Fälle von Asthma bei Kindern verursacht.
Durch die überhöhten Schadstoffemissionen der VW-Modelle sowie durch daraus resultierende Gesundheitsschäden und vorzeitige Todesfälle ergaben sich im Zeitraum 2009–2015 allein in Europa und den USA Kosten in Höhe von 39 Mrd. US-Dollar, der Großteil davon in Europa. Abhängig davon, ob und wie schnell die betroffenen Fahrzeuge zurückgerufen und repariert werden, kann diese Zahl auf über 100 Mrd. Dollar ansteigen. Anfang 2017 wurde geschätzt, dass im Mittel vorzeitige Todesfälle mit zusammen ca. 29.000 verlorenen Lebensjahren und Gesundheitskosten von 4,1 Milliarden Euro (Wert im Jahr 2015) vermieden werden könnten, wenn bis Ende des Jahres alle in Deutschland betroffenen Fahrzeuge so umgerüstet würden, dass sie die Abgas-Grenzwerte einhalten.

## Rundfunkberichte
- Alexander Budde und Nadine Lindner: Drei Jahre Dieselskandal – Ein technischer Jahrhundertbetrug, Deutschlandfunk – Hintergrund vom 17. September 2018
- Willem Konrad und Lucas Stratmann: Winterkorn und seine Ingenieure – Was geschah wirklich beim Dieselskandal? Dokumentarfilm, produziert vom Norddeutschen Rundfunk für Das Erste, Länge: 44 min, verfügbar bis 15. September 2022